# 인도-그리스 왕국
인도-그리스 왕국(그리스어: Ελληνοϊνδικό Βασίλειο) 또는 야바나 왕국(산스크리트어: यवन राज्य)은 오늘날 아프가니스탄, 파키스탄 그리고 북서인도의 다양한 지역을 포함하는 헬레니즘 시대의 그리스 왕국이었다.
"인도-그리스 왕국"이라는 용어는 탁실라, 사갈라, 푸슈칼라바티, 바그람과 같은 지역 수도를 다스리는 여러 다양한 헬레니즘 국가들을 대략적으로 총한다. 다른 중심지들은 단지 암시될 뿐이다. 예를 들어 클라우디오스 프톨레마이오스의 지오그래피아와 후기 왕들의 명칭은 인도-그리스 영향권 남부에 있던 테오필로스가 한때 그곳에 왕좌를 가졌을 수도 있음을 시사한다.
왕국은 그리스-박트리아 왕 데메트리오스 1세 아니케토스가 기원전 200년경 박트리아에서 인도를 침략하면서 세워졌다. 셀레우코스 제국 동쪽에 있는 그리스인들은 결국 그리스-박트리아 왕국과 북서 인도 아대륙의 인도-그리스 왕국으로 나뉘었다.
2세기에 걸친 통치 기간 동안 인도-그리스 왕들은 그리스어와 인도어 및 상징을 동전에 새겨 결합했고, 고고학적 유적에서 볼 수 있듯이 그리스와 인도 사상을 혼합했다. 인도-그리스 문화의 확산은 특히 간다라 미술의 영향을 통해 오늘날에도 느껴지는 결과를 낳았다. 인도-그리스인의 민족 구성 또한 어느 정도 혼혈이었을 수 있다. 폴리비오스에 따르면 에우티데모스 1세는 마그네시아인 그리스인이었다. 따라서 인도-그리스 왕국의 창시자인 그의 아들 데메트리오스 1세 아니케토스는 적어도 아버지 쪽으로는 그리스 민족이었다. 같은 데메트리오스는 셀레우코스 제국의 통치자 안티오코스 3세 메가스의 딸과 결혼 조약을 맺었다. 후기 인도-그리스 통치자들의 민족 구성은 때때로 덜 명확하다. 예를 들어 아르테미도로스 (기원전 80년)는 인도-스키타이 혈통으로 추정되었지만, 지금은 평범한 인도-그리스 왕으로 간주된다.
인도-그리스 왕들 중 가장 잘 알려진 메난드로스 1세는 실제로 또 다른 인도-그리스 왕인 메난드로스 2세가 존재했음에도 불구하고 종종 "메난드로스"라고만 불린다. 메난드로스 1세의 수도는 펀자브의 사칼라 (현재의 시알코트)에 있었다. 메난드로스가 사망한 후 그의 제국 대부분은 분열되었고 인도-그리스의 영향력은 상당히 감소했다. 라비강 동쪽의 많은 신생 왕국과 공화국들은 군사적 승리를 묘사하는 새로운 주화를 발행하기 시작했다. 가장 두드러진 형성된 실체는 야우데야 공화국, 아르주나야나족, 그리고 아우둠바라였다. 야우데야족과 아르주나야나족은 모두 "칼에 의한 승리"를 얻었다고 전해진다. 닷타 왕조와 미트라 왕조는 곧 마투라에서 뒤를 이었다.
인도-그리스는 결국 인도-스키타이의 침략 이후 서기 10년경 정치적 실체로서 사라졌지만, 그리스 인구의 주머니는 아마도 그 후 인도-파르티아 왕국, 쿠샨 제국, 그리고 서사트라프 국가가 서기 415년까지 현지 그리스인을 포괄하며 지속된 인도-스키타이의 통치 아래 몇 세기 더 남아있었을 것이다.

## 배경

### 인도 아대륙의 초기 그리스 존재

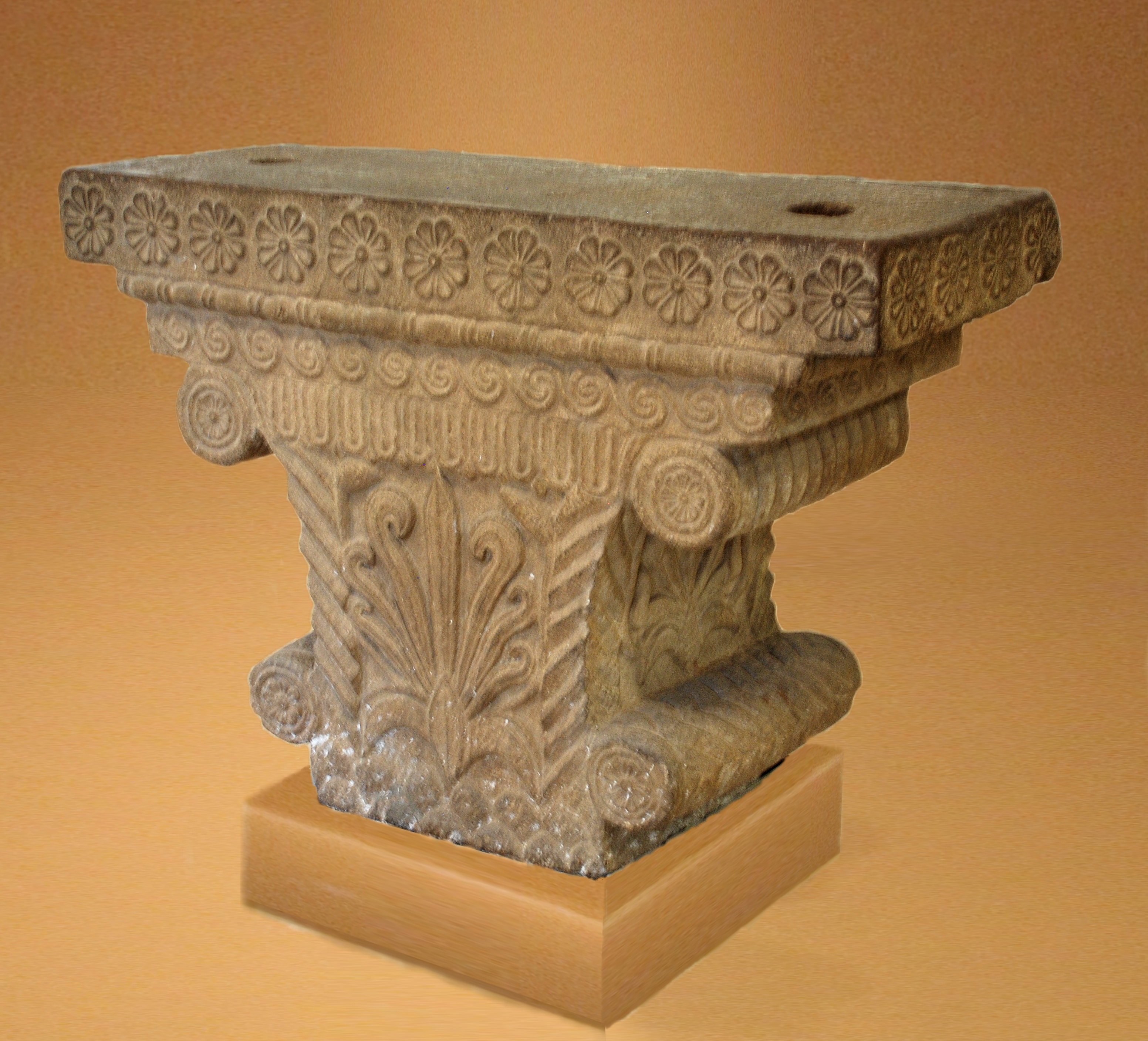
기원전 3세기 초기 마우리아 제국 시대, 파트나, 비하르주의 파탈리푸트라 궁전 기둥 머리, 그리스 및 페르시아 영향력을 보여준다.

그리스인들은 페르시아 아케메네스 제국 시대에 인도 아대륙 북서부에 권한을 확립하기 시작했다. 다리우스 1세는 이 지역을 정복했지만, 그의 후계자들과 함께 당시 서부 아나톨리아 반도의 모든 지역을 포함하는 그리스 세계의 많은 부분을 정복했다. 그리스 마을이 페르시아의 속박에 반란을 일으키자, 그들은 때때로 오늘날의 아프가니스탄 주변 제국의 먼 곳으로 재배치되어 민족 청소당했다. 시간이 지남에 따라 그들은 정치적으로 영향력을 키우고 권력을 잡아 자신들의 독립 왕국을 세우고 사방으로 영토를 확장했다.
기원전 4세기, 알렉산드로스 대왕은 페르시아 제국을 격파하고 정복했다. 기원전 326년에 인도 원정은 인도 아대륙 북서부의 베아스강까지 이어졌다. 알렉산드로스는 사트라프들을 세우고 부케팔라를 포함한 여러 도시를 건설했다. 그는 군대가 더 이상 동쪽으로 가지 않으려 하자 남쪽으로 방향을 돌렸다. 펀자브의 인도 사트라프는 포로스와 암비의 통치 아래 남겨졌으며, 이들은 기원전 321년 트리파라디수스 회의에서 다시 확정되었고, 이 사트라프에 남아있는 그리스 군대는 알렉산드로스의 장군 에우데모스의 지휘 아래 남겨졌다. 기원전 321년 이후 에우데모스는 기원전 316년에 인도를 떠날 때까지 암비를 전복시켰다. 남쪽에서는 또 다른 장군인 페이톤 (아게노르의 아들) 또한 인더스의 그리스 식민지들을 통치했다. 그가 기원전 316년에 바빌론으로 떠날 때까지 말이다.
기원전 322년경, 그리스인들(인도 문헌에서는 요나 또는 야바나로 묘사됨)은 다른 집단들과 함께 찬드라굽타 마우리아의 난다 왕조에 대한 봉기에 참여했을 수 있으며, 난다 왕조로부터 도시를 점령하기 위해 파탈리푸트라까지 진출했을 수도 있다. 비사카두타의 무드라락샤사와 자이나교 문헌인 파리시슈타파르반은 찬드라굽타와 히말라야 왕 파르바트카(종종 포로스와 동일시됨)의 동맹에 대해 이야기하며, 이 기록에 따르면 이 동맹은 찬드라굽타에게 야바나 (그리스인), 캄보자, 샤카 (스키타이인), 키라타 (네팔인), 파라시카 (페르시아인), 박트리아인 (박트리아인)으로 구성된 연합군을 제공하여 파탈리푸트라를 점령했다.
기원전 305년, 셀레우코스 1세 니카토르는 인더스강으로 군대를 이끌었고, 그곳에서 찬드라굽타 마우리아와 맞닥뜨렸다. 이 대치는 평화 조약과 "혼인 계약"(그리스어: Ἐπιγαμία, 에피가미아)으로 끝났다. 이는 왕실 결혼 또는 인도인과 그리스인 간의 통혼 합의를 의미한다. 이에 따라 셀레우코스는 그의 동방 영토를 찬드라굽타에게 할양했으며, 아마도 아라코시아까지 확장되었을 것이다. 그리고 500마리의 전투 코끼리를 받았다(이 코끼리들은 이프소스 전투에서 셀레우코스의 승리에 핵심적인 역할을 했다).
인도인들은 이전에 페르시아에 속했던 인더스를 따라 위치한 일부 지역을 점령했다. 알렉산드로스는 아리아인들로부터 그 지역들을 빼앗고 그곳에 자신의 정착지를 세웠다. 그러나 셀레우코스 1세 니카토르는 혼인 계약에 따라 그 지역들을 산드로코투스에게 주었으며, 그 대가로 500마리의 코끼리를 받았다.— 스트라본 15.2.1(9)

결혼 계약의 자세한 내용은 알려져 있지 않지만, 셀레우코스에 관한 방대한 자료에 인도 공주에 대한 언급이 전혀 없으므로, 혼인 동맹은 반대 방향으로 이루어져 찬드라굽타 자신이나 그의 아들 빈두사라가 셀레우코스 공주와 결혼하여 당시 그리스의 관행에 따라 왕조 동맹을 맺었다고 생각된다. 인도 푸라나의 한 자료인 바비쉬아 푸라나의 프라티사르가 파르바는 찬드라굽타와 셀레우코스의 딸인 그리스("야바나") 공주와의 결혼에 대해 묘사하고 있다. 이후 초기 마우리아 가계도를 정확히 상세히 설명한다.
"찬드라굽타 마우리아는 술루바, 파우사사의 야바나 왕의 딸과 결혼했다. 그리하여 그는 불교도와 야바나인들을 섞었다. 그는 60년간 통치했다. 그에게서 빈두사라가 태어나 아버지와 같은 기간 동안 통치했다. 그의 아들은 아소카였다."— 프라티사르가 파르바</ref>

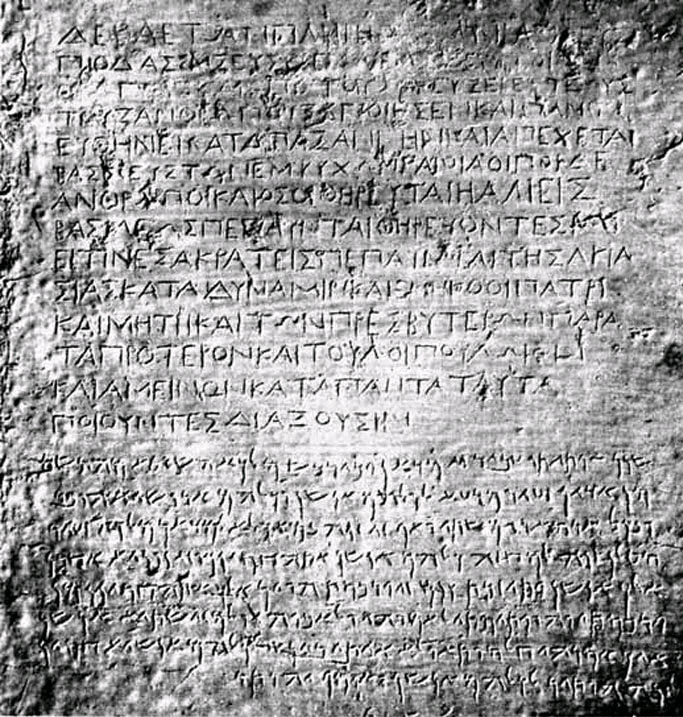
칸다하르 이중 언어 비문 (그리스어 및 아람어) by 아소카 왕, 칸다하르, 아프가니스탄에서.

그러나 찬드라굽타 마우리아는 생애 말까지 자이나교를 따랐다. 그는 셀레우코스 1세 니카토르의 딸을 결혼 상대로 법정에 들였고, 그리하여 그는 인도인과 그리스인들을 섞었다. 그의 손자 아소카는 우드콕과 다른 학자들이 제안했듯이, "사실 절반 또는 적어도 4분의 1이 그리스인일 수 있었다."
또한 역사가 메가스테네스를 비롯하여 데이마코스와 디오니시오스 등 여러 그리스인들이 마우리아 궁정에 머물기 위해 파견되었다. 두 통치자 사이에는 계속해서 선물이 교환되었다. 이러한 접촉의 강도는 그리스인(야바나)과 페르시아인 외국인을 위한 마우리아 국가 부서의 존재 또는 북인도 전역에서 발견될 수 있는 헬레니즘 도자기 유적으로 증명된다.
이러한 경우에 그리스 인구는 분명히 마우리아 통치 하에 인도 아대륙 북서부에 남아 있었다. 불교 신앙으로 개종한 찬드라굽타의 손자 아소카는 아소카의 칙령에서 자신의 통치권 내의 그리스 인구도 불교로 개종했다고 돌에 새겨진 일부 그리스어로 쓰여진 칙령으로 선언했다.
왕의 영토 내에 있는 그리스인들, 캄보자, 나바카, 나바팜키츠, 보자, 피티니카, 안드라 그리고 팔리다 전역에서 사람들은 신에게 사랑받는 이의 다르마 지침을 따르고 있다.— 바위 칙령 13호 (S. 담미카).

칙령에서 아소카는 지중해까지 그리스 통치자들에게 불교 선교사들을 보냈으며(칙령 13호), 인간과 동물의 복지를 위해 그들의 영토에서 본초학을 개발했다고 언급한다(칙령 2호).

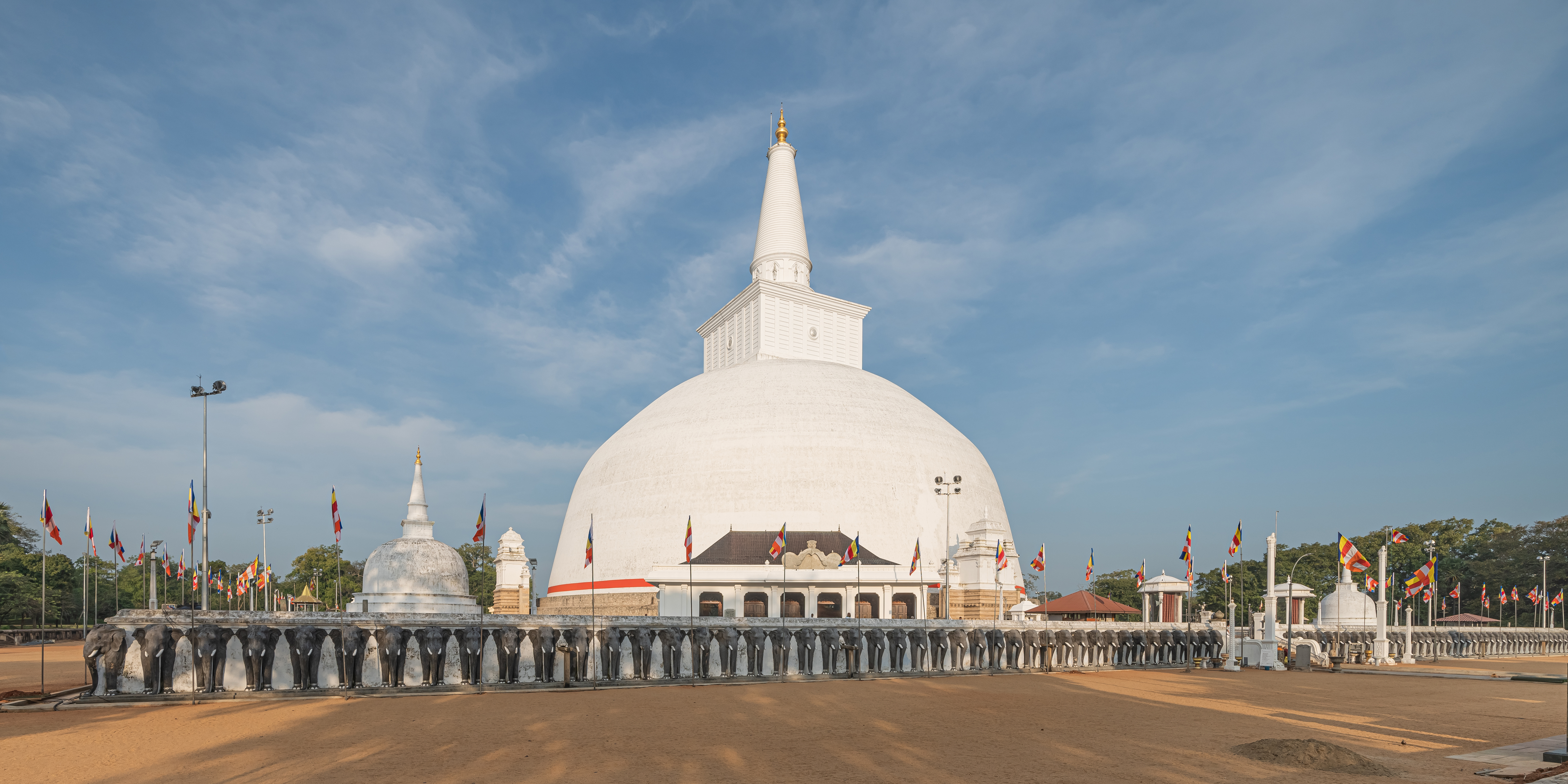
마하밤사에 따르면, 스리랑카, 아누라다푸라의 대 스투파는 기원전 130년경 "알렉산드리아"에서 온 30,000명의 강력한 "야바나" (그리스) 사절단에 의해 봉헌되었다.

인도에 거주하는 그리스인들은 담마락키타와 같은 아소카의 사절이나 스승 마하담마락키타와 같은 그리스 불교 승려들을 이끌면서 불교 전파에 적극적인 역할을 한 것으로 보인다(마하밤사, XII). 또한 그리스인들이 아소카의 기둥의 조각 작업에 기여했으며, 더 일반적으로는 마우리아 예술의 번성에 기여했다고 생각된다. 일부 그리스인(야바나족)은 아소카가 통치하는 영토에서 행정적인 역할을 했을 수 있다. 루드라다만 주나그드 바위 비문은 아소카 통치 기간 동안 구자라트주, 기르나르 지역에서 야바나 왕/총독인 투샤스파가 물 저수지 건설에 역할을 담당했음을 기록하고 있다.
기원전 206년에 셀레우코스 황제 안티오코스 3세 메가스가 다시 카불 계곡으로 군대를 이끌고 가서 현지 왕 소파가세노스로부터 전투 코끼리와 선물을 받았다.
그(안티오코스)는 카우카소스(인도의 카우카소스 또는 파로파미소스: 현대 힌두쿠시산맥)를 넘어 인도로 내려갔다. 인도 왕 소파가세노스와 우정을 새롭게 했다. 코끼리를 더 받아서 총 150마리가 되었다. 군대에 다시 보급품을 채운 후, 직접 군대와 함께 다시 출발했다. 이 왕이 그에게 넘겨주기로 동의한 보물을 집으로 가져가는 임무는 퀴지코스의 안드로스테네스에게 맡겼다.— 폴리비오스, 역사 11.39

### 박트리아의 그리스 통치

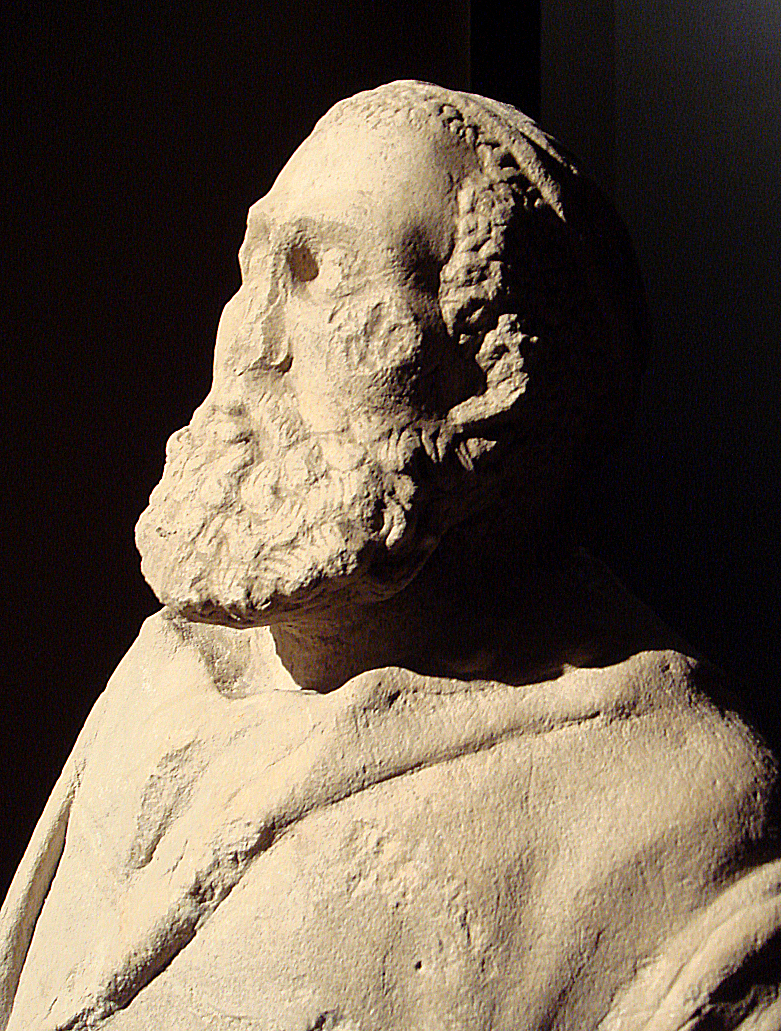
기원전 2세기 박트리아, 아이하눔에서 발견된 노인 또는 철학자의 그리스-박트리아 조각상.

알렉산드로스는 또한 이웃한 박트리아에 옥수스의 알렉산드리아 (현대 아이하눔) 및 코카서스의 알렉산드리아 (중세 카피사, 현대 바그람)와 같은 여러 식민지를 건설했다. 기원전 323년 알렉산드로스 사망 후 박트리아는 셀레우코스 1세 니카토르의 지배를 받게 되었으며, 그는 셀레우코스 제국을 건국했다. 그리스-박트리아 왕국은 박트리아 (및 아마도 주변 속주)의 사트라프였던 디오도토스 1세가 기원전 250년경 셀레우코스 제국에서 분리 독립하면서 세워졌다. 보존된 고대 자료들은 다소 모순되어 있으며 박트리아 독립의 정확한 날짜는 아직 정해지지 않았다. 다소 단순화하면, 디오도토스의 분리 독립에 대한 높은 연대기 (기원전 255년경)와 낮은 연대기 (기원전 246년경)가 존재한다. 높은 연대기는 안티오코스 2세 테오스 왕이 박트리아에서 주화를 거의 발행하지 않은 이유를 설명하는 이점이 있다. 이는 디오도토스가 안티오코스 통치 초기에 독립했기 때문일 것이다. 반면에 기원전 240년대 중반의 낮은 연대기는 디오도토스 1세의 분리 독립을 셀레우코스 제국에 재앙적인 충돌이었던 제3차 시리아 전쟁과 연결시키는 이점이 있다.
디오도토스는 박트리아의 천 개 도시의 총독(라틴어: Theodotus, mille urbium Bactrianarum praefectus)으로, 탈주하여 스스로 왕을 선포했다. 동방의 다른 모든 민족들도 그의 예를 따랐고 마케도니아인들로부터 분리 독립했다.— (유니아누스 유스티누스, XLI,4)

새로운 왕국은 매우 도시화되어 있었고 동방에서 가장 부유한 왕국 중 하나로 간주되었으며(opulentissimum illud mille urbium Bactrianum imperium "천 개 도시를 가진 매우 번성한 박트리아 제국" 유스티누스, XLI,1), 동서로 세력을 확장해 나갔다.
박트리아를 반란시킨 그리스인들은 그 나라의 비옥함 덕분에 매우 강력해져서, 아리아나뿐만 아니라 인도의 주인도 되었다고 아르테미타의 아폴로도로스는 말한다. 그리고 알렉산드로스보다 더 많은 부족들을 정복했다. 그들의 도시로는 박트라(자리아스파라고도 불리며, 같은 이름을 가진 강이 흐르고 옥수스강으로 흘러든다)와 다랍사, 그리고 몇몇 다른 도시들이 있었다. 그 중에는 통치자의 이름을 따서 명명된 에우크라티디아도 있었다.— (스트라본, XI.XI.I)

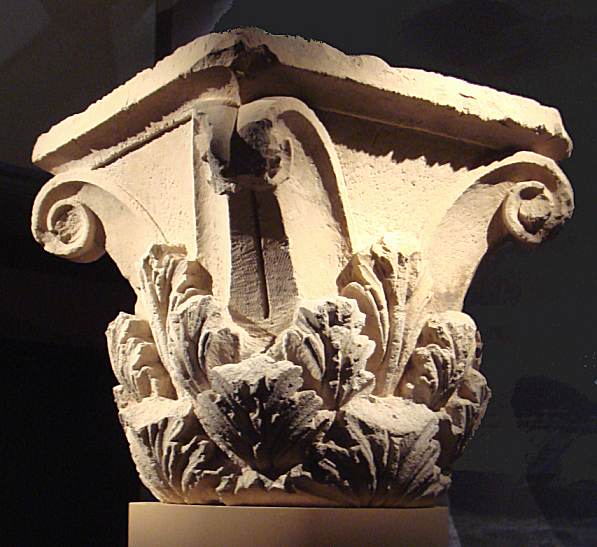
기원전 2세기 아이하눔에서 발견된 코린토스 양식 기둥머리.

이웃한 파르티아의 통치자이자 전 사트라프이자 자칭 왕이었던 안드라고라스가 아르사케스 1세에게 제거되면서, 파르티아 제국의 부상은 그리스-박트리아인들을 그리스 세계와의 직접적인 접촉에서 단절시켰다. 육로 무역은 감소된 속도로 계속되었지만, 그리스 이집트와 박트리아 간의 해상 무역은 발전했다.
디오도토스의 뒤를 그의 아들 디오도토스 2세가 이었고, 그는 셀레우코스 2세 칼리니코스와의 싸움에서 파르티아의 아르사케스 1세와 동맹을 맺었다.
곧이어 디오도토스의 죽음으로 안도한 아르사케스는 그의 아들(역시 디오도토스라는 이름)과 평화를 맺고 동맹을 맺었다. 얼마 후 그는 반란군을 처벌하러 온 셀레우코스와 싸웠고, 그를 이겼다. 파르티아인들은 이 날을 그들의 자유의 시작을 알리는 날로 기념했다.— (유스티누스, XLI,4)

폴리비오스에 따르면 에우티데모스 1세는 마그네테스인 그리스인으로, 아마도 소그디아나의 사트라프였을 것이며, 기원전 230년경 디오도토스 2세를 전복시키고 자신의 왕조를 시작했다. 에우티데모스의 통제는 소그디아나까지 확장되어 알렉산드로스 대왕이 페르가나 분지에 세운 도시 알렉산드리아 에스카테를 넘어섰다.
"그리고 그들은 박트리아나 동쪽, 박트리아인들과 소그디아인들 사이의 경계를 이루는 옥수스강과 이악사르테스강 사이에 위치한 소그디아나도 지배했다. 그리고 이악사르테스강은 소그디아인들과 유목민들 사이의 경계도 형성한다.— 스트라본 XI.11.2

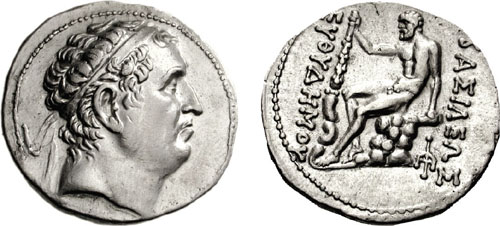
기원전 230-200년경 그리스-박트리아 왕 에우티데모스 1세를 묘사한 동전. 뒷면에는 곤봉을 들고 앉아 있는 헤라클레스가 보인다. 그리스어 명문은: ΒΑΣΙΛΕΩΣ ΕΥΘΥΔΗΜΟΥ – "(왕) 에우티데모스"이다.

에우티데모스 1세는 기원전 210년경 안티오코스 3세 메가스의 공격을 받았다. 에우티데모스는 10,000명의 기병을 이끌었음에도 불구하고 처음에 아리우스 전투에서 패하고 후퇴해야 했다. 그는 그 후 요새화된 도시 박트라에서 3년간의 포위 공격을 성공적으로 견뎌냈고, 기원전 206년경 안티오코스는 마침내 새로운 통치자를 인정하고 그의 딸 중 한 명을 에우티데모스의 아들 데메트리오스 1세 아니케토스에게 주기로 결정했다. 고전적인 기록들은 또한 에우티데모스가 안티오코스 3세와 평화를 협상하면서, 원래 반란군 디오도토스를 전복시킨 공로를 인정받아야 한다고 제안했으며, 그의 방어 노력 덕분에 중앙아시아를 유목민 침략으로부터 보호하고 있었다고 설명한다.
...그가 이 요구에 굴복하지 않으면 둘 중 어느 쪽도 안전하지 않을 것이기 때문이다. 많은 유목민 무리가 가까이 있었고, 그들은 둘 모두에게 위험했다. 그리고 만약 그들을 나라 안으로 들인다면, 그 나라는 틀림없이 완전히 야만화될 것이다.— (폴리비오스, 11.34)

셀레우코스군이 떠난 후, 박트리아 왕국은 확장된 것으로 보인다. 서쪽으로는 이란 북동부 지역이 편입되었을 수 있으며, 아마도 안티오코스 대왕에게 패배했던 파르티아까지 확장되었을 수 있다. 이 영토들은 아마도 박트리아 사트라프인 타푸리아와 트라시아네와 동일할 것이다.
북쪽으로는 에우티데모스가 소그디아나와 페르가나도 통치했으며, 알렉산드리아 에스카테에서 그리스-박트리아인들이 중국 투르키스탄의 카슈가르시와 우루무치시까지 원정을 감행하여 기원전 220년경 중국과 서양 간의 첫 알려진 접촉이 이루어졌을 수 있다는 징후가 있다. 그리스 역사가 스트라본 또한 다음과 같이 기록했다.
그들은 그들의 제국을 세리카 (중국인)와 프리니족까지 확장했다.— (스트라본, XI.XI.I)

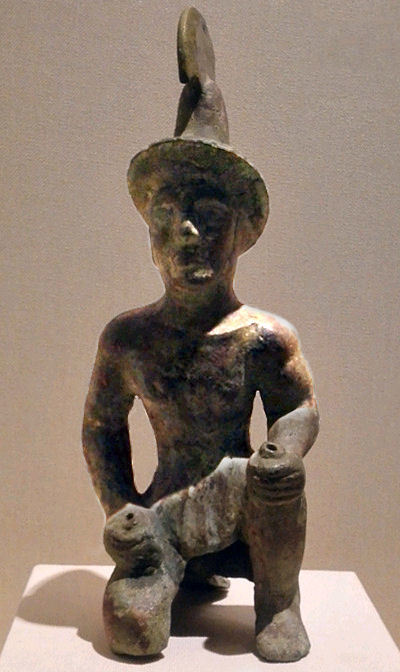
톈산산맥 북쪽, 신장 위구르 자치구 박물관, 우루무치시의 기원전 3세기 매장지에서 발견된, 그리스 프리기아 모자의 한 형태를 쓰고 있는 그리스 병사 조각상으로 추정된다.

톈산산맥 북쪽, 중국의 문턱에서 여러 그리스 병사들의 조각상과 모습이 발견되었으며, 오늘날 우루무치시의 신장 위구르 자치구 박물관에 전시되어 있다 (보드먼).
히르트와 로스토프체프는 중국 예술에 대한 그리스의 영향도 제안했다. 로제트 꽃, 기하학적 선, 유리 상감으로 된 디자인은 헬레니즘의 영향을 암시하며, 일부 초기 한나라 청동 거울에서도 발견된다.
화폐학 또한 이러한 경우에 일부 기술 교환이 일어났을 수 있음을 시사한다. 그리스-박트리아인들은 세계 최초로 백동 (75/25 비율) 주화를 발행했는데, 이 합금 기술은 당시 중국에서 "백동"이라는 이름으로만 알려져 있었다(전국 시대의 일부 무기는 백동 합금이었다). 중국 금속, 특히 철의 무역 수출 관행은 그 시기쯤에 입증되었다. 에우티데모스, 에우티데모스 2세, 아가토클레스 디카이오스 및 판탈레온 왕들은 기원전 170년경에 이러한 주화를 발행했으며, 니켈 함유 구리 광석이 아나락 광산에서 얻은 원료였을 수 있다는 대안적인 제안도 있다. 백동은 19세기가 되어서야 다시 주화에 사용될 것이다.
고대로부터 인도 아대륙에 중국인이 존재했음은 마하바라타와 마누 스므리티에 나오는 "치나족"의 기록에서도 시사된다.
한나라의 탐험가이자 사신인 장건은 기원전 126년 박트리아를 방문하여 박트리아 시장에서 중국 물품의 존재를 보고했다.
"박트리아(대하 (국가))에 있을 때," 장건은 보고했다, "나는 충의 대나무 지팡이와 촉 지방에서 만든 천(비단?)을 보았다. 사람들에게 어떻게 그런 물품을 얻었는지 물으니, 그들은 "우리 상인들이 쉬엔두 (인도) 시장에서 그것들을 사 온다."고 답했다.— (사기 (역사서) 123, 사마천, 번역 버튼 왓슨)

그의 귀환 후, 장건은 중국 황제 전한 무제에게 페르가나, 박트리아, 파르티아의 도시 문명의 정교함을 알렸고, 황제는 그들과 상업적 관계를 발전시키는 데 관심을 보였다.
천자는 이 모든 것을 듣고 다음과 같이 추론했다: 대완과 대하 및 안식국의 소유물은 희귀한 물건들로 가득한 큰 나라들이며, 고정된 거처에 살면서 중국인들과 다소 동일한 직업에 종사하고, 중국의 풍부한 생산물을 크게 중요하게 여긴다.— (한서, 전한사)

그 후 많은 중국 사신들이 중앙아시아로 파견되었고, 기원전 2세기 말부터 비단길의 발전을 촉발시켰다.

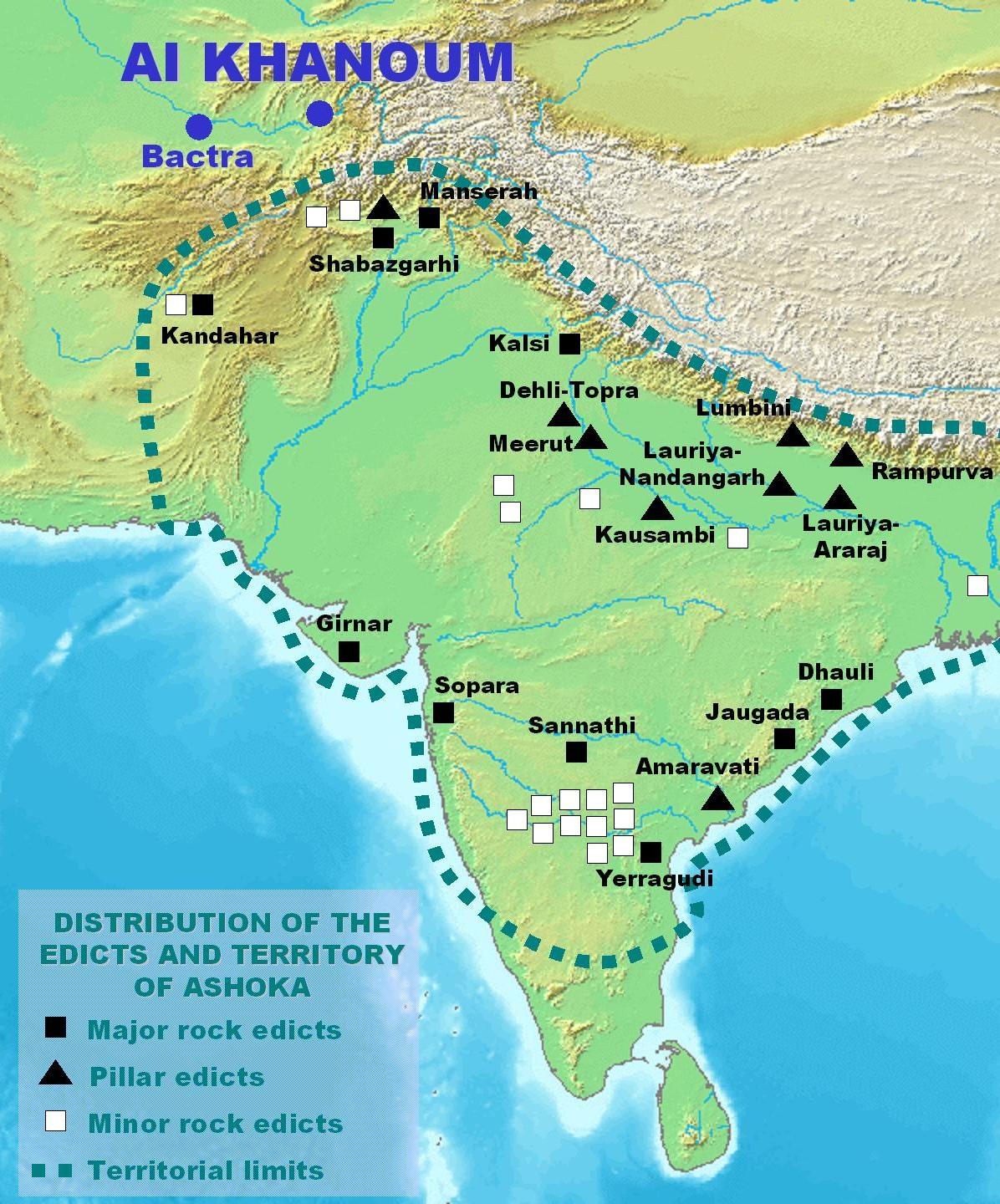
그리스-박트리아와 도시 아이하눔은 마우리아 인도의 바로 문턱에 위치했다.

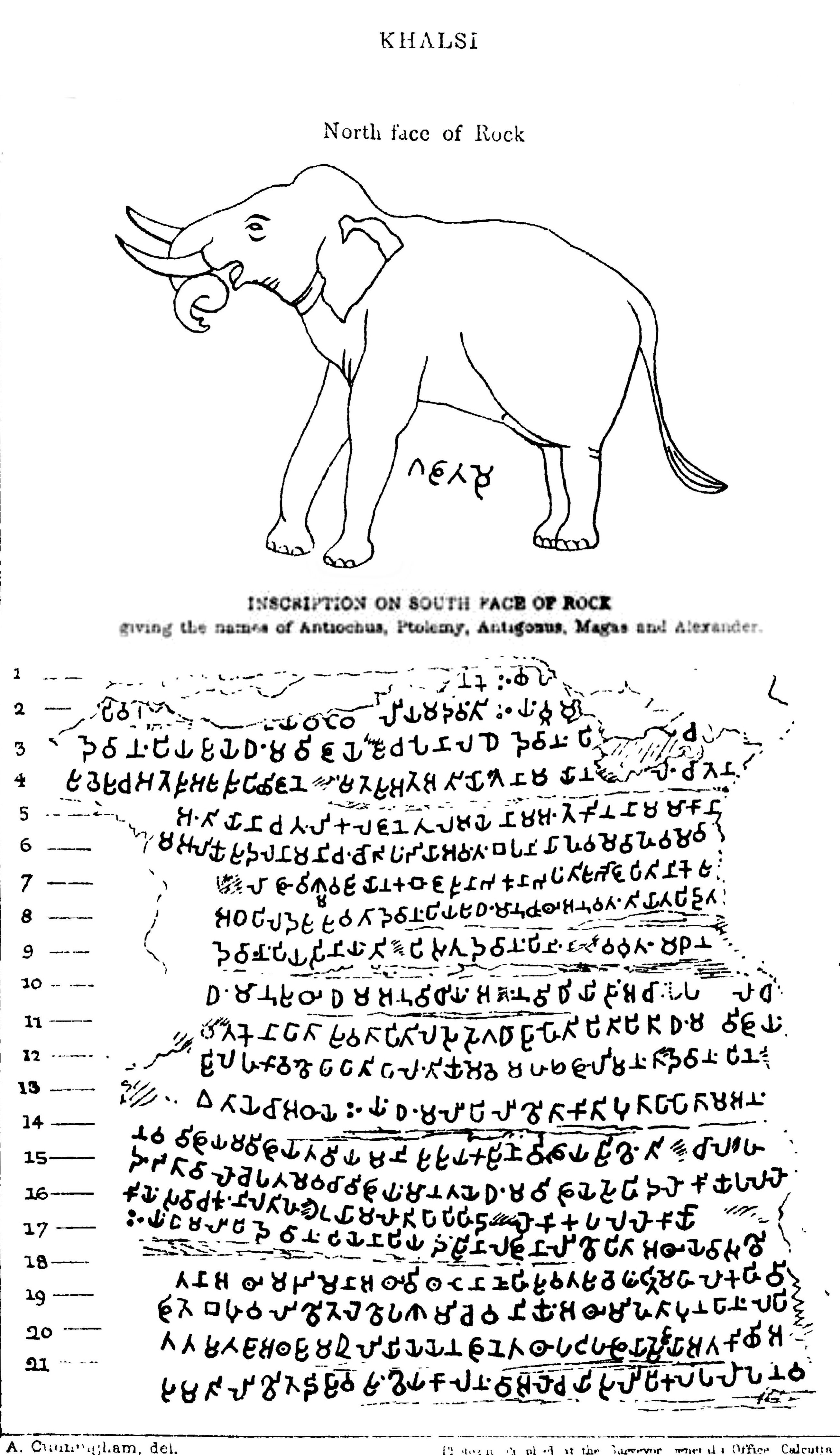
아소카의 칼시 바위 칙령으로, 그리스 왕인 안티오코스 2세 테오스, 프톨레마이오스 2세 필라델포스, 안티고노스 2세 고나타스, 키레네의 마가스, 알렉산드로스 2세 (에페이로스)의 이름이 언급되어 있으며, 이들이 그의 가르침을 받은 수신자들이다.

마우리아 왕조의 창시자인 인도 황제 찬드라굽타 마우리아는 기원전 322년경 알렉산드로스 대왕이 사망하자 인도 북서부를 재정복했다. 그러나 셀레우코스 제국의 그리스 이웃들과의 접촉은 계속되었으며, 왕조 동맹 또는 그리스인과 인도인 간의 통혼 인정이 확립되었고 (고대 자료에서는 에피가미아에 대한 합의로 묘사됨), 역사가 메가스테네스와 같은 여러 그리스인들이 마우리아 궁정에 머물렀다. 이후 모든 마우리아 황제는 그의 궁정에 그리스 대사를 두었다.
찬드라굽타의 손자 아소카는 불교 신앙으로 개종하여 전통적인 상좌부 불교의 팔리 경전 계보에서 위대한 개종자가 되었으며, 기원전 250년경부터 인도와 헬레니즘 세계를 향해 노력을 기울였다. 돌에 새겨진 아소카의 칙령에 따르면, 일부는 그리스어로 쓰여진 이 칙령을 통해 그는 불교 사절단을 아시아의 그리스 땅과 지중해까지 보냈다. 이 칙령에는 당시 헬레니즘 문명 세계의 각 통치자들의 이름이 언급되어 있다.
다르마에 의한 정복은 이곳, 국경에서, 심지어 600 요자나 (4,000 마일) 떨어진 곳, 그리스 왕 안티오코스 2세 테오스가 통치하는 곳, 그 너머 네 명의 왕, 즉 프톨레마이오스 2세 필라델포스, 안티고노스 2세 고나타스, 키레네의 마가스와 알렉산드로스 2세 (에페이로스)가 통치하는 곳에서도 승리했다. 마찬가지로 남쪽에서는 촐라족, 판디아족, 그리고 탐라파르니까지 이르렀다.— (아소카의 칙령, 13번째 바위 칙령, S. 담미카)

인도 북서부에 남아있던 일부 그리스인들은 분명히 불교로 개종했다.
이곳 왕의 영토 내에 있는 그리스인들, 캄보자, 나바카, 나바팜키츠, 보자, 피티니카, 안드라 그리고 팔리다 전역에서 사람들은 신에게 사랑받는 이의 다르마 지침을 따르고 있다.— (아소카의 칙령, 13번째 바위 칙령, S. 담미카)

더욱이, 팔리 자료에 따르면, 아소카의 사절 중 일부는 그리스 불교 승려였으며, 이는 두 문화 간의 긴밀한 종교적 교류를 시사한다.
승리자(아소카)의 종교를 깨우친 테라(장로) 목갈리풋타가 (세 번째) 공회를 마쳤을 때, 그는 테라들을 이곳저곳으로 보냈다. ... 그리고 아파란타카("서쪽 지역", 구자라트주와 신드주에 해당)에는 담마락키타라는 그리스인(야바나, 즉 이오니아인)을 보냈고, ... 테라 마하락키타는 야바나의 나라로 보냈다.— (마하밤사 XII)

그리스-박트리아인들은 아마도 이 불교 사절들을 받아들였을 것이며 (적어도 "야바나의 나라로 보내진" 마하락키타, 즉 "위대한 구원자") 불교 신앙을 어느 정도 용인했을 것이다. 하지만 남아있는 증거는 거의 없다. 서기 2세기, 기독교 교의학자 알렉산드리아의 클레멘스는 박트리아인들("박트리아인"은 그 시대에 "동방 그리스인"을 의미) 사이에 불교 슈라마나가 존재했음을 인정했으며, 심지어 그리스 사상에 미친 그들의 영향도 인정했다.
그리하여 지극히 유익한 철학은 고대에 야만인들 사이에서 번성하여 민족들에게 빛을 비췄다. 그리고 그 후에 그리스로 전해졌다. 그 계층의 첫째는 이집트인들의 예언자들; 그리고 아시리아인들 중의 칼데아인; 그리고 갈리아인들 중의 드루이드; 그리고 박트리아인들 중의 슈라마나("Σαρμαναίοι Βάκτρων"); 그리고 켈트족의 철학자들; 그리고 페르시아인들의 마기, 그들은 구세주의 탄생을 예언했고 별의 인도를 받아 유대 땅으로 왔다. 인도의 김노소피스트들도 그 수에 포함되며, 다른 야만인 철학자들도 그러하다. 그리고 이들 중에는 두 가지 종류가 있는데, 일부는 슈라마나("Σαρμάναι")라고 불리고 다른 일부는 브라만("Βραφμαναι")이라고 불린다.— 알렉산드리아의 클레멘스, "스트로마테스, 또는 잡록" 제1권 제15장

### 숭가 왕조의 부상 (기원전 185년)

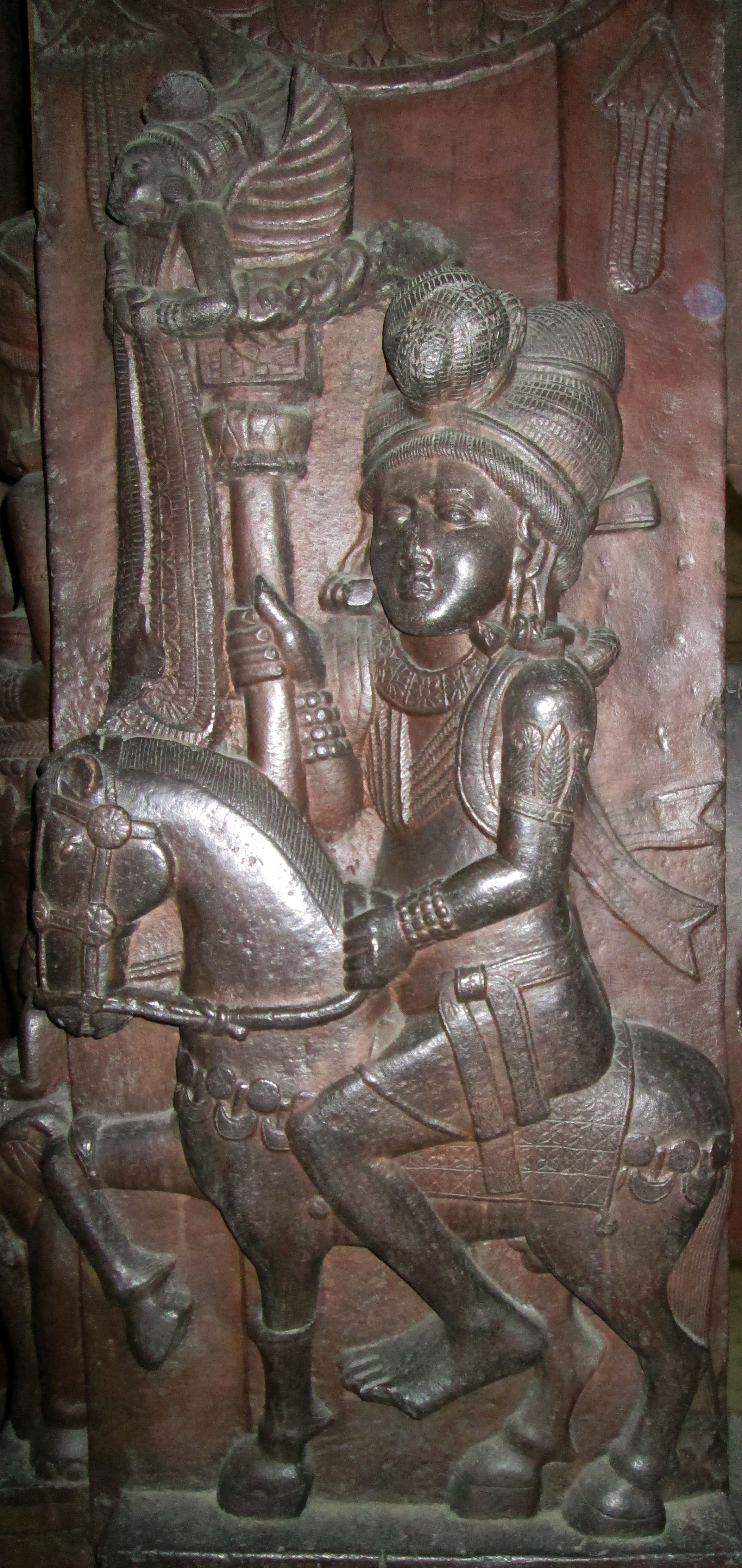
숭가 기병, 바르후트.

인도에서 마우리아 왕조는 기원전 185년경 마우리아 제국군의 총사령관이자 브라만이었던 푸시야미트라 숭가가 마지막 마우리아 황제 브리하드라타 마우리아를 암살하면서 전복되었다. 푸시야미트라 숭가는 그 후 왕위에 올라 숭가 왕조를 세웠고, 그 지배를 서쪽 펀자브까지 확장했다.
아소카바다나와 같은 불교 문헌에서는 푸시야미트라가 불교도에게 적대적이었고 불교 신앙을 박해했다고 언급한다. 날란다, 부다가야, 사르나트 또는 마투라와 같은 곳에서 많은 불교 사원(비하라)들이 힌두교 사원으로 전환되었다고 주장된다. 세속적 자료에 의해 이 시기 동안 힌두교와 불교가 경쟁 관계에 있었고, 숭가 왕조가 불교보다 힌두교를 선호했음이 입증되었지만, 에티엔 라모트와 로밀라 타파르와 같은 역사학자들은 숭가 왕조의 불교도 박해에 대한 불교 기록이 크게 과장되었다고 주장한다. 그러나 일부 푸라나 자료는 마우리아 왕조 이후 브라만교의 부흥과 수백만 불교도의 학살을 묘사하고 있으며, 바비쉬아 푸라나의 프라티사르가 파르바도 그러하다.
"이때 [즉, 찬드라굽타 마우리아, 빈두사라, 아소카의 통치 후] 브라만 중 가장 훌륭한 칸야쿠브자가 아르부다라는 산 정상에서 제사를 지냈다. 베다 만트라의 영향으로 야즈나 (제사)에서 네 명의 크샤트리야가 나타났다. (...) 그들은 아소카를 통제하고 모든 불교도들을 섬멸했다. 4백만 명의 불교도가 있었고, 그들 모두가 특이한 무기에 의해 살해되었다고 한다."— 프라티사르가 파르바

## 역사

### 자료

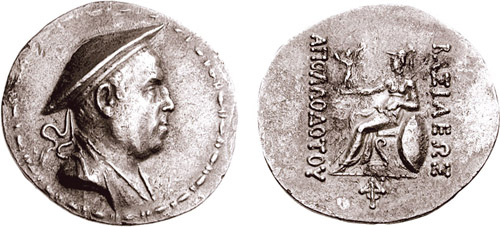
아폴로도토스 1세 (기원전 180–160년), 인도 아대륙만을 통치한 첫 번째 왕으로, 따라서 진정한 인도-그리스 왕국의 창시자이다.

헬레니즘 세계의 대부분에 대한 서사적 역사는 적어도 왕들과 전쟁들에 대한 기록으로 남아 있지만, 인도에 대해서는 그러한 기록이 부족하다. 인도-그리스인에 대한 주요 그리스-로마 자료는 유니아누스 유스티누스인데, 그는 아우구스투스 시대에 그리스 자료를 바탕으로 글을 쓴 로마 역사가 폼페이우스 트로구스의 선집에서 발췌했다. 이 열두 문장 외에도 지리학자 스트라본은 유라시아 형태에 대한 에라토스테네스와의 오랜 논쟁 과정에서 인도를 몇 번 언급한다. 이들 대부분은 순전히 지리적 주장일 뿐이지만, 그는 에라토스테네스의 자료에 따르면 일부 그리스 왕들이 알렉산드로스보다 더 많은 영토를 정복했다고 언급한다. 스트라본은 이에 대해 그들을 믿지 않으며, 메난드로스 1세와 에우티데모스의 아들 데메트리오스가 알렉산드로스보다 더 많은 부족을 정복했다는 것도 믿지 않는다. 폴리비오스의 책 중에는 온전히 전해지지 않은 메난드로스에 대한 이야기가 절반 정도 남아 있다.
인도의 문헌 자료로는 불교 현인 나가세나와 인도-그리스 왕 메난드로스 1세와 관련될 수 있는 인도화된 이름들 사이의 대화인 밀린다왕문경이 있다. 이 자료들에서 이름들은 일관되게 인도화되어 있으며, 예를 들어 다르마미트라가 "데메트리오스"를 나타내는지 아니면 그 이름의 인도 왕자를 나타내는지에 대한 논란이 있다. 또한 한나라 전한 무제 시대에 장건이 박트리아를 탐사한 중국 원정이 사기 (역사서)와 한서에 기록되어 있으며, 후한서에도 추가 증거가 있다. 중국어로 음역된 지명과 민족들을 식별하는 것은 어렵고, 여러 대안적인 해석이 제시되었다.
인도-그리스인들의 더 넓고 오래된 영향의 다른 증거는 기원전 1세기로 거슬러 올라가는 야바나 왕국 비문에서 암시될 수 있다. 이 비문은 "이오니아인"에서 파생된 용어인 야바나를 언급하고 있으며, 당시에는 "인도-그리스인"을 의미했을 가능성이 높다.

### 데메트리오스의 인도 확장

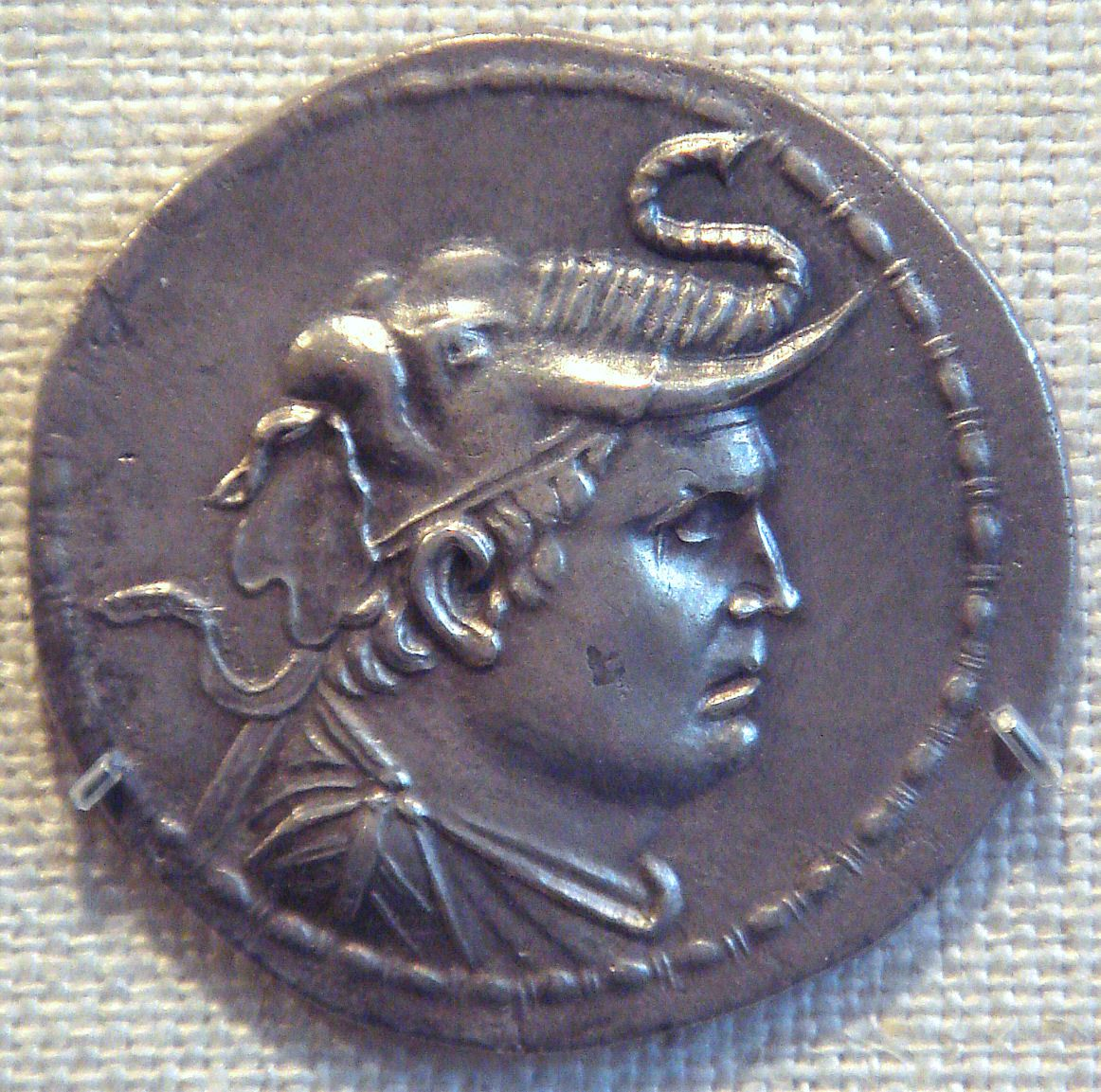
데메트리오스 1세 아니케토스 (재위 기원전 200–180년)를 묘사한 은화로, 그가 정복한 현재의 아프가니스탄과 파키스탄 지역을 상징하는 코끼리 투구를 쓰고 있다.

에우티데모스의 아들인 데메트리오스 1세 아니케토스는 일반적으로 인도에 대한 그리스 확장을 처음 시작한 그리스-박트리아 왕으로 간주된다. 따라서 그는 인도-그리스 왕국의 창시자이다. 그리스 왕들이 인도를 점령한 진정한 의도는 알려져 있지 않지만, 숭가 왕조에 의한 마우리아 제국의 소멸이 이러한 확장을 크게 장려했다고 생각된다. 인도-그리스인들, 특히 밀린다왕문경에서 불교로 개종했다고 하는 메난드로스 1세는 인도 불교도들의 도움을 받았을 수도 있다.
그의 아버지의 통치 기간에 이미 데메트리오스가 승리자로서 공식적으로 칭송받았다는 비문이 존재한다. 또한 그는 인도-그리스 역사에서 몇 안 되는 절대적인 연대 중 하나를 가지고 있다. 그의 아버지가 안티오코스 3세 메가스를 2년간 (기원전 208-206년) 막아낸 후, 평화 조약에는 데메트리오스와 안티오코스의 딸 사이의 결혼 제의가 포함되었다. 데메트리오스 1세의 주화는 아라코시아와 카불 계곡에서 발견되었는데, 후자는 그리스인들이 정의한 인도 최초의 진입 지점이었을 것이다. 세리카와 프리니족을 향한 동쪽 원정에 대한 문헌적 증거도 있지만, 이러한 정복의 순서와 연대는 불확실하다.
데메트리오스 1세는 카불 계곡, 아라코시아 및 아마도 간다라를 정복한 것으로 보인다. 그는 인도 주화를 주조하지 않았으므로, 그의 정복이 인도 깊숙이 침투하지 못했거나, 그가 정복을 공고히 하기 전에 사망했을 것이다. 그의 주화에서 데메트리오스 1세는 항상 알렉산드로스가 착용한 코끼리 투구를 쓰고 있는데, 이는 그의 인도 정복을 상징하는 것으로 보인다. 오스뭉 보페아라키는 데메트리오스가 힌두쿠시산맥 남쪽에서의 승리 이후 "인도 왕"이라는 칭호를 받았다고 믿는다. 그는 또한 사후에만 얻었을 수도 있지만, 알렉산드로스가 사용했던 헤라클레스의 숭배 칭호인 Ἀνίκητος ("아니케토스", 즉 무적자)라는 칭호를 받았다. 후기 인도-그리스 왕인 리시아스, 필록세노스, 아르테미도로스도 이 칭호를 사용했다. 마지막으로 데메트리오스는 기원전 186/5년에 시작된 새로 발견된 야바나 시대의 창시자였을 수 있다.

#### 첫 양식 및 다종교 화폐 시스템

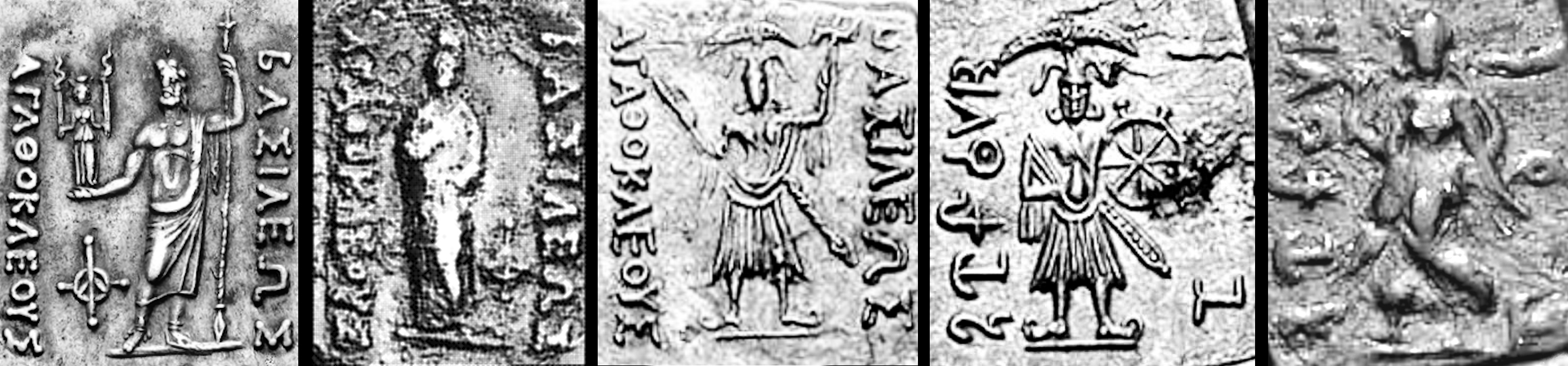
아가토클레스 디카이오스 (기원전 180년경)의 동전은 브라흐미 문자와 비슈누, 시바, 바수데바 아나카둔두비, 발라라마 또는 부처로 다양하게 해석되는 인도 신들을 통합했다.

데메트리오스가 죽은 후, 박트리아의 왕 판탈레온과 아가토클레스 디카이오스는 탁실라까지 동쪽으로 발견되는 인도 비문이 있는 최초의 이중 언어 동전을 발행했다. 그래서 그들의 시대(기원전 185–170년경)에는 박트리아 왕국이 간다라를 포함했던 것으로 보인다. 이 최초의 이중 언어 동전들은 브라흐미 문자를 사용했으며, 후기 왕들은 일반적으로 카로슈티 문자를 사용했다. 그들은 또한 힌두교 신이나 부처로 다양하게 해석되는 인도 신들을 통합했다. 그들은 또한 다양한 인도 도구(사자, 코끼리, 인도혹소 소)와 상징, 일부는 울타리 안의 나무와 같은 불교 상징도 포함했다. 이러한 상징들은 간다라의 포스트-마우리아 화폐에서도 볼 수 있다.

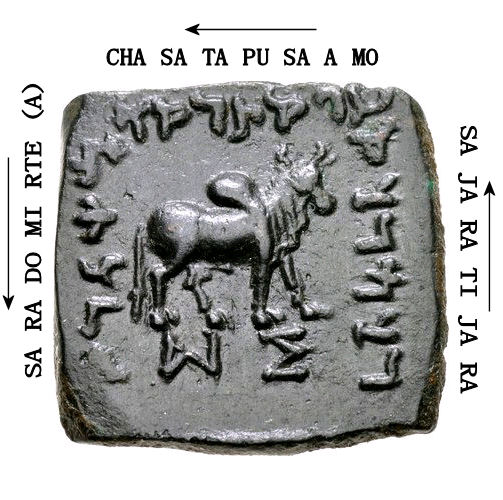
인도-그리스 왕 아르테미도로스 아니케토스 동전 뒷면의 카로슈티 문자 전설.

아가토클레스의 힌두교 주화는 적지만 인상적이다. 1970년 아이하눔에서 6개의 인도 표준 은화 드라크마가 발견되었는데, 이는 힌두교 신들을 묘사하고 있다. 이들은 비슈누의 초기 아바타라로, 가다 메이스와 쟁기를 속성으로 하는 발라라마-산카르샤나와, 샨카 (배 모양의 조개껍데기)와 수다르샤나차크라 바퀴를 비슈누의 속성으로 하는 바수데바-크리슈나이다. 인도 문화를 통합하려는 이러한 첫 시도는 후기 왕들에 의해 부분적으로만 보존되었다. 그들은 모두 이중 언어 동전을 계속 발행했으며, 때로는 아티카 주화 외에도 그리스 신들은 여전히 널리 사용되었다. 그러나 코끼리, 황소 또는 사자와 같은 인도 동물들은 아마도 종교적인 의미를 지닌 채 인도 표준 사각형 동전에서 광범위하게 사용되었다. 불교 법륜(법륜)은 메난드로스 1세와 메난드로스 2세의 동전에 여전히 나타난다.
데메트리오스 사망 후 여러 박트리아 왕들이 뒤를 이었으며, 그들 간의 내전으로 인해 아폴로도토스 1세 (기원전 180/175년경부터)가 최초의 제대로 된 인도-그리스 왕 (박트리아에서 통치하지 않음)으로 독립할 수 있었던 것으로 보인다. 그의 동전이 인도에서 대량으로 발견되었으며, 그는 간다라와 서부 펀자브를 통치한 것으로 보인다. 아폴로도토스 1세는 박트리아 왕 안티마코스 1세의 아들일 가능성이 높은 안티마코스 2세의 뒤를 잇거나 함께 통치했다.

### 메난드로스 1세의 통치

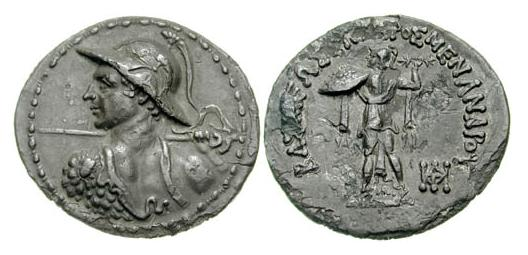
메난드로스 1세 (기원전 155–130년)는 그리스-로마 문헌과 인도 문헌 모두에 언급된 몇 안 되는 인도-그리스 왕 중 한 명이다.

다음으로 중요한 인도-그리스 왕은 메난드로스 1세였다. 그는 인도-그리스 왕들 중 가장 성공적이었고, 다양한 정복을 통해 왕국을 최대 범위로 확장한 것으로 여겨진다. 그의 동전은 가장 많이 발견되며, 다른 인도-그리스 왕들보다 가장 넓은 지리적 영역에서 출토된다. 메난드로스의 모습을 새긴 동전은 동부 펀자브에서 600마일 이상 떨어진 곳에서도 발견된다. 메난드로스는 두 번째 정복 물결을 시작한 것으로 보이며, 가장 동쪽의 정복은 그에 의해 이루어졌을 가능성이 높다.
기원전 165년부터 기원전 130년 사망까지 메난드로스 1세는 사갈라를 수도로 하여 펀자브를 통치했다. 메난드로스는 이후 북인도의 마투라까지 원정을 감행했으며, 그곳에서 야바나 왕국 비문이 기록되었다. 그러나 이것이 연속적인 제국이었는지, 아니면 핵심 도시 중심지나 폴리스를 통해 통치되었는지는 알려져 있지 않다. 곧이어 에우크라티데스 1세는 그리스-박트리아 왕국의 왕으로 북서부 국경에서 인도-그리스인들과 전쟁을 시작했다.
스트라본이 인용한 아르테미타의 아폴로도로스에 따르면, 인도-그리스 영토는 한동안 신드주와 아마도 구자라트주의 인도 해안 지방을 포함했다. 그러나 고고학적 방법으로는 인도-그리스 영토가 카불 계곡에서 동부 펀자브까지만 확인될 수 있으므로, 그 외 지역의 그리스 존재는 아마도 단명했거나 존재하지 않았을 것이다.

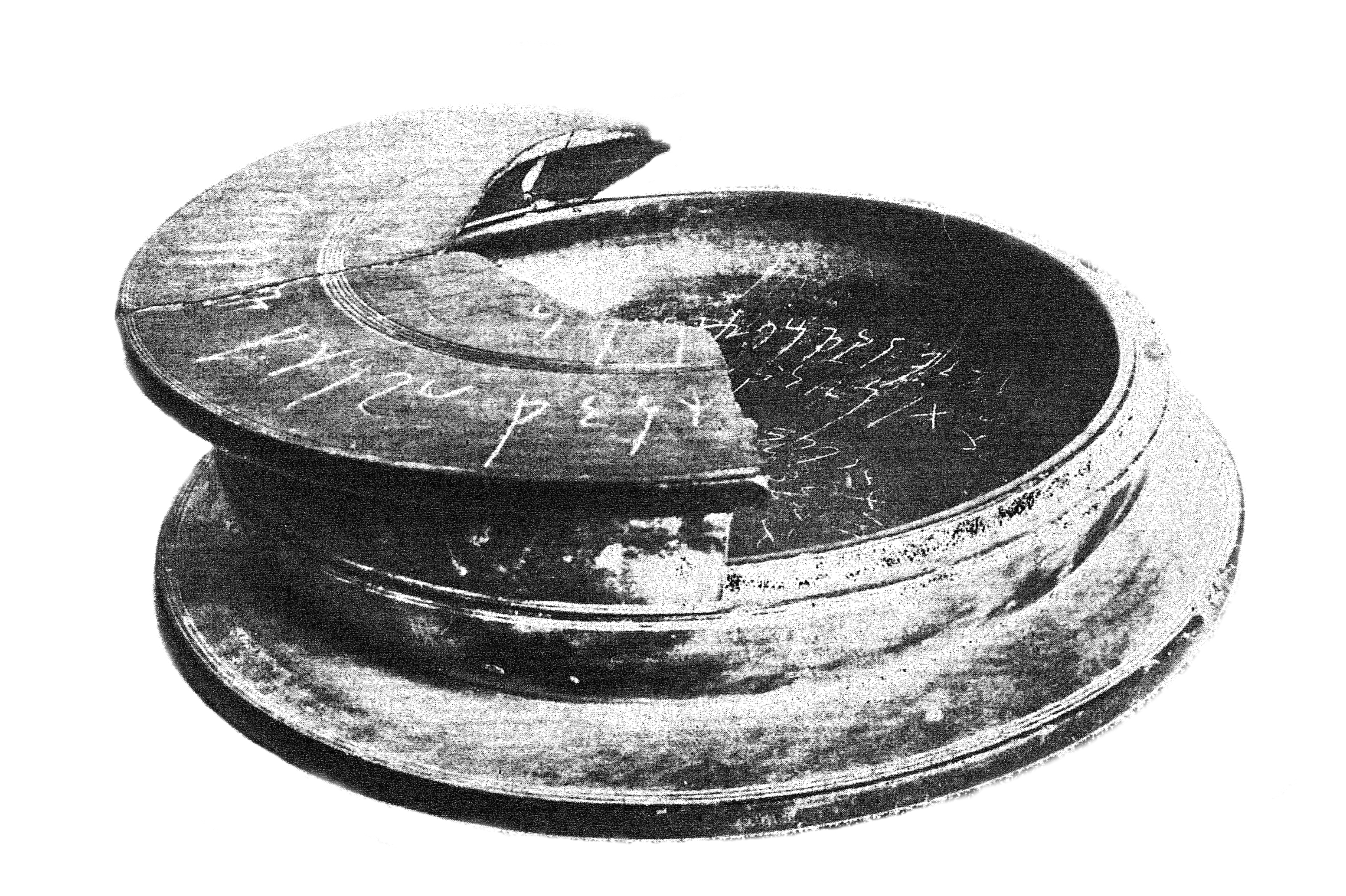
불교 유물을 담은 신코트 유물함은 "대왕 메난드로스 시대"에 봉헌되었다.

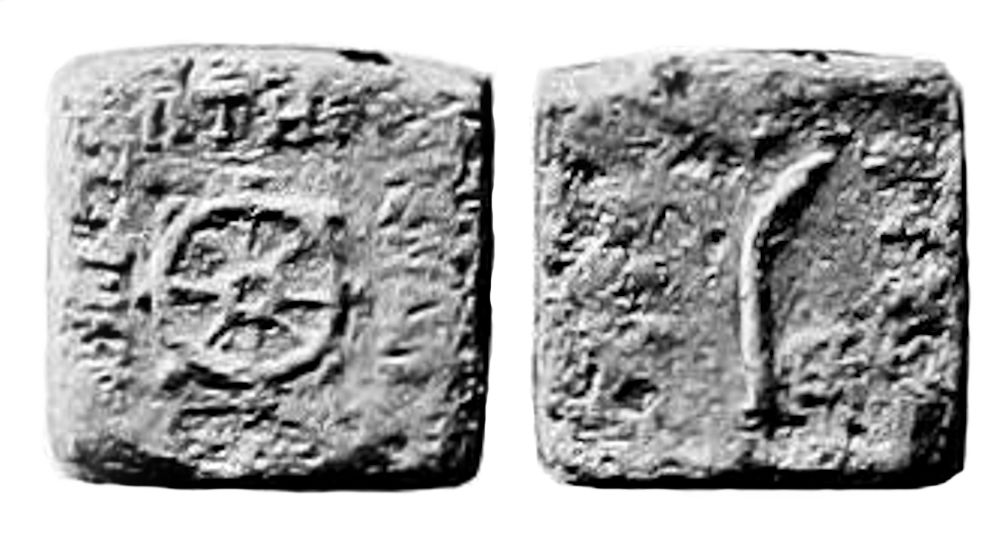
메난드로스 1세의 인도 표준 주화 (법륜 디자인). 앞면 ΒΑΣΙΛΕΩΣ ΣΩΤΗΡΟΣ ΜΕΝΑΝΔΡΟΥ "구원자 왕 메난드로스의 것" 화환 주변에. 뒷면 승리의 야자나무, 카로슈티 문자 전설 Māhārajasa trātadasa Menandrāsa, 대영박물관.

일부 자료에서는 인도-그리스인들이 북인도의 숭가 왕조 수도인 파탈리푸트라까지 도달했을 수 있다고 주장한다. 그러나 이 원정의 성격은 논란의 여지가 있다. 이 전역에 관한 유일하게 기록된 1차 자료는 유가 푸라나에 기록되어 있지만, 이 텍스트는 임박한 충돌에 대한 다가올 예언으로 작성되었다. 이 원정이 실행되었는지, 또는 야바나(인도-그리스인)가 이 전역에서 성공했는지는 알려져 있지 않다.
"사케타, 판찰라와 마투라의 나라를 정복한 후, 악하고 용맹한 야바나들은 쿠수마드바자("꽃 깃발의 도시", 파탈리푸트라)에 도달할 것이다. 파탈리푸트라의 두꺼운 진흙 요새에 도달하면, 모든 지방은 의심할 여지 없이 혼란에 빠질 것이다. 결국 나무 같은 공성 기계(공성 기계)를 동원한 대규모 전투가 뒤따를 것이다."— 유가 푸라나 (가르기-삼히타, 5절)

그러나 야바나족이 파탈리푸트라를 점령했다는 주장은 화폐학적 또는 역사적 기록에 의해 뒷받침되지 않으며, 일부 비문에서는 오히려 반박된다. 칼링가의 왕 카라벨라는 그의 통치 4년차에 하티굼파 비문에 기록된 바와 같이, 사기가 꺾인 인도-그리스 군대를 마투라로 퇴각시켰다. 당시 어떤 인도-그리스인이 군대를 이끌었는지는 알려져 있지 않지만, 메난드로스 1세 또는 아마도 그 이후의 통치자로 추정된다. 그리고 그의 통치 12년차에 카라벨라는 숭가 왕조와 싸워 푸시야미트라 숭가로 알려진 브리하스파티미트라 황제를 격파했다고 기록되어 있다. 그 후 카라벨라는 수도 파탈리푸트라를 약탈하고 칼링가에서 약탈당하여 파탈리푸트라로 옮겨진 자이나교 우상과 보물을 되찾았다고 한다. 기원전 1세기의 연대와 날짜를 기반으로, 카라벨라의 통치 기간 동안 인도-그리스를 이끈 것은 메난드로스였다고 가정한다.
"그리하여 8년차에 (카라벨라가) 대군을 이끌고 고라다기리를 약탈하여 라자가하(라즈기르)를 압박했다. 이 용맹한 행위의 큰 소문으로 인해 야바나(그리스) 왕 디미[타]는 사기가 떨어진 군대를 빼내어 마투라로 퇴각했다."—  하티굼파 비문 (7-8행)

박트리아의 중요한 왕인 에우크라티데스는 기원전 2세기 중반에 인도-그리스 왕국을 공격한 것으로 보인다. "인도 왕"이라고 불리는 데메트리오스는 유스티누스에 의해 4개월간의 공성전에서 에우크라티데스와 맞섰지만, 결국 패배했다.
이 데메트리오스가 누구였는지, 그리고 포위 공격이 언제 일어났는지는 불확실하다. 일부 학자들은 그가 데메트리오스 1세라고 믿는다. 어쨌든 에우크라티데스는 기원전 170년에서 150년경 사이에 인더스강까지 영토를 점령한 것으로 보인다. 그의 진격은 결국 인도-그리스 왕 메난드로스 1세에 의해 되찾아졌다.
메난드로스는 불교 문헌에서도 밀린다로 불리며 기억된다. 그는 밀린다왕문경에서 불교로 개종한 것으로 묘사되며 아라한이 되었다고 한다. 그의 유물은 부처를 연상시키는 방식으로 "기념물"(스투파)에 안치되었다. 그는 또한 아테나 알키데모스("백성의 수호자")가 뒷면에 새겨진 새로운 동전 유형을 도입했는데, 이는 동부의 대부분의 후계자들에게 채택되었다.
메난드로스 사망 후 그의 제국은 인도에 새로운 왕국과 공화국이 등장하면서 크게 축소되었다. 가장 저명한 개혁 실체는 마우리아 제국에 합병되었던 군사 동맹인 야우데야와 아르주나야나족이었다. 이 공화국들은 인도-그리스 유형의 동전을 연상시키는 군사적 승리를 언급하는 새로운 동전을 발행하기 시작했다. 화폐 증거와 함께 루드라다만 주나그드 바위 비문은 서사트라프의 사카 왕 루드라다만 1세가 야우데야 공화국에 대한 정복을 상세히 설명하며, 인도-스키타이 침략 당시 그들의 독립을 재확인한다.
그들은 다시 독립을 쟁취할 것이며, 굽타 제국의 사무드라굽타 (서기 350-375년)에게 정복당할 때까지는 독립을 유지하다가 곧 해체될 것이다.
기원전 2세기 중반부터 월지족에 의해 동쪽으로 밀려난 인도-스키타이족은 북쪽에서 박트리아를 침략하기 시작했다. 기원전 130년경 마지막 그리스-박트리아 왕인 헬리오클레스 1세는 침략 중에 사망한 것으로 추정되며, 그리스-박트리아 왕국은 사실상 존재하지 않게 되었다. 파르티아인들도 박트리아 왕국의 몰락에 영향을 미쳤을 것이며, 스키타이인들을 대체했다.
그러나 기원전 130년경 메난드로스가 죽은 후 인도-그리스 왕국에서의 사건에 대한 역사적 기록은 없다. 인도-그리스인들은 이제 나머지 그리스-로마 세계와 매우 고립되었기 때문이다. 서기 전후까지 지속된 인도-그리스 국가의 후기 역사는 거의 전적으로 고고학 및 화폐학적 분석을 통해 재구성된다.

#### 서방 기록
셀레우코스로부터 찬드라굽타 마우리아가 영토를 획득하기 전부터 그리스인들이 살고 있었던 아라코시아의 그리스인 존재는 이시도로스 (카락스의)에 의해 언급되었다. 그는 그곳에 그리스 도시들이 있었고, 그 중 하나는 정복자 데메트리오스 1세 아니케토스를 기리기 위해 데메트리아스라고 불렸다고 묘사한다.
폼페이우스 트로구스는 아폴로도토스 1세 (그리고 메난드로스 1세)를 중요한 인도-그리스 왕으로 언급했다.
그리스인들의 진격이 일시적으로 숭가 왕조의 수도인 동인도의 파탈리푸트라까지 이르렀다는 이론이 제기되었다. 시니어는 이러한 정복이 메난드로스만을 지칭할 수 있다고 본다. 이에 대해 존 미치너는 그리스인들이 데메트리오스 시대에 인도의 수도인 파탈리푸트라를 약탈했을 가능성이 있다고 본다. 그러나 미치너의 분석은 화폐학적 증거에 기반하지 않는다.
{{blockquote|인도의 동부 지역 중, 히파니스강 이쪽의 모든 지역과, 알렉산드로스 이후 히파니스를 넘어 갠지스강과 파탈리푸트라까지 진출한 사람들에 의해 기록된 히파니스강 너머의 일부 지역까지 우리에게 알려지게 되었다.|스트라본, 15-1-27</ref>

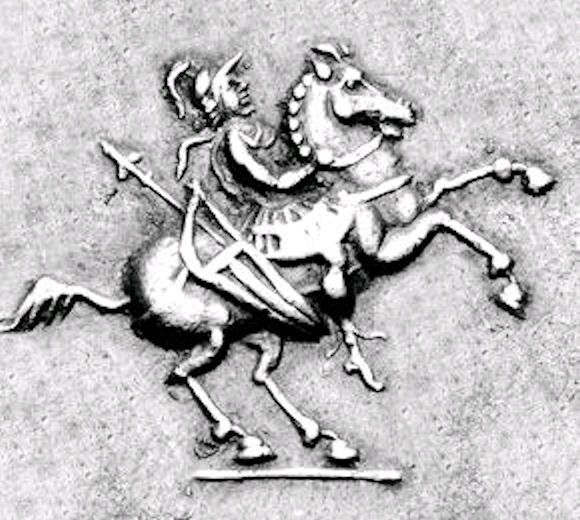
히포스트라토스 왕, 기원전 100년경 활과 화살을 들고 말을 타고 있다 (동전 세부).

공격의 심각성은 다소 의심스럽다. 메난드로스는 단순히 인도 왕들이 갠지스강을 따라 이끈 약탈에 합류했을 수도 있다. 이처럼 동쪽까지 인도-그리스인의 존재가 확인된 바는 없기 때문이다.
남쪽으로는 그리스인들이 신드주와 구자라트주 지역, 그리고 전략적 항구인 바리그라자(바루치)를 점령했을 수 있으며, 이러한 정복은 인도-그리스 통치자 아폴로도토스 1세의 주화와 여러 고대 작가들(스트라본 11; 에리트라해 페리플루스, 41/47장)에 의해 입증되었다.
그리스인들은... 파탈레네뿐만 아니라, 해안의 나머지 지역인 사라오스투스와 시게르디스의 왕국이라 불리는 곳까지 점령했다.— 스트라본 11.11.1

페리플루스는 또한 고대 인도-그리스 통치와 해당 지역에서 인도-그리스 주화의 지속적인 유통을 설명한다.
"현재까지도 바리그라자에는 이 나라에서 온 고대 드라크마가 유통되고 있는데, 그리스 문자로 비문이 새겨져 있고, 알렉산드로스 이후 통치했던 아폴로도로스와 메난드로스 1세의 문양이 새겨져 있다."— 페리플루스 47장

그러나 나라인은 페리플루스의 기록을 "단순한 뱃사람의 이야기"로 일축하며, 동전 발견이 반드시 점령의 지표는 아니라고 주장한다. 동전 은닉물은 중앙 인도에서 말와 지역도 정복되었을 수 있음을 시사한다.

#### 마투라 통치
화폐학적, 문학적, 금석학적 증거에 따르면 인도-그리스인들은 기원전 185년에서 기원전 85년 사이, 특히 메난드로스 1세 (기원전 165–135년)의 통치 기간 동안 마투라를 지배했던 것으로 보인다. 클라우디오스 프톨레마이오스는 메난드로스의 통치가 마투라(Μόδυρα)까지 확장되었다고 언급했다.
마투라에서 약간 북서쪽에 있는 코크라코트 (현대 로탁)에서는 무려 14개에 달하는 다양한 인도-그리스 왕들의 인도-그리스 주화가 다수 발견되었으며, 나우랑가바드에서는 주화 주조 틀도 발견되어 기원전 2세기-1세기에 하리아나주를 인도-그리스인이 점령했음을 시사한다.
1988년 마투라에서 발견된 야바나 왕국 비문은 "야바나 패권 시대(야바나라지야) 116년의 마지막 날"을 언급한다. "야바나라지야"는 기원전 70-60년경까지 마투라에서 인도-그리스인의 통치를 의미하는 것으로 보인다(야바나 시대 116년). 마투라에서의 인도-그리스 통치 범위는 논란이 있지만, 마투라에서는 숭가 통치의 유적이 발견되지 않았으며, 그들의 영토 통제는 북중부 인도의 중앙 도시 아요디아까지 다나데바-아요디아 비문을 통해 입증되었다. 또한, 주조된 동전의 고고학적 발굴을 통해 기원전 150년에서 기원전 20년 사이 마투라에 미트라 왕조 (자신들을 동전에 "왕"이라고 칭하지 않은 주화 발행자들)가 존재했음이 밝혀졌다. 추가적으로, 닷타 왕조에 속하는 동전들도 마투라에서 발굴되었다. 이러한 왕조들이 독립적으로 통치했는지, 아니면 더 큰 왕국들의 사트라프로 통치했는지는 알려져 있지 않다.

##### 마투라의 외국인 조각상
기원전 4세기부터 기원전 2세기까지의 마투라 미술의 테라코타에는 "외국인" 또는 페르시아인이나 이란인으로 묘사되는 여러 외국인 형상이 나타난다. 이는 그들의 외국적인 특징 때문이다. 이러한 조각상들은 이 시기에 인도인들이 외국인들과의 접촉이 증가했음을 반영할 수 있다. 이들 중 몇몇은 마우리아 시대에 인도를 방문하여 특이한 민족적 특징과 복장으로 마투라의 조각가들에게 영향을 준 외국인 병사들을 나타내는 것으로 보인다. 투구를 쓴 병사의 머리상은 아마도 인도-그리스인으로, 기원전 1세기로 거슬러 올라가며, 현재 마투라 박물관에 소장되어 있다. 보통 "페르시아 귀족"이라고 불리며 기원전 2세기경으로 추정되는 테라코타 조각상 중 하나는 코트, 스카프, 바지, 터번을 입고 있다.
마투라는 그 후 미트라 왕조에 의해 정복되거나, 닷타 왕조에 의해 독립적으로 통치되었을 수 있다. 어쨌든 마투라는 기원전 1세기부터 인도-스키타이의 북사트라프의 통치를 받았다.

##### 인도 문헌
야바나(Yavana)라는 용어는 "이오니아인"의 음역으로 생각되며, 헬레니즘 그리스인(아소카의 칙령에서 아소카가 "야바나 왕 안티오코스 2세 테오스"에 대해 쓴 것에서 시작)을 지칭하는 데 사용되었지만, 서기 1세기 이후에는 때때로 다른 외국인을 지칭하는 데도 사용되었을 수 있다.
파니니의 문법학자이자 주석가인 파탄잘리는 기원전 150년경 마하바샤에서 미완료 시제를 사용하여 최근 또는 진행 중인 사건을 나타내는 두 가지 예시로 침략을 묘사한다.
- "아루나드 야바나 사케탐" ("야바나 (그리스인)가 사케타를 포위했다.")
- "아루나드 야바노 마디아미캄" ("야바나족이 마디아미카("중앙 지역")를 포위했다.")

브라만교 텍스트인 유가 푸라나는 예언의 형태로 사건들을 묘사하며, 이는 역사적일 수 있다. 인도-그리스인들의 수도 파탈리푸트라 공격을 다루고 있는데, 메가스테네스에 따르면 570개의 탑과 64개의 문을 가진 웅장한 요새 도시였으며, 도시 성벽의 최종 파괴를 묘사한다.
그 후, 판찰라와 마투라와 함께 사케타에 접근한 야바나인들은 전투에서 용맹하게 쿠수마드바자("꽃 깃발의 도시", 파탈리푸트라)에 도달할 것이다. 푸스파푸라(파탈리푸트라의 다른 이름)에 도달하고 그 유명한 진흙 성벽이 무너진 후, 모든 왕국은 혼란에 빠질 것이다.— 유가 푸라나, 47-48절, 미치너의 유가 푸라나, 2002년판에서 인용

중앙인도에서 그리스인과 숭가인들 간의 전투 기록은 칼리다사의 희곡인 말로비카그니미트람에서도 찾아볼 수 있다. 이 희곡은 숭가 왕조의 푸시야미트라의 손자인 바수미트라와 그리스 기병대가 신드강 또는 칼리 신드강 근처에서 만나는 장면을 묘사한 것으로 추정된다.
유가 푸라나에 따르면, 야바나족은 그 후 내부 갈등으로 인해 퇴각할 것이다.
"야바나(그리스인)가 지배할 것이며, 왕들은 사라질 것이다. (그러나 결국) 싸움에 취한 야바나인들은 마다데샤(중앙 지역)에 머물지 않을 것이다. 그들 자신의 나라(박트리아)에서 발생한 내전이 분명히 있을 것이며, 끔찍하고 맹렬한 전쟁이 일어날 것이다." (가르기-삼히타, 유가 푸라나 장, 7번).

미치너에 따르면, 하티굼파 비문은 기원전 1세기 동안 마투라 출신의 "타"라고 불리는 통치자가 이끄는 인도-그리스인의 존재를 나타낸다. 그러나 왕의 이름은 생략되었고 해독되지 않았다. 남아있는 음절 [타]에 대해서는 논란이 있다. 타른은 이것이 통치자 데메트리오스를 지칭한다고 주장했다. 그러나 이 해석은 나라인과 같은 다른 역사가들에 의해 논란이 되며, 그들은 연대기의 불일치와 데메트리오스가 펀자브를 넘어서 모험하지 않았다는 사실을 지적한다. 대신 대부분의 역사가들은 이제 이 인물이 인도-그리스 통치자 메난드로스 1세 또는 아마도 마투라 출신의 후기 야바나 왕이라고 이론화한다.
"그리하여 8년차에 (카라벨라) 대군을 이끌고 고라다기리를 약탈하여 라자가하(라즈기르)를 압박했다. 이 용맹한 행위의 큰 소문으로 인해 야바나(그리스) 왕 디미[타]는 사기가 떨어진 군대를 빼내어 마투라로 퇴각했다."

하지만 이 비문이 데메트리오스 1세가 펀자브를 정복한 왕이라는 것을 시사할 수 있지만, 그는 인도 표준 주화를 발행한 적이 없으며, 오직 코끼리 상징이 새겨진 수많은 주화만 발행했다는 점은 여전히 사실이다. 그리고 하티굼파 비문에 있는 그의 이름 카로슈티어 복원: 디-미-타는 의심받고 있다. "디"는 복원된 것이고, 다른 인도-그리스 왕 아민타스의 이름이 카로슈티어로 A-미-타로 쓰여 있고 이것이 들어맞을 수 있다는 점이 주목될 수 있다.
따라서 펀자브 동쪽으로 진출한 사람으로는 메난드로스가 가장 유력한 후보로 남아 있다.
갠지스 평원으로의 인도-그리스 원정에 대한 추가적인 확증은 마투라에서 발견된 야바나 왕국 비문과 서부 우타르프라데시주에서의 메난드로스 동전 발견, 야무나강 근처 하미르푸르구 (우타르프라데시주)에서 발굴된 파치쿠라 동전 보관함, 그리고 비하르주 바이샬리구에서 선대 왕들 (디오도토스 1세, 디오도토스 2세, 에우티데모스 1세)의 동전으로 가득 찬 진흙 항아리가 발굴된 것에서 찾을 수 있다.

### 통합
메난드로스는 가장 성공적인 인도-그리스 왕이자 가장 넓은 영토를 정복한 왕으로 평가받는다. 그의 동전은 모든 인도-그리스 왕들 중에서 가장 많이 발견되며 가장 넓은 지역에서 출토된다. 메난드로스는 또한 불교 문헌에서도 밀린다로 불리며 기억되며, 밀린다왕문경에서는 불교로 개종한 것으로 묘사된다. 그는 아라한이 되었고 그의 유물은 부처를 연상시키는 방식으로 안치되었다. 그는 또한 아테나 알키데모스("백성의 수호자")가 뒷면에 새겨진 새로운 동전 유형을 도입했는데, 이는 동부의 대부분의 후계자들에게 채택되었다.

#### 박트리아의 함락과 메난드로스의 죽음
기원전 2세기 중반부터 월지족에 의해 동쪽으로 밀려난 인도-스키타이족은 북쪽에서 박트리아를 침략하기 시작했다. 기원전 130년경 마지막 그리스-박트리아 왕인 헬리오클레스 1세는 침략 중에 사망한 것으로 추정되며, 그리스-박트리아 왕국은 사실상 존재하지 않게 되었다. 파르티아인들도 박트리아 왕국의 몰락에 영향을 미쳤을 것이다.
박트리아가 멸망한 직후, 인도 영토 서부 지역의 메난드로스 후계자인 인도-그리스 왕 조일로스 1세 (기원전 130–120년)의 청동 동전에는 헤라클레스의 곤봉과 스키타이식 활집, 짧은 반곡궁이 승리 화환 안에 함께 나타나는데, 이는 스텝 지역 출신의 기마 민족, 즉 그리스-박트리아를 침략했던 스키타이족(미래의 인도-스키타이) 또는 월지족(미래의 쿠샨 제국)과의 상호작용(그리고 분명한 동맹)을 보여준다. 이 활은 동부 인도-그리스 여왕 아가토클레이아의 동전에 묘사된 전통적인 헬레니즘 장궁과 대조된다. 50년 후, 인도-스키타이족 마우에스가 탁실라의 인도-그리스 왕들과 동맹을 맺었으며, 그 왕들 중 한 명인 아르테미도로스는 그의 동전에서 자신이 마우에스의 아들이라고 주장하는 것으로 알려져 있다. 그러나 이는 현재 논쟁 중이다.

#### 인도-그리스 왕국의 보존
인도-그리스 통치의 범위는 여전히 불확실하고 논란의 여지가 있다. 메난드로스 왕조의 후계자로는 통치 여왕 아가토클레이아, 그녀의 아들 스트라토 1세, 그리고 니키아스가 포함되지만, 그들이 메난드로스 이후 직접 통치했는지는 불확실하다.
다른 왕들도 등장했는데, 주로 인도-그리스 왕국의 서부 지역에서 활동했으며, 조일로스 1세, 리시아스, 안티알키다스, 필록세노스 등이 있었다. 이 통치자들은 유크라티드 왕조 또는 에우티데미드 왕조의 친척이었을 수 있다. 후기 왕들의 이름은 종종 새로웠지만 (헬레니즘 왕조의 구성원들은 보통 가문 이름을 물려받았다) 옛 뒷면과 칭호는 후기 통치자들에 의해 자주 반복되었다.
박트리아가 멸망한 직후, 인도 영토 서부 지역의 메난드로스 후계자인 인도-그리스 왕 조일로스 1세 (기원전 130–120년)의 청동 동전에는 헤라클레스의 곤봉과 스키타이식 활집, 짧은 반곡궁이 승리 화환 안에 함께 나타나는데, 이는 스텝 지역 출신의 기마 민족, 즉 그리스-박트리아를 침략했던 스키타이족(미래의 인도-스키타이) 또는 월지족(미래의 쿠샨 제국)과의 상호작용(그리고 분명한 동맹)을 보여준다. 이 활은 동부 인도-그리스 여왕 아가토클레이아의 동전에 묘사된 전통적인 헬레니즘 장궁과 대조된다. 50년 후, 인도-스키타이족 마우에스가 탁실라의 인도-그리스 왕들과 동맹을 맺었으며, 그 왕들 중 한 명인 아르테미도로스는 그의 동전에서 자신이 마우에스의 아들이라고 주장하는 것으로 알려져 있다. 그러나 이는 현재 논쟁 중이다.
아폴로도토스 1세 이후의 모든 인도-그리스 왕들은 주로 자신의 영토 내에서 유통되는 이중 언어(그리스어와 카로슈티 문자) 동전을 발행했지만, 그들 중 몇몇은 박트리아에서 발견된 희귀한 그리스 동전도 주조했다. 후기 왕들은 아마도 현재 그곳을 통치하는 스키타이족이나 월지족에게 일종의 조공이나 용병 비용으로 이러한 동전을 주조했을 것이다. 박트리아 침략 후 몇십 년 동안 인도-그리스인들과 비교적 헬레니즘화된 유목민 부족들 사이의 관계는 평화로웠던 것으로 보인다.

### 인도 문화 및 종교와의 상호작용

#### 비디샤와 산치 지역의 인도-그리스인 (기원전 115년)
비디샤
이 시기, 즉 기원전 115년경, 안티알키다스 왕이 비디샤의 숭가 왕조 왕 바가바드라 궁정에 파견한 헬리오도로스의 사절이 기록되었다. 숭가 수도에서 헬리오도로스는 바수데바에게 헌정하는 헬리오도로스 기둥을 세웠다. 이는 당시 인도-그리스인과 숭가 왕조 간의 관계가 개선되었고, 두 왕국 사이에 사람들이 왕래했으며, 인도-그리스인들이 인도 종교를 쉽게 받아들였음을 시사한다.
산치
또한 같은 시기, 즉 기원전 115년경, 북서부에서 온 장인들에 의해 인근 산치, 비디샤에서 6km 떨어진 곳에 장식 부조가 처음으로 도입되었다. 이 장인들은 현지 브라흐미 문자와는 달리 주로 간다라 주변 지역에서 사용되던 카로슈티 문자로 석공의 흔적을 남겼다. 이는 이 외국인 노동자들이 스투파 난간에서 발견되는 가장 초기 모티프와 형상 중 일부를 담당했음을 의미하는 것으로 보인다. 산치의 초기 부조들(산치 대탑 2호의 부조들)은 기원전 115년으로, 더 광범위한 기둥 조각들은 기원전 80년으로 거슬러 올라간다. 이 부조들은 "현존하는 가장 오래된 광범위한 스투파 장식"으로 묘사되었다. 이들은 인도 자타카 삽화의 기원으로 간주된다.
| 산치, 산치 대탑 2호의 초기 부조 (기원전 115년경)                                                                                     | |
| 산치 대탑 2호 카로슈티 문자의 석공 표시는 기원전 115년경 산치의 초기 부조들을 만든 장인들이 북서쪽(간다라 지역)에서 왔음을 시사한다. | - 말을 탄 외국인. 메달리온은 기원전 115년경으로 추정된다. - 연꽃과 두 명의 어린 시종을 든 락슈미, 아마도 비너스의 유사한 이미지에서 유래했을 것이다. - 그리핀. - 켄타우로스를 탄 여성. - 헬레니즘 구슬과 릴 모티프 안의 연꽃. - 꽃무늬. |

#### 인도-그리스인과 바르후트 (기원전 100-75년)
전사상은 바르후트 야바나로, 기원전 100년경 바르후트 스투파 난간에 높은 부조로 뚜렷하게 나타났다. 전사는 그리스 왕의 휘날리는 머리띠, 헬레니즘 주름이 있는 북부 튜닉을 입고, 손에는 포도를 들고 있으며, 검에는 불교 트리라타나 상징이 새겨져 있다. 그는 스투파 입구의 수호자인 드바라팔라의 역할을 하고 있다. 이 전사는 그리스인으로 묘사되었으며, 일부 학자들은 그가 심지어 메난드로스 왕을 나타낼 수도 있다고 제안했다.
또한 그 무렵, 간다라 지역의 장인들이 기원전 100~75년으로 추정되는 바르후트의 불교 토라나 문 건설에 참여한 것으로 알려져 있다. 이는 석공의 카로슈티 문자 표식이 바르후트 유적의 여러 요소에서 발견되어, 적어도 일부 건축가들이 북쪽, 특히 카로슈티 문자가 사용되던 간다라에서 왔음을 시사하기 때문이다.
커닝햄은 아치트레이브 사이의 문 기둥에서 카로슈티 문자가 발견되었지만, 모두 인도 표식이 있는 난간에서는 발견되지 않았다고 설명하며, 예술적으로 더 세련된 문은 북쪽에서 온 예술가들이 만들었음에 틀림없고, 난간은 현지 예술가들이 만들었다고 요약했다.

#### 산치 야바나족 (기원전 50년 – 기원전 1년)
다시 산치에서, 이번에는 사타바하나 왕조 통치 시기인 기원전 50년에서 1년경으로 거슬러 올라가는 한 프리즈가 관찰되는데, 그리스 복장을 한 신도들이 산치 대탑에 헌납하는 장면을 보여준다. 산치 공식 안내문에는 "스투파를 숭배하는 외국인"이 묘사되어 있다. 남자들은 짧고 곱슬머리에 그리스 동전에서 흔히 볼 수 있는 머리띠를 하고 있다. 옷도 그리스식으로, 튜닉, 클로크, 샌들이 완벽하게 갖춰져 있으며, 그리스 여행 복장의 전형적인 모습이다. 악기도 매우 특징적인데, 아울로스라고 불리는 이중 플루트가 있다. 카르닉스 같은 뿔도 보인다. 그들은 모두 스투파 입구에서 축하하고 있다.
산치 건설에 대한 야바나/야바나족(그리스 기부자)의 실제 참여는 스스로를 야바나족이라고 밝힌 세 명의 기부자들의 비문을 통해 알려져 있다.
- 이들 중 가장 명확한 것은 "세타파티야사 요나사 다남"("세타파타의 야바나족의 선물")이라고 적혀 있다.[204][205] 세타파타는 불확실한 도시로, 아마도 나시크 근처의 위치일 것이다.[206] 야바나족의 다른 봉헌물이 알려진 곳은 나시크 동굴 단지의 17번 동굴과 멀지 않은 칼라 동굴 기둥이다.
- 두 번째 유사한 기둥 비문에는 "[Sv]etapathasa (Yona?)sa danam"이라고 적혀 있으며, 아마도 같은 의미일 것이다. ("세타파타의 야바나족의 선물").[206][207]
- 세 번째 비문은 인접한 두 개의 포장 석판에 "Cuda yo[vana]kasa bo silayo"("쿠다, 요나카의 두 석판")라고 적혀 있다.[208][206]

### 쇠퇴
필록세노스 왕 (기원전 100–95년)은 파로파미사다이에서 서부 펀자브에 이르는 모든 그리스 영토를 잠시 점령했으며, 그 후 영토는 더 작은 인도-그리스 왕들 사이에 다시 분열되었다. 기원전 1세기 내내 인도-그리스인들은 동쪽에서는 인도인들에게, 서쪽에서는 스키타이인, 월지족, 그리고 파르티아인들에게 점차 영토를 잃었다. 이 시기 동안 약 20명의 인도-그리스 왕들이 알려져 있으며, 마지막으로 알려진 인도-그리스 통치자인 스트라토 2세와 스트라토 3세는 서기 10년경까지 펀자브에서 통치했다.

#### 힌두쿠시 산맥 영토 상실 (기원전 70년–)
약 8명의 "서부" 인도-그리스 왕들이 알려져 있다. 그들 대부분은 인근 지역에서 유통되는 아티카 주화의 발행으로 구별된다.
파로파미사다이 (힌두쿠시산맥의 일부)의 마지막 중요한 왕 중 한 명은 기원전 80년경까지 통치한 헤르마이오스였다. 그의 사망 직후 월지족 또는 사카족이 인근 박트리아에서 그의 영토를 차지했다. 헤르마이오스가 자신의 주화에 말을 탄 모습으로 묘사될 때, 그는 스텝 지역의 반곡궁과 활통을 갖추고 있으며, RC 시니어는 그가 부분적으로 유목민 출신이라고 믿는다. 그러나 후기 왕 히포스트라토스도 파로파미사다이의 영토를 소유했을 수 있다.
헤르마이오스 사망 후, 월지족 또는 사카 유목민들은 파로파미사다이의 새로운 통치자가 되었고, 서기 40년경까지 헤르마이오스의 사후 주화를 대량으로 발행했으며, 이는 쿠샨 제국의 쿠줄라 카드피세스 왕의 주화와 혼합된다. 최초로 문서화된 월지 왕자는 기원전 20년경 통치한 사파드비제스였으며, 서부 인도-그리스 왕들과 같은 스타일로 그리스어로 주화를 발행했는데, 이는 그리스 주화 주조소와 보철사들에 의존했을 가능성이 높다.

#### 중앙 영토 상실 (기원전 48/47년)
기원전 80년경 마우에스라는 인도-스키타이 왕은 아마도 인도-그리스의 휘하 장군이었을 것이며, 인도-그리스가 다시 통제권을 잡기 전 몇 년 동안 인도 북서부를 통치했다. 그는 마케네라는 인도-그리스 공주와 결혼한 것으로 보인다. 히포스트라토스 왕 (기원전 65–55년)은 인도-스키타이의 아제스 1세에게 패배하여 기원전 48/47년에 인도-스키타이 왕조를 세우기 전까지 가장 성공적인 인도-그리스 왕 중 한 명이었던 것으로 보인다. 다양한 동전들은 인도-그리스인과 스키타이인 사이에 어떤 종류의 동맹이 있었을 수 있음을 시사한다.
인도-스키타이족은 군사적, 정치적으로 명확하게 통치했지만, 그리스와 인도 문화에 놀라울 정도로 존중을 표했다. 그들의 동전은 그리스 조폐소에서 주조되었고, 적절한 그리스어와 카로슈티어 전설을 계속 사용했으며, 그리스 신, 특히 제우스의 묘사를 통합했다. 마투라 사자주두 비문은 그들이 불교 신앙을 채택했음을 증명하며, 동전에 나타난 비타르카 무드라를 형성하는 신들의 묘사도 그러하다. 그리스 공동체는 전멸되기는커녕 인도-스키타이 통치 하에 아마도 지속되었을 것이다. 그리스인과 인도-스키타이인 사이에 대립이 아닌 융합이 일어났을 가능성이 있다. 최근 발표된 동전에서 아르테미도로스는 자신을 "마우에스의 아들"이라고 밝히는 것으로 보이며 (그러나 이는 현재 논쟁 중이다), 부너 부조는 불교적 맥락에서 인도-그리스인과 인도-스키타이인들이 즐거워하는 모습을 보여준다.
인도-그리스 통치자에 대한 마지막 알려진 언급은 현대 파키스탄 바자우르 지역의 간다라에서 발견된, 테오다마스 왕의 이름이 새겨진 기원전 1세기 인장 반지 비문에서 암시된다. 그의 주화는 알려진 바 없으나, 인장에는 카로슈티 문자로 "수 테오다마사"라고 새겨져 있으며, "수"는 널리 사용되던 쿠샨 왕족 칭호 "샤우"(샤, "왕")의 그리스어 음역으로 설명된다.

#### 동부 영토 상실 (서기 10년)
인도-그리스 왕국은 메난드로스 1세의 죽음 이후 기원전 1세기에 대부분의 동부 영토를 잃었다. 아르주나야나족과 야우데야 공화국은 그들의 동전에 군사적 승리("아르주나야나의 승리", "야우데야의 승리")를 언급한다. 이들 실체는 서사트라프의 사카 왕 루드라다만 1세에게 정복당할 때까지 독립을 유지했다.
루드라다만 (...) 힘으로 야우데야족을 파괴한 자, 모든 크샤트리야 중 영웅의 '칭호'를 드러내 자만하던 복종하기를 꺼려했던 자.— 루드라다만 주나그드 바위 비문

그들은 굽타 제국의 사무드라굽타 (서기 350-375년)에게 정복당할 때까지 다시 독립을 쟁취할 것이며, 그 후 곧 해체될 것이다.
기원전 1세기 동안 트리가르타, 아우둠바라, 그리고 마침내 쿠닌다도 자신들만의 동전을 주조하기 시작했는데, 보통 인도-그리스 동전을 강하게 연상시키는 양식이었다.
야바나족은 메난드로스 1세 시대부터 기원전 1세기 중반까지 마투라 지역까지 통치했을 수 있다. 마투라 근처 마을에서 발견된 마게라 비문은 "야바나 통치 116년"에 우물을 봉헌했다고 기록하고 있는데, 이는 기원전 70년경에 해당한다. 그러나 기원전 1세기에 그들은 마투라 지역을 숭가 왕조의 미트라 통치자나 닷타 왕조에게 빼앗겼다.
서쪽의 사카족을 피해 도망친 인도-그리스인들은 동부 펀자브에서 영토를 계속 통치했다. 마지막 인도-그리스 왕인 스트라토 2세와 스트라토 3세의 왕국은 서기 10년경 북사트라프 사카 통치자 라주불라에게 정복당했다.

### 후기 기여
일부 그리스 핵은 서기 2세기까지 계속 살아남았을 수 있다.
나하파나는 궁정에 야바네스바라("그리스인의 주님")라는 그리스인 작가를 두었으며, 그는 그리스어에서 산스크리트어로 인도 최초의 점성술 논문이자 산스크리트어로 된 운세 작업인 야바나자타카("그리스인의 말")를 번역했다.

#### 불교 동굴
특히 서부 지역의 인도의 불교 동굴 중 많은 수가 기원전 1세기에서 서기 2세기 사이에 예술적으로 조각되었다. 수많은 기부자들이 이 동굴 건설에 자금을 지원하고 기부 비문을 남겼는데, 여기에는 평신도, 성직자, 정부 관리들이 포함되었다. 외국인, 대부분 스스로 야바나족이라고 밝힌 이들은 전체 비문의 약 8%를 차지했다.
칼라 동굴
나시크 지역의 야바나족은 서기 120년 서사트라프 통치자 나하파나가 건설하고 봉헌한 칼라 동굴의 대 불교 차이티야에 있는 6개의 구조 기둥에 대한 기부자로 언급되어 있으며, 그들은 불교 이름을 채택한 것으로 보인다. 총 야바나족은 대 차이티야 기둥에 알려진 봉헌 비문의 거의 절반을 차지한다. 오늘날까지 나시크는 인도의 포도주 수도로 알려져 있으며, 아마도 원래 그리스인들이 수입한 포도를 사용한다.
시브네리 동굴
야바나족의 불교 비문 두 개가 시브네리 동굴에서 더 발견되었다. 한 비문은 야바나족 이릴라의 탱크 기부를 언급하고, 다른 하나는 야바나족 치타의 승가에 대한 식당 기부를 언급한다. 이 두 번째 비문에는 불교 상징인 트리라타나와 만자문 (반전)이 첫 단어 "야바나(사)" 양쪽에 위치한다.
판다블레니 동굴
나시크 근처 판다블레니 동굴 단지의 불교 동굴 (동굴 17호) 중 하나는 서기 2세기에 "닷타미트리 출신 북부인, 야바나 다마데바의 아들 인드라그니다타"에 의해 건설되고 봉헌되었다. "닷타미트리"라는 도시는 이시도로스 (카락스의)가 언급한 데메트리아스의 도시로 생각된다.
| 판다블레니 동굴의 "야바나 동굴" 17호, 나시크 근처 (서기 2세기) |
| 17번 동굴에는 야바나 (즉, 그리스인 또는 인도-그리스인) 다마데바의 아들 인드라그니다타의 동굴 기부를 언급하는 비문이 하나 있다. "성공! 닷타미트리 출신 북부인, 야바나인 담마데바의 아들 인드라그니다타의 (기부). 진정한 종교에 의해 영감을 받아, 그에 의해 티라누 산에 이 동굴이 발굴되었으며, 동굴 안에는 차이티야와 물탱크가 있다. 그의 아버지와 어머니를 위해 만들어진 이 동굴은 모든 부처를 공경하기 위해 아들 담마락키타와 함께 승려들에 의해 보편적인 상가에 기증되었다." 17호 동굴 비문, 나시크 - 외관 - 입구 기둥 - 기둥 머리 - 내부 - 서 있는 부처 |

만모디 동굴
준나르 근처의 만모디 동굴에서는 주 차이티야의 파사드, 즉 입구 위 연꽃의 중앙 평면에 야바나 기부자의 비문이 나타난다. 이 비문은 야바나 기부자 찬다에 의한 불교 승가를 위한 홀 전면(파사드)의 건립을 언급한다.
"yavanasa camdānam gabhadā[ra]"

"야바나 찬다의 (가르바) 홀 파사드의 공덕 있는 선물"— 만모디 차이티야 파사드 비문.

이러한 기여는 서기 130년경 사타바하나 왕조의 왕 고타미푸트라 사타카르니가 이 비문들이 만들어진 지역을 통치했던 서사트라프 통치자 나하파나를 물리치면서 끝난 것으로 보인다. 이 승리는 고타미푸트라 사타카르니가 나하파나의 동전 중 많은 것을 재주조했다는 사실과, 그의 어머니 고타미 발라시리 여왕의 나시크 동굴의 3번 동굴 비문에서 그가 사카족(서크샤트라파), 팔라바족(인도-파르티아 왕국), 그리고 야바나족(인도-그리스인)의 연합을 물리쳤다고 주장하는 사실로부터 알려져 있다.

...시리-사타카니 고타미푸타 (...) 크샤트리야의 자만심과 자부를 짓밟은 자; 사카, 야바나 그리고 팔라바를 파괴한 자; 카카라타족을 뿌리 뽑은 자; 사타바하나 왕조의 영광을 되찾은 자...
— 고타미 발라시리 여왕의 나시크 동굴 비문, 서기 170년경, 동굴 3호

서기 3세기 (서기 210–325년)의 남인도 나가르주나콘다 불교 단지 비문에서는 야바나족과 불교의 관련성을 다시 언급한다. 한 수도원 (유적지 38호)의 비문은 그 거주자들을 비바지아바다 학파의 아차리야와 테리야로 묘사하며, "카스미라, 감다라, 야바나, 바나바사, 그리고 탐바팜니다이파 사람들의 마음을 기쁘게 했다"고 기록하고 있다.

#### 부처 조각상을 위한 야바나 시대
날짜가 새겨진 비문이 있는 여러 간다라 불상들은 현재 야바나 시대 (기원전 186년경 시작)로 날짜가 매겨진 것으로 여겨진다. 로리안 탕가이의 부처 조각상 중 하나에는 "318년"이 언급된 비문이 있다. 해당 시대는 명시되지 않았지만, 현재 바자우르 유물 비문의 발견과 리처드 살로몬의 제안(널리 받아들여지고 있음)에 따라, 기원전 186년에 시작된 야바나 시대의 것으로 날짜가 매겨진 것으로 추정되며, 부처 조각상의 날짜는 서기 143년경으로 추정된다.
불상 하단의 비문은 다음과 같다.

sa 1 1 1 100 10 4 4 Prothavadasa di 20 4 1 1 1 Budhagosa danamu(khe) Saghorumasa sadaviyasa
"318년, 프라우스스타파다의 27일, 부다구사의 선물, 삼가바르마의 동반자" — 로리안 탕가이 부처 비문.

이는 비마란 유물함 (서기 1세기) 다음으로 가장 초기에 알려진 부처의 형상 중 하나이며, 카니슈카의 불교 동전과 거의 같은 시기이다.
또 다른 부처상인 하시트나가르 부처상은 384년으로 새겨져 있으며, 이 또한 야바나 시대의 것으로 추정되며, 서기 209년으로 생각된다. 대영박물관에는 받침대만 보존되어 있으며, 로리안 탕가이 부처상보다 옷 주름이 더 돋보이는 부처상 자체는 사라졌다.

## 이념
불교는 인도-그리스 왕들 아래에서 번성했으며, 특히 메난드로스의 통치는 자비로운 것으로 기억된다. 직접적인 증거는 부족하지만, 그들의 인도 침략은 그들이 오랜 결혼 동맹 역사를 가졌을 수 있는 마우리아 제국에 대한 지지를 보여주기 위함이었다고 제안되었다. 선물 교환, 우정 시위, 대사 교환 및 종교 선교가 있었다. 역사가 디오도로스 시켈로스는 심지어 파탈리푸트라의 왕이 "그리스인에 대한 큰 사랑"을 가지고 있었다고 썼다.
인도 영토로의 그리스 확장 의도는 인도 내 그리스 인구를 보호하고, 숭가 왕조의 종교적 박해로부터 불교 신앙을 보호하기 위함이었을 수 있다. 데메트리오스가 건설한 시르캅 도시는 두 문화 간의 분리 흔적 없이 그리스와 인도 영향을 결합하고 있다.
인도에서 주조된 최초의 그리스 동전, 즉 메난드로스 1세와 아폴로도토스 1세의 동전에는 "구원자 왕"(ΒΑΣΙΛΕΩΣ ΣΩΤΗΡΟΣ)이라는 문구가 새겨져 있는데, 이는 그리스 세계에서 중요한 방어적 승리를 나타내는 높은 가치의 칭호였다. 예를 들어 프톨레마이오스 1세 소테르는 데메트리오스 포위자로부터 로도스섬을 구한 공로로 소테르(구원자)가 되었고, 안티오코스 1세 소테르는 골족으로부터 소아시아를 구했기 때문에 소테르가 되었다. 이 칭호는 그들의 동전 뒷면에 팔리어로 "트라타라사(Tratarasa)"로도 새겨졌다. 메난드로스와 아폴로도토스는 실제로 인도에 거주하는 그리스인들과 일부 인도인들에게 구원자였을 수 있다.
또한, 인도에 주조된 그리스 왕들의 동전 대부분은 앞면에는 그리스어, 뒷면에는 팔리어( 아가토클레스 디카이오스의 동전에서 한 번만 사용된 동부 브라흐미 문자보다 아람어에서 파생된 카로슈티 문자)로 양면으로 새겨져 있었는데, 이는 헬레니즘 세계에서는 전례 없는 다른 문화에 대한 엄청난 양보였다. 아폴로도토스 2세의 통치부터, 기원전 80년경부터 카로슈티 문자가 그리스 모노그램 및 조폐소 마크와 결합하여 동전의 주조 마크로 사용되기 시작했는데, 이는 현지 기술자들이 주조 과정에 참여했음을 시사한다. 우연히도, 이러한 인도-그리스 이중 언어 동전은 제임스 프린셉 (1835)과 카를 루드비히 그로테펜트 (1836)에 의한 카로슈티 문자 해독의 핵심이었다. 카로슈티 문자는 서기 3세기경에 소멸되었다.
인도 문학에서 인도-그리스인들은 산스크리트어로 야바나(Yavana)로 묘사되거나, 팔리어로 요나(Yona)로 묘사되는데, 둘 다 "이오니아인"의 음역으로 생각된다. 하리밤사에서는 "야바나" 인도-그리스인들이 사카, 캄보자, 팔라바, 파라다와 함께 크샤트리야-푼가바, 즉 전사 계급 또는 크샤트리야 중 최고로 자격이 있다고 언급된다. 맛지마 니까야는 야바나와 캄보자 땅에서는 수많은 인도 카스트와는 대조적으로 아리아족과 다사족(주인과 노예)이라는 두 계급의 사람만이 있었다고 설명한다.

## 종교
그리스인들은 동전에서 발견되는 그리스 신들의 고전 판테온(제우스, 헤라클레스, 아테나, 아폴론 등) 외에도 지역 신앙, 특히 불교와 힌두교, 그리고 조로아스터교와도 관련되어 있었다.

### 불교와의 상호작용
마우리아 제국의 창시자인 찬드라굽타 마우리아는 알렉산드로스가 남긴 그리스 사트라프들을 정복했는데, 이들은 셀레우코스 제국의 셀레우코스 1세 니카토르에 속했다. 마우리아 황제 아소카는 그 후 파괴적인 칼링가 전쟁 이후 불교로 개종하여 더 이상의 정복을 포기하고 인도주의적 개혁에 힘썼다. 아소카는 그의 영토 전체에 불교와 '경건의 법'을 전파하기 위해 아소카의 칙령을 세웠다. 그의 칙령 중 하나에서 아소카는 자신의 그리스 인구와 다른 사람들을 불교로 개종시켰다고 주장한다.
왕의 영역 내에 있는 그리스인들, 캄보자, 나바카, 나바팜키츠, 보자, 피티니카, 안드라족, 팔리다족의 모든 곳에서 사람들은 신에게 사랑받는 이의 다르마 지침을 따르고 있다.

마지막 마우리아 황제 브리하드라타는 전 세나파티 또는 마우리아 제국 "군주"이자 숭가 왕조의 창시자인 푸시야미트라 숭가에게 암살당했다. 푸시야미트라는 힌두교를 선호하여 불교를 박해한 것으로 알려져 있는데, 이는 마우리아 제국의 유산을 더 제거하려는 시도였을 가능성이 높다.
...푸시야미트라는 사중군을 갖추고 불교를 파괴할 목적으로 파탈리푸트라의 쿠쿠타라마로 갔다. ... 푸시야미트라는 그리하여 승가람을 파괴하고 그곳의 승려들을 죽인 후 떠났다. ... 얼마 후, 그는 사칼라에 도착하여 불교 승려의 머리를 가져오는 자에게 ... 보상을 주겠다고 선포했다.

메난드로스 1세 소테르 또는 "구원자 왕"이 사칼라를 수도로 선택한 것은 그곳에 불교도가 있었기 때문일 수 있다. 메난드로스 1세는 밀린다왕문경에서 불교로 개종했다고 명시되어 있으며, 이 경전은 메난드로스와 불교 승려 나가세나 간의 대화를 기록하고 있다. 메난드로스는 아라한의 칭호를 얻었다고 주장된다.
그 후 장로의 지혜에 즐거움을 느낀 그(메난드로스)는 자신의 왕국을 아들에게 넘기고, 가정을 떠나 무가에 들었으며, 통찰력에서 크게 성장하여 스스로 아라한이 되었다!— 밀린다왕문경, T. W. 라이스 데이비스 번역.

그가 일부 주화에 나타낸 수레바퀴는 거의 확실히 불교의 법륜이었다.
또 다른 인도 문헌인 크세멘드라의 『스투파바다나』는 예언의 형태로 메난드로스가 파탈리푸트라에 스투파를 지을 것이라고 언급한다.
플루타르코스는 또한 메난드로스를 자비로운 통치의 본보기로 제시하며, 그의 죽음 이후 그의 유해를 나누는 영예가 그의 통치하에 있던 여러 도시들에 의해 주장되었고, 그 유해는 역사적인 부처와 마찬가지로 "기념비"(μνημεία, 아마도 스투파)에 안치되었다고 설명한다.
그러나 박트리아인들을 자비롭게 통치했던 메난드로스가 나중에 진영에서 죽었을 때, 도시들은 공통적으로 그의 장례를 지냈다. 그러나 그의 유물에 대한 다툼이 생기자, 그들은 어렵사리 마지막으로 이 합의에 이르렀다. 즉, 그의 재를 나누어 모든 사람이 동등한 몫을 가져가고, 모든 도시에서 그를 위한 기념비를 세워야 한다는 것이었다.— 플루타르코스, "정치적 교훈" Praec. reip. ger. 28, 6).

부트카라 대탑은 기원전 2세기 인도-그리스 통치 기간 동안 헬레니즘 건축 장식의 추가로 "기념비화"되었다. 메난드로스 1세의 동전이 부트카라 대탑의 두 번째로 오래된 지층(GSt 2)에서 발견되었는데, 이는 메난드로스 통치 기간 동안 추가 건설이 있었음을 시사한다. 메난드로스가 마우리아 제국 시대에 초기 건설된 부트카라 대탑의 두 번째 오래된 층을 건설한 것으로 생각된다.

### "다르마의 추종자들"
몇몇 인도-그리스 왕들은 동전 앞면에 카로슈티 문자로 "다르미카사", 즉 "다르마의 추종자"라는 칭호를 사용한다. 그리스어로는 "디카이오스"("정의로운 자")에 해당하는 이 문구는 그리스 동전에서 흔히 볼 수 있는 속성이었다. "다르마의 추종자"라는 표현은 경건한 왕들이 사용하는 이 표현에 익숙한 인도 백성들에게 강하게 울려 퍼졌을 것이다. 특히 아소카가 그의 비문에서 다르마를 옹호한 이후부터 더욱 그러했다. "다르마카사", 즉 "다르마의 추종자"를 사용하는 일곱 왕은 기원전 150년경, 즉 메난드로스 1세의 통치 직후부터 등장한 후기 인도-그리스 왕들이며, 주로 간다라 지역과 관련이 있다: 조일로스 1세 (기원전 130–120년), 스트라토 1세 (기원전 130–110년), 헬리오클레스 2세 (기원전 95–80년), 테오필로스 (기원전 130년 또는 90년), 메난드로스 2세 (기원전 90–85년), 아르케비오스 (기원전 90–80년), 페우콜라오스 (기원전 90년경). 다르미카라는 속성은 한 세기 후에 알려진 불교 수행자인 인도-스키타이 왕 카라호스테스에 의해 다시 사용되었는데, 그의 동전에는 선대 왕 아제스의 미덕을 칭송하기 위해 사용되었다.

### 축복 제스처
기원전 100년경 아가토클레이아와 스트라토 1세 시대부터 왕들과 신들은 동전에서 정기적으로 축복 제스처를 취하는 모습으로 나타나며, 이는 종종 불교의 비타르카 무드라와 유사해 보인다. 세월이 흐르면서 손이 취하는 정확한 형태는 덜 명확해진다. 이 축복 제스처는 인도-스키타이인들도 자주 채택했다.

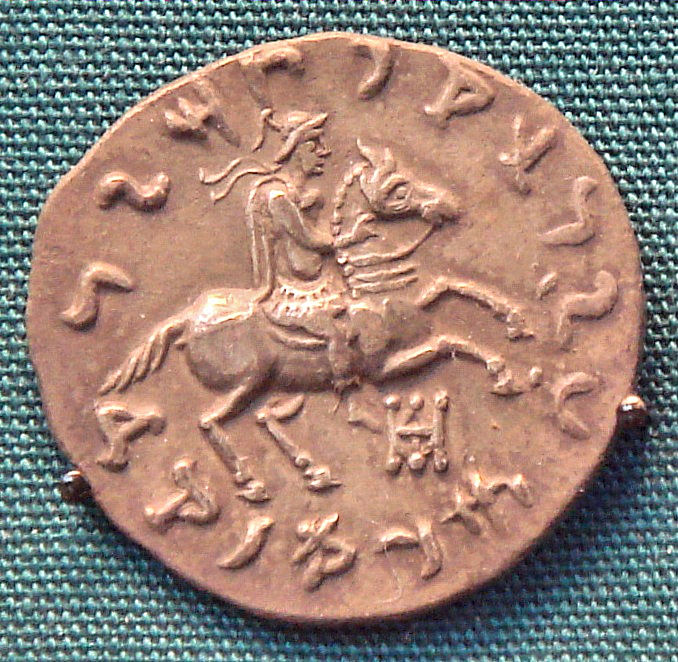
필록세노스 아니케토스 왕 (기원전 100년경), 말을 타고 축복 제스처를 취한다.
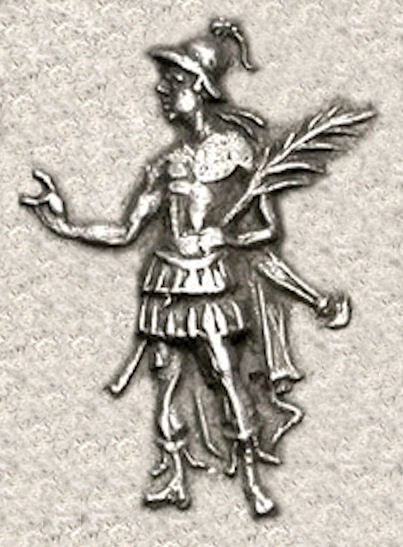
니키아스 왕은 헬레니즘 군복을 입고 승리의 야자나무를 들고 축복 제스처를 취한다.
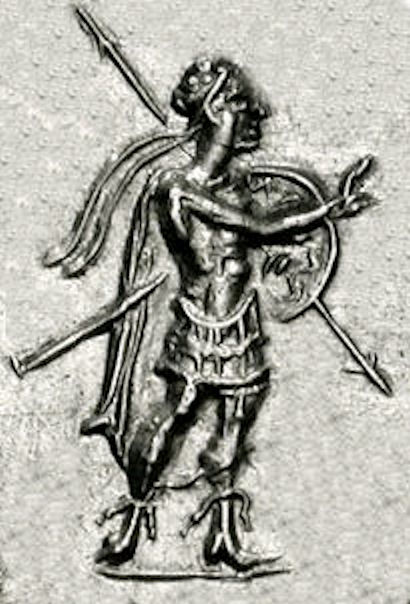
스트라토 1세 왕은 전투 복장을 하고 오른손으로 축복 제스처를 취한다, 기원전 100년경.
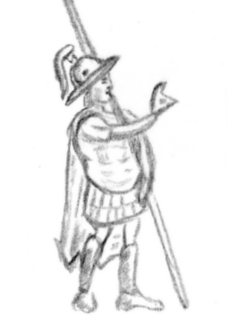
메난드로스 2세 왕은 군복을 입고 창을 들고 오른손으로 축복 제스처를 취한다.
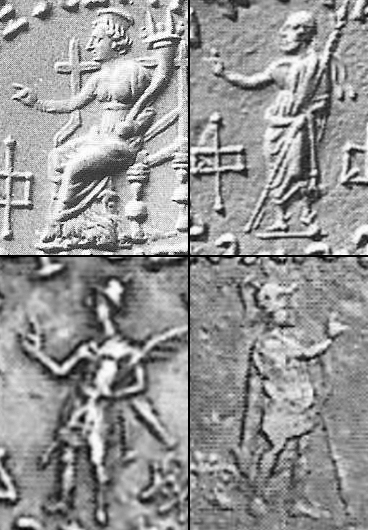
다양한 축복 제스처: 신들 (상단), 왕들 (하단).

### 비슈누파
헬리오도로스 기둥은 기원전 113년경 중앙 인도의 현대 베스나가르 근처 비디샤에 헬리오도로스가 세운 석조 기둥으로, 인도-그리스 왕 안티알키다스가 숭가 왕조의 왕 바가바드라 궁정에 보낸 그리스 대사였다. 이 기둥은 원래 가루다 상을 지지했다. 헌정문에서 인도-그리스 대사는 자신이 "바수데바, 신들의 신"의 헌신자라고 설명한다. 역사적으로 이것은 인도에서 바가바타 집단과 관련된 최초의 알려진 비문이다.

## 미술
일반적으로 인도-그리스인들의 미술은 문서화가 잘 되어 있지 않으며, (동전과 몇몇 돌 팔레트를 제외하고는) 그들에게 직접적으로 귀속되는 예술 작품은 거의 없다. 그러나 인도-그리스인들의 주화는 일반적으로 고대 시대의 가장 예술적으로 뛰어난 작품 중 하나로 여겨진다. 아이하눔을 비롯한 헬레니즘 유산과 인도-그리스 세계의 예술적 숙련도는 풍부한 조각 전통 또한 시사하지만, 전통적으로 그들에게 귀속되는 조각 유물은 거의 없다. 반대로 대부분의 간다라 헬레니즘 미술 작품은 보통 기원후 1세기 인도-그리스인들의 직계 후계자들, 즉 유목민인 인도-스키타이, 인도-파르티아 및 이미 퇴폐적인 상태의 쿠샨에게 귀속된다. 일반적으로 간다라 조각은 정확하게 연대를 측정할 수 없어 정확한 연대기는 해석에 맡겨져 있다.
인도-그리스 왕들의 통치 연대가 스트라토 2세가 펀자브를 통치한 기원후 1세기 첫 10년으로 확장되면서, 인도-그리스인들과 간다라 미술 간의 직접적인 연관성 가능성이 최근에 재확인되었다. 또한 푸셰, 탄, 그리고 최근에는 보드먼, 부살리, 맥이빌리가 인도 북서부와 아프가니스탄의 가장 순수한 헬레니즘 작품 중 일부가 실제로는 후대에 잘못 귀속되었을 수 있으며, 대신 기원전 2세기-1세기의 인도-그리스 시대인 한두 세기 더 이전 시기에 속한다고 주장했다.
이는 특히 아프가니스탄 하다에 있는 일부 순수 헬레니즘 작품의 경우에 해당하며, 이곳은 "실제로 인도-그리스 양식의 초기 불교 조각의 요람일 수 있다"고 한다. 하다의 부처 삼위일체상 중 하나를 언급하며, 부처가 매우 고전적인 모습의 헤라클레스/금강수와 티케/귀자모신 옆에 있는 것을 설명하면서, 보드먼은 두 인물 모두 "첫눈에 (그리고 두 번째 눈에도) 기원전 1세기 또는 2세기의 소아시아나 시리아 출신처럼 보일 수 있다. (...) 이들은 본질적으로 그리스적 인물이며, 고전 양식의 외형뿐만 아니라 그 이상에 능통한 예술가들에 의해 제작되었다"고 설명한다.
또 다른 견해로는, 이러한 예술 작품들이 기원후 1세기에서 3세기까지 서양과의 해상 접촉 시기에 순회하는 그리스 예술가들에 의해 제작되었을 수 있다는 것이다.
간다라의 그리스 불교 예술은 단순히 지속적인 예술적 전통으로 간주될 수 있는 그리스 양식과 문체적 요소의 편재성을 넘어, 그리스 고전 고대의 사실주의 양식, 태도 및 패션(기원전 2세기 그리스-박트리아 아이하눔 조각상과 형태와 양식이 유사한 키톤과 히마티온 같은 의복, 헤어스타일), 그리스 문화의 특징적인 장비(암포라, "칸타로스" 그리스식 잔)를 들고 있는 사람들의 수많은 묘사를 보여준다. 이러한 묘사는 축제적(예: 바쿠스 축제 장면)에서 불교-종교적 상황에 이르기까지 다양하다.
연대 측정의 불확실성으로 인해 이러한 예술 작품이 실제로 기원전 1세기까지의 인도-그리스 통치 시대의 그리스인을 묘사하는지, 아니면 기원후 1세기와 2세기의 인도-파르티아 왕국 또는 쿠샨 통치 아래에 남아 있던 그리스 공동체를 묘사하는지는 불분명하다. 벤저민 롤랜드는 간다라의 보살상의 모델이 인도-스키타이족이나 쿠샨족보다는 인도-그리스족일 수 있다고 생각한다.

## 경제
인도-그리스인들의 경제에 대해서는 알려진 바가 거의 없지만, 상당히 활발했던 것으로 보인다.

### 주화
그들의 풍부한 주화는 특히 힌두쿠시 산악 지대에서 대규모 광산 개발이 이루어졌음을 시사하며, 중요한 화폐 경제가 존재했음을 보여준다. 인도-그리스인들은 그리스의 "원형" 표준과 인도의 "사각형" 표준 모두에 따라 이중 언어 주화를 발행했으며, 이는 화폐 유통이 사회 모든 계층에 걸쳐 이루어졌음을 시사한다. 동쪽의 쿠닌다 왕국과 남쪽의 사타바하나 왕조와 같은 이웃 왕국들이 인도-그리스 화폐 관습을 채택한 것은 인도-그리스 주화가 국경 간 무역에 광범위하게 사용되었음을 시사하기도 한다.

### 조공 납부
또한 인도-그리스 왕들이 발행한 일부 주화, 특히 단일 언어 아티카 표준 주화는 힌두쿠시 북부의 월지족에게 일종의 조공을 지불하는 데 사용되었을 수도 있다. 이는 아프가니스탄 북부의 쿤두즈 유적지에서 발견된 주화가 헬레니즘 표준(그리스식 무게, 그리스어)의 인도-그리스 주화를 다량으로 포함하고 있음에도 불구하고, 이 유적지에 나타난 왕들 중 아무도 그렇게 북쪽까지 통치했던 것으로 알려진 바가 없다는 점에서 시사된다. 반대로, 이 주화들 중 힌두쿠시 남쪽에서는 발견된 적이 없다.

### 중국과의 무역
남아시아의 인도-그리스 왕들은 기원전 180년부터 170년까지 통치한 에우티데모스 2세와 기원전 170년경 그의 어린 동생인 판탈레온과 아가토클레스를 통해 최초의 구리-니켈 주화를 발행했다. 그 당시 중국만이 구리-니켈을 생산할 수 있었고 합금 비율이 독점적으로 유사했기 때문에, 이 금속은 중국과 박트리아 간의 교환 결과로 추정된다.
기원전 128년경 박트리아를 방문했던 중국 탐험가 장건의 간접적인 증언은 북인도를 통해 남중국과 활발한 무역이 이루어졌음을 시사한다. 장건은 박트리아 시장에서 중국 제품을 발견했으며, 이 제품들이 북서인도를 경유했다고 설명하는데, 그는 우연히 북서인도를 박트리아 문명과 유사하다고 묘사한다.
"박트리아에 있을 때", 장건은 보고했다, "나는 충의 대나무 지팡이와 촉 지방에서 만들어진 천(비단?)을 보았다. 사람들에게 어떻게 그런 물품들을 얻었는지 묻자, 그들은 대답했다: "우리 상인들은 신독(북서 인도) 시장에서 그것들을 사옵니다. 신독은 박트리아에서 동남쪽으로 수천 리 떨어져 있으며, 사람들은 땅을 경작하고 박트리아 사람들과 비슷하게 생활한다고 그들은 말했다."— 사마천, "사기", 번역 Burton Watson, p. 236.

기원전 3세기까지 거슬러 올라가는 진 시황제의 매장지에서 최근 발굴된 유물들은 유명한 병마용의 제작을 포함하여 그곳에서 발견된 예술 작품에서 그리스의 영향을 시사한다. 또한 그리스 예술가들이 당시 중국에 와서 현지 장인들에게 조각 기술을 훈련시켰을 수도 있다고 제안된다.

### 인도양 무역
인도양을 가로지르는 해상 관계는 기원전 3세기에 시작되어 인도-그리스인들의 인도 서해안을 따라 영토 확장이 이루어지면서 더욱 발전했다. 최초의 접촉은 프톨레마이오스 왕조가 홍해 항구인 미오스 호르모스와 베레니케 트로글로디티카를 건설하고 인더스강 삼각주, 카티아와르 반도 또는 무지리스로 향하면서 시작되었다. 기원전 130년경, 키지쿠스의 에우독소스는 (스트라본, 지리학. II.3.4) 인도에 성공적으로 항해하여 향수와 보석을 싣고 돌아온 것으로 기록되어 있다. 인도-그리스 통치가 끝나갈 무렵에는 매년 120척의 배가 미오스 호르모스에서 인도로 출항하고 있었다 (스트라본 지리학. II.5.12).

## 군사
인도-그리스 주화는 그들의 군복과 무기에 대한 풍부한 단서를 제공한다. 전형적인 헬레니즘 군복이 묘사되어 있으며, 투구는 그리스-박트리아 양식의 둥근 투구이거나 마케도니아인들의 평평한 카우시아(아폴로도토스 1세 주화)이다.

### 군사 기술
그들의 무기는 창, 검, 장궁(아가토클레아 주화에 묘사됨) 및 화살이었다. 기원전 130년경, 중앙아시아 스텝 지역의 반곡궁과 고리토스 활통이 조일로스 1세의 주화에 처음으로 등장하기 시작했는데, 이는 유목 민족, 즉 월지족 또는 스키타이족과의 강력한 상호 작용 (그리고 분명한 동맹)을 시사한다. 반곡궁은 기원전 90년경이 되면 헤르마에우스의 일부 주화에서 볼 수 있듯이 인도-그리스 기병의 표준적인 특징이 된다.
일반적으로 인도-그리스 왕들은 기원전 160년경 안티마코스 2세의 통치 시기부터 말을 타고 있는 모습으로 자주 묘사된다. 승마 전통은 아마도 폴리비오스에 따르면 기원전 210년 셀레우코스 침공에 10,000명의 기병으로 맞섰다고 하는 그리스-박트리아인들에게로 거슬러 올라간다. 코끼리병은 주화에 전혀 묘사되지 않지만, 기원전 3세기에서 2세기로 거슬러 올라가는 멜빵 판(팔레라 (군사 장식))은 오늘날 에르미타시 박물관에 소장되어 있으며, 투구를 쓴 그리스 전사가 인도 코끼리병을 탄 모습을 묘사하고 있다.
밀린다왕문경에서 나가세나가 메난드로스 왕에게 질문하는 내용은 당시의 군사적 방법을 드물게 엿볼 수 있게 해준다.
-(나가세나) 왕이여, 경쟁 왕들이 적과 상대가 되어 왕에게 맞선 적이 있습니까?

-(메난드로스) 예, 물론입니다.

-그럼 왕께서는 해자를 파고, 성벽을 쌓고, 감시탑을 세우고, 요새를 짓고, 식량 창고를 모으도록 하셨겠군요?

-전혀 아닙니다. 그 모든 것은 미리 준비되어 있었습니다.

-아니면 코끼리병 운용, 승마, 전차 사용, 궁술과 검술 훈련을 직접 받으셨습니까?

-전혀 아닙니다. 그 모든 것은 제가 이전에 배웠습니다.

-그런데 왜요?

-미래의 위험을 막기 위해서입니다.— (밀린다왕문경, 제3권, 제7장)

밀린다왕문경은 또한 메난드로스의 군대 구성을 묘사한다.
어느 날 밀린다 왕은 성 밖으로 나와 네 가지 형태(코끼리병, 기병, 궁병, 보병)로 이루어진 그의 막강한 군대의 무수한 병력을 사열했다.— (밀린다왕문경, 제1권)

### 인도-그리스 군대의 규모
인도-그리스 군대는 다른 인도 왕국들과 전투에 참여했다. 칼링가의 통치자 카라벨라 왕은 하티굼파 비문에서 통치 8년째에 야바나 왕 방향으로 대군을 이끌고 진격했으며, 그들의 사기 저하된 군대를 마투라로 후퇴시켰다고 기록하고 있다.
"그 후 8년째에 (카라벨라) 대군을 이끌고 고라다기리를 약탈한 후 라즈기르에 압력을 가했다. 이 용감한 행동의 큰 소문 때문에 야바나(그리스) 왕 디미[타]는 사기 저하된 군대를 철수시켜 마투라로 후퇴했다."— 하티굼파 비문, 7-8행, 아마도 기원전 1세기. 원문은 브라흐미 문자이다.

야바나 왕의 이름은 불분명하지만 세 글자로 되어 있고 가운데 글자는 마 또는 미로 읽을 수 있다. R. D. 바네르지와 K.P. 자이스왈은 야바나 왕의 이름을 "디미타"로 읽고, 그를 데메트리오스 1세 아니케토스와 동일시한다. 그러나 라마프라사드 찬다에 따르면, 이러한 동일시는 "연대기적 불가능성"을 초래한다.
그리스 대사 메가스테네스는 기원전 3세기 중반에 그의 인도지에서 칼링가의 군사력에 대해 특별히 언급했다.
칼링가(Kalinga)의 왕실 도시는 파르탈리스라고 불린다. 그들의 왕 아래 60,000명의 보병, 1,000명의 기병, 700마리의 코끼리가 "전쟁 태세"를 갖추고 지키고 있다.— Megasthenes fragm. LVI. in Plin. Hist. Nat. VI. 21. 8–23. 11.

로마 작가 유스티누스의 기록은 인도-그리스 군대의 규모에 대한 또 다른 단서를 제공한다. 그리스-박트리아의 에우크라티데스 1세와 인도-그리스의 데메트리오스 2세 간의 갈등의 경우, 그는 군대 규모를 60,000명으로 추산한다 (비록 그들이 300명의 그리스-박트리아인에게 패배했다고 주장되지만).
에우크라티데스 1세는 많은 전쟁을 용감하게 이끌었으며, 그로 인해 약화된 상태에서 인도 왕 데메트리오스 2세에게 포위되었다. 그는 여러 차례 출격을 감행하여 300명의 병사로 60,000명의 적을 물리쳤고, 4개월 후 해방되어 인도를 자신의 통치 아래 두었다.— 유스티누스, XLI,6

인도-그리스 군대는 중앙아시아의 유목 민족인 인도-스키타이에게 정복될 것이다.

## 유산
기원후 1세기부터 중앙아시아와 인도 북서부 인도 아대륙의 그리스 공동체는 인도-파르티아 왕국의 짧은 침략을 제외하고는 월지족의 쿠샨 지배 아래 살았다. 쿠샨족은 수세기 동안 번성할 쿠샨 제국을 세웠다. 남쪽에서는 그리스인들이 서사트라프의 지배를 받았다. 치트랄 계곡의 칼라쉬인 부족은 인도-그리스인들의 후손이라고 주장하지만, 이는 논란의 여지가 있다.
그리스인들이 인도 아대륙에서 얼마나 오랫동안 독자적인 존재를 유지했는지는 불분명하다. 그러나 인도-그리스인들의 유산은 그리스어와 달력 방식의 사용부터 시작하여 4세기 굽타 제국 시대까지 추적할 수 있는 인도 아대륙 주화에 미친 영향까지 수세기 동안 느껴졌다.
그리스인들은 또한 상당히 늦은 시기까지 그들의 도시에서 존재를 유지했을 수도 있다. 카락스의 이시도로스는 기원후 1세기 그의 "파르티아 정거장" 여정기에서 "아라코시아의 메트로폴리스인 알렉산드로폴리스"를 묘사했는데, 이는 알렉산드리아 아라코시아로 여겨지며, 그는 그곳이 그렇게 늦은 시기에도 여전히 그리스적이었다고 말했다.
그 너머는 아라코시아이다. 그리고 파르티아인들은 이곳을 흰 인도라고 부른다. 바이테시와 파르사나시, 초로코아드 시, 그리고 도시 데메트리아스가 있다. 그 다음은 아라코시아의 메트로폴리스인 알렉산드로폴리스이다. 그곳은 그리스적이며, 그 옆으로 아르간다브 강이 흐른다. 이곳까지는 파르티아인의 통치 아래에 있다.

인도-그리스인들은 종교적인 측면에서도, 특히 발전하는 대승 불교와 관련하여 어느 정도 영향을 미 미쳤을 수 있다. 대승 불교는 "그리스의 데모크리토스–궤변–피론주의 전통과 초기 불교에 이미 존재했던 기초적이고 비정형적인 경험적 및 회의론적 요소를 혼합하여 인도의 그리스-불교 공동체에서 시작된 불교 형태(나중에 힌두교화된 형태가 되었든 아니든)"로 묘사되어 왔다.

## 연대학
오늘날 36명의 인도-그리스 왕들이 알려져 있다. 그들 중 몇몇은 서양 및 인도 역사 자료에도 기록되어 있지만, 대부분은 주화 증거를 통해서만 알려져 있다. 그들의 통치에 대한 정확한 연대학과 순서는 여전히 학문적 연구의 대상이며, 새로운 분석과 주화 발견(한 왕의 주화 위에 다른 왕의 주화가 겹쳐 찍힌 것이 연대 순서를 확립하는 데 가장 중요한 요소임)에 따라 계속 조정되고 있다.
영토와 시기에 따라 주화의 형태(원형에서 사각형으로)와 재료(금에서 은, 황동으로)가 중요한 변화를 보이며, 약 3세기 동안 그리스 유형에서 인도 유형으로 변화한다. 또한 주화 삽화의 품질은 기원후 1세기까지 낮아진다. 주화의 진화는 인도-그리스 역사에서 중요한 부분이며, 실제로 이 왕들 대부분이 주화를 통해서만 알려져 있고 그들의 연대기가 주로 주화 유형의 진화에 의해 확립되기 때문에 가장 중요한 부분 중 하나이다.
여기서 사용된 시스템은 오스먼드 보페아라키의 견해를 바탕으로 R. C. 시니어 및 기타 권위자들의 견해를 보완한 것이다.
| 그리스-박트리아 및 인도-그리스 왕, 그들의 주화, 영토 및 연대 – 보페아라키 (1991) 기준 |                                                 |                                                 |                               |                               |                               |                               |                             |                 |  |  |
|                                                                                       | 그리스-박트리아 왕                              | 그리스-박트리아 왕                              | 인도-그리스 왕                | 인도-그리스 왕                | 인도-그리스 왕                | 인도-그리스 왕                | 인도-그리스 왕              | 인도-그리스 왕  |  |  |
| 영토/ 날짜                                                                            | 서부 박트리아                                   | 동부 박트리아                                   | 아라코시아                    | 아라코시아                    | 간다라                        | 서부 펀자브                   | 동부 펀자브                 | 마투라          |  |  |
| 기원전 326–325년                                                                      | 알렉산드로스 대왕의 인도 원정                   | 알렉산드로스 대왕의 인도 원정                   | 알렉산드로스 대왕의 인도 원정 | 알렉산드로스 대왕의 인도 원정 | 알렉산드로스 대왕의 인도 원정 | 알렉산드로스 대왕의 인도 원정 |                             |                 |  |  |
| 기원전 312년                                                                          | 셀레우코스 제국 건국                            | 셀레우코스 제국 건국                            | 셀레우코스 제국 건국          | 셀레우코스 제국 건국          | 셀레우코스 제국 건국          | 셀레우코스 제국 건국          |                             |                 |  |  |
| 기원전 305년                                                                          | 마우리아 전쟁 이후 셀레우코스 제국              | 마우리아 전쟁 이후 셀레우코스 제국              |                               |                               |                               |                               |                             |                 |  |  |
| 기원전 280년                                                                          | 아이하눔 건립                                   | 아이하눔 건립                                   |                               |                               |                               |                               |                             |                 |  |  |
| 기원전 255–239년                                                                      | 디오도토스 1세에 의한 그리스-박트리아 왕국 독립 | 디오도토스 1세에 의한 그리스-박트리아 왕국 독립 |                               |                               |                               |                               |                             |                 |  |  |
| 기원전 239–223년                                                                      | 디오도토스 2세                                  | 디오도토스 2세                                  |                               |                               |                               |                               |                             |                 |  |  |
| 기원전 230–200년                                                                      | 에우티데모스 1세                                | 에우티데모스 1세                                |                               |                               |                               |                               |                             |                 |  |  |
| 기원전 200–190년                                                                      | 데메트리오스 1세                                | 데메트리오스 1세                                | 데메트리오스 1세              | 데메트리오스 1세              |                               |                               |                             |                 |  |  |
| 기원전 190–185년                                                                      | 에우티데모스 2세                                | 에우티데모스 2세                                |                               |                               |                               |                               |                             |                 |  |  |
| 기원전 190–180년                                                                      | 아가토클레스                                    | 아가토클레스                                    | 아가토클레스                  | 판탈레온                      | 판탈레온                      | 판탈레온                      |                             |                 |  |  |
| 기원전 185–170년                                                                      | 안티마코스 1세                                  | 안티마코스 1세                                  | 안티마코스 1세                | 안티마코스 1세                |                               |                               |                             |                 |  |  |
| 기원전 180–160년                                                                      |                                                 |                                                 | 아폴로도토스 1세              | 아폴로도토스 1세              | 아폴로도토스 1세              | 아폴로도토스 1세              |                             |                 |  |  |
| 기원전 175–170년                                                                      | 데메트리오스 2세                                | 데메트리오스 2세                                | 데메트리오스 2세              | 데메트리오스 2세              |                               |                               |                             |                 |  |  |
| 기원전 160–155년                                                                      |                                                 |                                                 | 안티마코스 2세                | 안티마코스 2세                | 안티마코스 2세                | 안티마코스 2세                |                             |                 |  |  |
| 기원전 170–145년                                                                      | 에우크라티데스 1세                              | 에우크라티데스 1세                              | 에우크라티데스 1세            | 에우크라티데스 1세            | 에우크라티데스 1세            | 에우크라티데스 1세            |                             |                 |  |  |
| 기원전 155–130년                                                                      | 월지 점령, 아이하눔 상실                        | 에우크라티데스 2세 플라톤 헬리오클레스 1세      | 메난드로스 1세                | 메난드로스 1세                | 메난드로스 1세                | 메난드로스 1세                | 메난드로스 1세              | 메난드로스 1세  |  |  |
| 기원전 130–120년                                                                      | 월지 점령                                       | 월지 점령                                       | 조일로스 1세                  | 조일로스 1세                  | 아가토클레아                  | 아가토클레아                  |                             | 야바나라자 비문 |  |  |
| 기원전 120–110년                                                                      |                                                 |                                                 | 뤼시아스                      | 뤼시아스                      | 스트라토 1세                  | 스트라토 1세                  |                             | 야바나라자 비문 |  |  |
| 기원전 110–100년                                                                      |                                                 |                                                 | 안티알키다스                  | 안티알키다스                  | 헬리오클레스 2세              | 헬리오클레스 2세              |                             | 야바나라자 비문 |  |  |
| 기원전 100년                                                                          |                                                 |                                                 | 폴릭세노스                    | 폴릭세노스                    | 데메트리오스 3세              | 데메트리오스 3세              |                             | 야바나라자 비문 |  |  |
| 기원전 100–95년                                                                       |                                                 |                                                 | 필록세노스                    | 필록세노스                    | 필록세노스                    | 필록세노스                    |                             | 야바나라자 비문 |  |  |
| 기원전 95–90년                                                                        |                                                 |                                                 | 디오메데스                    | 아민타스                      | 아민타스                      | 에판데르                      |                             | 야바나라자 비문 |  |  |
| 기원전 90년                                                                           |                                                 |                                                 | 테오필로스                    | 페우콜라우스                  | 페우콜라우스                  | 트라소                        |                             | 야바나라자 비문 |  |  |
| 기원전 90–85년                                                                        |                                                 |                                                 | 니시아스                      | 메난드로스 2세                | 메난드로스 2세                | 아르테미도로스                |                             | 야바나라자 비문 |  |  |
| 기원전 90–70년                                                                        |                                                 |                                                 | 헤르마에오스                  | 아르케비오스                  | 아르케비오스                  | 아르케비오스                  |                             | 야바나라자 비문 |  |  |
|                                                                                       |                                                 |                                                 | 월지 점령                     | 월지 점령                     | 마우에스 (인도-스키타이)      | 마우에스 (인도-스키타이)      |                             |                 |  |  |
| 기원전 75–70년                                                                        |                                                 |                                                 |                               |                               | 텔레포스                      | 아폴로도토스 2세              | 아폴로도토스 2세            |                 |  |  |
| 기원전 65–55년                                                                        |                                                 |                                                 |                               |                               |                               | 히포스트라토스                | 디오니시오스                |                 |  |  |
| 기원전 55–35년                                                                        |                                                 |                                                 |                               |                               |                               | 아제스 1세 (인도-스키타이)    | 조일로스 2세                |                 |  |  |
| 기원전 55–35년                                                                        |                                                 |                                                 |                               |                               |                               |                               | 아폴로파네스                |                 |  |  |
| 기원전 25년 – 기원후 10년                                                             |                                                 |                                                 |                               |                               |                               |                               | 스트라토 2세와 스트라토 3세 |                 |  |  |
|                                                                                       |                                                 |                                                 |                               |                               |                               |                               | 조일로스 3세/ 바다야사      |                 |  |  |
|                                                                                       |                                                 |                                                 |                               |                               |                               |                               | 라주불라 (인도-스키타이)    |                 |  |  |

## 같이 보기
- 그리스-박트리아 왕국
- 야바나 시대
- 야바나 왕국
- 셀레우코스 제국
- 그리스 불교
- 간다라 불교
- 인도-스키타이
- 인도 (헤로도토스)
- 인도-파르티아 왕국
- 칸다하르 그리스 비문
- 칸다하르 이중 언어 암각 비문
- 쿠샨 제국
- 로마의 상업
- 인도-그리스 왕국 연표
- 간다라 왕국
- 바빌론 회의

### 설명주
1. ↑  이오니아인에서 유래한 단어인 야바나의 이름을 따서 야바나라지야(Yavanarajya)라고도 한다.[1]
2. ↑  "When the Greeks of Bactria and India lost their kingdom they were not all killed, nor did they return to Greece. They merged with the people of the area and worked for the new masters; contributing considerably to the culture and civilization in southern and central Asia." Narain, "The Indo-Greeks" 2003, p. 278
3. ↑  Justin refers to an incident in which Eucratides with a small force of 300 was besieged for four months by "Demetrius, king of the Indians" with a large army of 60,000. The numbers are obviously an exaggeration. Eucratides managed to break out and went on to conquer India.
4. ↑  G.K. Jenkins, using overstrikes and monograms, showed that, contrary to what Narai would write two years later, Apollodotus II and Hippostratus were posterior, by far, to Maues. (...) He reveals an overstike if Azes I over Hippostratus. (...) Apollodotus and Hippostratos are thus posterior to Maues and anterior to Azes I, whose era we now starts in 57 BC." Bopearachchi, p. 126-127.
5. ↑  "It is curious that on his copper 조일로스 1세 used a bow and quiver as a type. A quiver was a badge used by the Parthians (Scythians) and had been used previously by Diodotos, who we know had made a treaty with them. Did Zoilos use Scythian mercenaries in his quest against Menander perhaps?" Senior, Indo-Scythian coins, p. xxvii
6. ↑  Marital alliances:
  - Discussion on the dynastic alliance in Tarn, pp. 152–153: "It has been recently suggested that Ashoka was grandson of the Seleucid princess, whom Seleucus gave in marriage to Chandragupta. Should this far-reaching suggestion be well founded, it would not only throw light on the good relations between the Seleucid and Maurya dynasties, but would mean that the Maurya dynasty was descended from, or anyhow connected with, Seleucus... when the Mauryan line became extinct, he (Demetrius) may well have regarded himself, if not as the next heir, at any rate as the heir nearest at hand". Also: "The Seleucid and Maurya lines were connected by the marriage of Seleucus' daughter (or niece) either to Chandragupta or his son Bindusara" 존 마셜, Taxila, p20. This thesis originally appeared in "The Cambridge Shorter History of India": "If the usual oriental practice was followed and if we regard Chandragupta as the victor, then it would mean that a daughter or other female relative of Seleucus was given to the Indian ruler or to one of his sons, so that Ashoka may have had Greek blood in his veins." The Cambridge Shorter History of India, J. Allan, H. H. Dodwell, T. Wolseley Haig, p33.[250]
  - Description of the 302 BC marital alliance in:[251] "The Indians occupy in part some of the countries situated along the Indus, which formerly belonged to the Persians: Alexander deprived the Ariani of them, and established there settlements of his own. But 셀레우코스 1세 니카토르 gave them to Sandrocottus in consequence of a marriage contract, and received in return five hundred elephants." The ambassador 메가스테네스 was also sent to the Mauryan court on this occasion.
7. ↑  Exchange of presents:
  - Classical sources have recorded that Chandragupta sent various 춘약s to Seleucus: "And Theophrastus says that some contrivances are of wondrous efficacy in such matters as to make people more amorous. And Phylarchus confirms him, by reference to some of the presents which Sandrakottus, the king of the Indians, sent to Seleucus; which were to act like charms in producing a wonderful degree of affection, while some, on the contrary, were to banish love" 아테나이오스, "연회학자들" Book I, chapter 32[252]
  - 아소카 claims he introduced herbal medicine in the territories of the Greeks, for the welfare of humans and animals (Edict No2).
  - 빈두사라 asked 안티오코스 1세 소테르 to send him some sweet 포도주, dried 무화과s and a 소피스트: "But dried figs were so very much sought after by all men (for really, as 아리스토파네스 says, "There's really nothing nicer than dried figs"), that even Amitrochates, the king of the Indians, wrote to Antiochus, entreating him (it is 헤게산드로스 who tells this story) to buy and send him some sweet wine, and some dried figs, and a sophist; and that Antiochus wrote to him in answer, "The dry figs and the sweet wine we will send you; but it is not lawful for a sophist to be sold in Greece" 아테나이오스, "데입노소피스타이" XIV.67[253]
8. ↑  Treaties of friendship:
  - When 안티오코스 3세 메가스, after having made peace with Euthydemus, went to India in 209 BC, he is said to have renewed his friendship with the Indian king there and received presents from him: "He crossed the Caucasus (힌두쿠시산맥) and descended into India; renewed his friendship with 소파가세노스 the king of the Indians; received more elephants, until he had a hundred and fifty altogether; and having once more provisioned his troops, set out again personally with his army: leaving 안드로스테네스 of Cyzicus the duty of taking home the treasure which this king had agreed to hand over to him."[254]
9. ↑  Ambassadors:
  - Known ambassadors to India are 메가스테네스, 데이마코스 and 디오뉘시오스.
10. ↑  Religious missions:
  - In the 아소카의 칙령, king 아소카 claims to have sent Buddhist emissaries to the Hellenistic west around 250 BC.
11. ↑  인도-그리스인과 간다라 학파에 관하여:
  - 1) "간다라 예술의 시작을 기원전 1세기 전반 또는 심지어 이전 세기로 상당히 앞당겨야 한다.(...) 간다라 미술의 기원은 그리스인의 존재로 거슬러 올라간다. (...) 간다라 도상학은 이미 우리 시대 이전에, 또는 적어도 우리 시대 초기에 완전히 형성되어 있었다." Mario Bussagli "L'art du Gandhara", p331–332
  - 2) "간다라 학파의 시작은 기원전 1세기(M. Foucher의 견해)부터 쿠샨 시대 심지어 그 이후까지 다양하게 날짜가 매겨졌다" (Tarn, p. 394). Foucher의 견해는 "La vieille route de l'Inde, de Bactres a Taxila", pp340–341에서 찾아볼 수 있다. 이 견해는 존 마셜 경("The Buddhist art of Gandhara", pp5–6)도 지지한다.
  - 3) 또한 아이하눔에서 최근 발견된 유물들은 "간다라 미술이 헬레니즘화된 박트리아 미술에서 직접 유래했다"는 것을 확인시켜준다 (Chaibi Nustamandy, "Crossroads of Asia", 1992).
  - 4) 인도-그리스인과 그리스 불교 예술에 관하여: "이 시기(기원전 100년)에 헬레니즘 역사에서 전례 없는 일이 일어났다. 그리스인들이 스스로 외국 종교를 위해 자신들의 예술적 기술을 사용하고, 그것을 위해 예술에서 새로운 표현 형식을 만들어냈다" (Tarn, p. 393). "우리는 간다라 불교 미술의 시작을 잔존하는 인도-그리스 전통과 남부 지역(바르후트 등)의 초기 불교 석조 조각에서 찾아야 한다" (Boardman, 1993, p. 124). "날짜가 어떻게 결정되는지에 따라, 간다라 불교의 북방 전파는 메난드로스의 왕실 후원에 의해 촉진되었을 수 있으며, 이에 수반된 간다라 조각의 발전과 전파 또한 그러했을 것이다." McEvilley, 2002, "The shape of ancient thought", p. 378.

### 참조주
1. ↑  Wilson, John (1877). 《Indian Caste》 (영어). Times of India Office. 353쪽.
2. ↑  Jackson J. Spielvogel (2016년 9월 14일). 《Western Civilization: Volume A: To 1500》. Cengage Learning. 96쪽. ISBN 978-1-305-95281-2. The invasion of India by a Greco-Bactrian army in ... led to the creation of an Indo-Greek kingdom in northwestern India (present-day India and Pakistan).
3. ↑  Erik Zürcher (1962). 《Buddhism: its origin and spread in words, maps, and pictures》. St Martin's Press. 45쪽. Three phases must be distinguished, (a) The Greek rulers of Bactria (the Oxus region) expand their power to the south, conquer Afghanistan and considerable parts of north-western India, and establish an Indo-Greek kingdom in the Panjab where they rule as 'kings of India'; i
4. ↑  Heidi Roupp (2015년 3월 4일). 《Teaching World History: A Resource Book》. Routledge. 171쪽. ISBN 978-1-317-45893-7. There were later Indo-Greek kingdoms in northwest India. ...
5. ↑  Hermann Kulke; Dietmar Rothermund (2004). 《A History of India》. Psychology Press. 74쪽. ISBN 978-0-415-32919-4. They are referred to as 'Indo-Greeks' and there were about forty such kings and rulers who controlled large areas of northwestern India and Afghanistan. Their history ...
6. ↑  Los Angeles County Museum of Art; Pratapaditya Pal (1986). 《Indian Sculpture: Circa 500 B.C.-A.D. 700》. University of California Press. 15쪽. ISBN 978-0-520-05991-7. Since parts of their territories comprised northwestern India, these later rulers of Greek origin are generally referred to as Indo-Greeks.
7. ↑  Joan Aruz; Elisabetta Valtz Fino (2012). 《Afghanistan: Forging Civilizations Along the Silk Road》. Metropolitan Museum of Art. 42쪽. ISBN 978-1-58839-452-1. The existence of Greek kingdoms in Central Asia and northwestern India after Alexander's conquests had been known for a long time from a few fragmentary texts from Greek and Latin classical sources and from allusions in contemporary Chinese chronicles and later Indian texts.
8. ↑  Mortimer Wheeler Flames over Persepolis (London, 1968). Pp. 112 ff. It is unclear whether the Hellenistic street plan found by Sir John Marshall's excavations dates from the Indo-Greeks or from the Kushans, who would have encountered it in Bactria; Tarn (1951, pp. 137, 179) ascribes the initial move of Taxila to the hill of Sirkap to Demetrius I, but sees this as "not a Greek city but an Indian one"; not a polis or with a Hippodamian plan.
9. ↑  "Menander had his capital in Sagala" Bopearachchi, "Monnaies", p. 83.
10. ↑  McEvilley supports Tarn on both points, citing Woodcock: "Menander was a Bactrian Greek king of the Euthydemid dynasty. His capital (was) at Sanghol in the Punjab, "in the country of the Yonakas (Greeks)"." McEvilley, p. 377. However, "Even if Sagala proves to be a city, it does not seem to be Menander's capital for the Milindapanha states that Menander came down to Sagala to meet Nagasena, just as the Ganges flows to the sea."
11. ↑  Thonemann, Peter (2016년 1월 14일). 《The Hellenistic World: Using Coins as Sources》 (영어). Cambridge University Press. 97쪽. ISBN 978-1-316-43229-7.
12. ↑  “Indo-Greek Campaigns”.
13. ↑  "A vast hoard of coins, with a mixture of Greek profiles and Indian symbols, along with interesting sculptures and some monumental remains from Taxila, Sirkap and Sirsukh, point to a rich fusion of Indian and Hellenistic influences", India, the Ancient Past, Burjor Avari, p. 130
14. ↑  Ghose, Sanujit (2011). "Cultural links between India and the Greco-Roman world". Ancient History Encyclopedia
15. ↑  11.34
16. ↑  ("Notes on Hellenism in Bactria and India". W. W. Tarn. Journal of Hellenic Studies, Vol. 22 (1902), pp. 268–293).
17. 1 2 3  Osmund Bopearachchi Was Indo-Greek Artemidoros the son of Indo-Sctythian Maues
18. ↑  "Most of the people east of the Ravi already noticed as within Menander's empire -Audumbaras, Trigartas, Kunindas, Yaudheyas, Arjunayanas- began to coins in the first century BC, which means that they had become independent kingdoms or republics.", Tarn, The Greeks in Bactria and India
19. 1 2  Tarn, William Woodthorpe (2010년 6월 24일). 《The Greeks in Bactria and India》. Cambridge University Press. ISBN 9781108009416.
20. ↑  India, the Ancient Past, Burjor Avari, pp. 92-93
21. ↑  "To the colonies settled in India, Python, the son of Agenor, was sent." Justin XIII.4
22. ↑  Chandragupta Maurya and His Times, Radhakumud Mookerji, Motilal Banarsidass Publ., 1966, pp. 26-27
23. ↑  Chandragupta Maurya and His Times, Radhakumud Mookerji, Motilal Banarsidass Publ., 1966, p. 27
24. ↑  History Of The Chamar Dynasty, Raj Kumar, Gyan Publishing House, 2008, p. 51
25. ↑  "Kusumapura was besieged from every direction by the forces of Parvata and Chandragupta: Shakas, Yavanas, Kiratas, Kambojas, Parasikas, Bahlikas and others, assembled on the advice of Chanakya" in Mudrarakshasa 2. Sanskrit original: "asti tava Shaka-Yavana-Kirata-Kamboja-Parasika-Bahlika parbhutibhih Chankyamatipragrahittaishcha Chandergupta Parvateshvara balairudidhibhiriva parchalitsalilaih samantaad uprudham Kusumpurama". From the French translation, in "Le Ministre et la marque de l'anneau", ISBN 2-7475-5135-0
26. ↑  India, the Ancient Past, Burjor Avari, pp. 106-107
27. ↑  “Strabo 15.2.1(9)”.
28. ↑  Barua, Pradeep. The State at War in South Asia. Vol. 2. U of Nebraska Press, 2005. pp13-15 via Project MUSE (구독 필요)
29. 1 2  Foreign Influence on Ancient India, Krishna Chandra Sagar, Northern Book Centre, 1992, p. 83
30. ↑  Pratisarga Parva p. 18. Original Sanskrit of the first two verses: "Chandragupta Sutah Paursadhipateh Sutam. Suluvasya Tathodwahya Yavani Baudhtatapar".
31. ↑  "A minor rock edict, recently discovered at Kandahar, was inscribed in two scripts, Greek and Aramaic", India, the Ancient Past, Burjor Avari, p. 112
32. ↑  "The treaty between the two kings was settled with a marriage agreement by which a daughter of Seleucus Nicator entered the house of Chandragupta. Since she hardly had become the wife of any lesser person than the Indian emperor himself or his son and heir Bindusāra, the fascinating possibility arises that Aśoka, the greatest of the Mauryan emperors, may in fact, have been half or at least a quarter Greek." Vassiliades, 2016, p. 21, quoting Woodcock, "The Greeks in India", p. 17
33. ↑  India, the Ancient Past, Burjor Avari, pp. 108-109
34. ↑  "Three Greek ambassadors are known by name: Megasthenes, ambassador to Chandragupta; Deimachus, ambassador to Chandragupta's son Bindusara; and Dyonisius, whom Ptolemy Philadelphus sent to the court of Ashoka, Bindusara's son", McEvilley, p. 367
35. ↑  Classical sources have recorded that following their treaty, Chandragupta and Seleucus exchanged presents, such as when Chandragupta sent various 춘약s to Seleucus: "And Theophrastus says that some contrivances are of wondrous efficacy in such matters as to make people more amorous. And Phylarchus confirms him, by reference to some of the presents which Sandrakottus, the king of the Indians, sent to Seleucus; which were to act like charms in producing a wonderful degree of affection, while some, on the contrary, were to banish love" 아테나이오스, "연회학자들" Book I, chapter 32 Ath. Deip. I.32. Mentioned in McEvilley, p. 367
36. ↑  "The very fact that both 메가스테네스 and 카우틸랴 refer to a state department run and maintained specifically for the purpose of looking after foreigners, who were mostly Yavanas and Persians, testifies to the impact created by these contacts.", Narain, "The Indo-Greeks", p. 363
37. ↑  "It also explains (...) random finds from the 사르나트, Basarth, and 파트나 regions of terra-cotta pieces of distinctive Hellenistic or with definite Hellenistic motifs and designs", Narain, "The Indo-Greeks" 2003, p. 363
38. ↑  "The second Kandahar edict (the purely Greek one) of Ashoka is a part of the "corpus" known as the "Fourteen-Rock-Edicts"" Narain, "The Indo-Greeks" 2003, p. 452
39. ↑  "It is also in Kandahar that were found the fragments of a Greek translation of Edicts XII and XIII, as well as the Aramean translation of another edict of Ashoka", Bussagli, p. 89
40. ↑  "Thirteen, the longest and most important of the edicts, contains the claim, seemingly outlandish at first glance, that Ashoka had sent missions to the lands of the Greek monarchs—not only those of Asia, such as the Seleucids, but those back in the Mediterranean also", McEvilley, p. 368
41. ↑  "When Ashoka was converted to Buddhism, his first thought was to despatch missionaries to his friends, the Greek monarchs of Egypt, Syria, and Macedonia", Rawlinson, Intercourse between India and the Western world, p. 39, quoted in McEvilley, p. 368
42. ↑  "In Rock Edict Two Ashoka even claims to have established hospitals for men and beasts in the Hellenistic kingdoms", McEvilley, p. 368
43. ↑  "One of the most famous of these emissaries, Dharmaraksita, who was said to have converted thousands, was a Greek (Mhv.XII.5 and 34)", McEvilley, p. 370
44. ↑  "The Mahavamsa tells that "the celebrated Greek teacher Mahadharmaraksita in the second century BC led a delegation of 30,000 monks from Alexandria-of-the-Caucasus (Alexandra-of-the-Yonas, or of-the-Greeks, the Ceylonese text actually says) to the opening of the great Ruanvalli Stupa at Anuradhapura"", McEvilley, p. 370, quoting Woodcock, "The Greeks in India", p. 55
45. ↑  Full text of the Mahavamsa Click chapter XII
46. ↑  "The finest of the pillars were executed by Greek or Perso-Greek sculptors; others by local craftsmen, with or without foreign supervision" Marshall, "The Buddhist art of Gandhara", p4
47. ↑  "A number of foreign artisans, such as the Persians or even the Greeks, worked alongside the local craftsmen, and some of their skills were copied with avidity" Burjor Avari, "India, The ancient past", p. 118
48. ↑  Foreign Influence on Ancient India
by Krishna Chandra Sagar p. 138
49. ↑  The Idea of Ancient India: Essays on Religion, Politics, and Archaeology by Upinder Singh p. 18
50. ↑  "Antiochos III, after having made peace with Euthydemus I after the aborted siege of Bactra, renewed with Sophagasenus the alliance concluded by his ancestor Seleucos I", Bopearachchi, Monnaies, p. 52
51. ↑  Polybius (1962) [1889]. 〈11.39〉. 《Histories》. 이벨린 S. 셔크버그 (번역가). Macmillan, Reprint Bloomington.
52. ↑  Polybius; Friedrich Otto Hultsch (1889). 《The Histories of Polybius》. Macmillan and Company. 78쪽.
53. ↑  J. D. Lerner, The Impact of Seleucid Decline on the Eastern Iranian Plateau: the Foundations of Arsacid Parthia and Graeco-Bactria, (Stuttgart 1999)
54. ↑  F. L. Holt, Thundering Zeus (Berkeley 1999)
55. ↑  Justin XLI, paragraph 4
56. ↑  Justin XLI, paragraph 1
57. 1 2  Strabo XI.XI.I
58. ↑  Justin XLI
59. 1 2  Polybius 11.34
60. ↑  Strabo 11.11.2
61. ↑  Polybius 10.49, Battle of the Arius
62. ↑  Polybius 11.34 Siege of Bactra
63. ↑  On the image of the Greek kneeling warrior: "A bronze figurine of a kneeling warrior, not Greek work, but wearing a version of the Greek Phrygian helmet.. From a burial, said to be of the 4th century BC, just north of the Tien Shan range". Ürümqi Xinjiang Museum. (Boardman "The diffusion of Classical Art in Antiquity")
64. ↑  Notice of the British Museum on the Zhou vase (2005, attached image): "Red earthenware bowl, decorated with a slip and inlaid with glass paste. Eastern Zhou period, 4th–3rd century BC. This bowl was probably intended to copy a more precious and possibly foreign vessel in bronze or even silver. Glass was little used in China. Its popularity at the end of the Eastern Zhou period was probably due to foreign influence."
65. ↑  "The things which China received from the Graeco-Iranian world-the pomegranate and other "Chang-Kien" plants, the heavy equipment of the cataphract, the traces of Greeks influence on Han art (such as) the famous white bronze mirror of the Han period with Graeco-Bactrian designs (...) in the Victoria and Albert Museum" (Tarn, The Greeks in Bactria and India, pp. 363–364)
66. ↑  Copper-Nickel coinage in Greco-Bactria. 보관됨 2005-03-06 - 웨이백 머신
67. ↑  Ancient Chinese weapons 보관됨 2005-03-07 - 웨이백 머신 A halberd of copper-nickel alloy, from the Warring States Period.
68. ↑  A.A. Moss pp317-318 Numismatic Chronicle 1950
69. ↑  C.Michael Hogan, Silk Road, North China, Megalithic Portal, ed. A. Burnham
70. ↑  Viglas, Katelis (2016). 《Chaldean and Neo-Platonic Theology》. 《Philosophia e-Journal of Philosophy and Culture》. 171–189쪽. The name "Chaldeans" refers generally to the 칼데아n people who lived in the land of 바빌로니아, and especially to the Chaldean "magi" of Babylon......The "Chaldeans" were the guardians of the sacred science: the astrological knowledge and the divination mixed with religion and magic. They were considered the last representatives of the Babylonian sages......In Classical Antiquity, the name "Chaldeans" primarily stood for the priests of the Babylonian temples. In Hellenistic times, the term "Chaldeos" was synonymous with the words "mathematician" and "astrologer"......The Neo-Platonists connected the Chaldean Oracles with the ancient Chaldeans, obtaining a prestige coming from the East and legitimizing their existence as bearers and successors of an ancient tradition.
71. ↑  Clement of Alexandria "The Stromata, or Miscellanies" Book I, Chapter XV
72. ↑  "General Pushyamitra, who is at the origin of the Shunga dynasty. He was supported by the Brahmins and even became the symbol of the Brahmanical turnover against the Buddhism of the Mauryas. The capital was then transferred to Pataliputra (today's 파트나)", Bussagli, p. 99
73. ↑  Pushyamitra is described as a "senapati" (Commander-in-chief) of Brihadratha in the 푸라나s
74. ↑  E. Lamotte: History of Indian Buddhism, Institut Orientaliste, Louvain-la-Neuve 1988 (1958), p. 109.
75. ↑  Aśoka and the Decline of the Mauryas by Romila Thapar, Oxford University Press,1960 p. 200
76. 1 2  Encyclopaedia of Indian Traditions and Cultural Heritage, Anmol Publications, 2009, p. 18
77. ↑  Pratisarga Parva p. 18
78. ↑  Jairazbhoy, Rafique Ali (1995). 《Foreign influence in ancient Indo-Pakistan》. Sind Book House. 100쪽. ISBN 978-969-8281-00-7. Apollodotus, founder of the Graeco- Indian kingdom (c. 160 BC).
79. ↑  See 폴리비오스, 아리아노스, 티투스 리비우스, 디오 카시우스, and 디오도로스 시켈로스. Justin, who will be discussed shortly, provides a summary of the histories of Hellenistic Macedonia, Egypt, Asia, and Parthia.
80. ↑  For the date of Trogus, see the OCD on "Trogus" and Yardley/Develin, p. 2; since Trogus' father was in charge of 율리우스 카이사르's diplomatic missions before the history was written (Justin 43.5.11), Senior's date in the following quotation is too early: "The Western sources for accounts of Bactrian and Indo-Greek history are: Polybius, a Greek born c.200 BC; Strabo, a Roman who drew on the lost history of Apollodoros of Artemita (c. 130–87 BC), and Justin, who drew on Trogus, a post 87 BC writer", Senior, Indo-Scythian coins IV, p. x; the extent to which Strabo is citing Apollodorus is disputed, beyond the three places he names Apollodorus (and he may have those through Eratosthenes). Polybius speaks of Bactria, not of India.
81. ↑  Strabo, Geographia 11.11.1 p. 516 Casaubon. 15.1.2, p. 686 Casaubon, "tribes" is Jones' version of ethne (Loeb)
82. ↑  For a list of classical testimonia, see Tarn's Index II; but this covers India, Bactria, and several sources for the Hellenistic East as a whole.
83. ↑  Tarn, App. 20; Narain (1957) pp. 136, 156 et alii.
84. ↑  Sonya Rhie Quintanilla (2007). 《History of Early Stone Sculpture at Mathura: Ca. 150 BCE - 100 CE》. BRILL Academic. 254–255쪽. ISBN 978-90-04-15537-4.
85. ↑  Demetrius is said to have founded 탁실라 (archaeological excavations), and also 사갈라 in the Punjab, which he seemed to have called Euthydemia, after his father ("the city of Sagala, also called Euthydemia" (Ptolemy, Geographia, VII 1))
86. ↑  A Journey Through India's Past Chandra Mauli Mani, Northern Book Centre, 2005, p. 39
87. ↑  Polybius 11.34
88. ↑  The first conquests of Demetrius have usually been held to be during his father's lifetime; the difference has been over the actual date. Tarn and Narain agreed on having them begin around 180; Bopearachchi moved this back to 200, and has been followed by much of the more recent literature, but see 브릴의 뉴 파울리: Encyclopaedia of the Ancient World (Boston, 2006) "Demetrius" §10, which places the invasion "probably in 184". D.H. MacDowall, "The Role of Demetrius in Arachosia and the Kabul Valley", published in the volume: O. Bopearachchi, Landes (ed), Afghanistan Ancien Carrefour Entre L'Est Et L'Ouest, (Brepols 2005) discusses an inscription dedicated to Euthydemus, "Greatest of all kings" and his son Demetrius, who is not called king but "Victorious" (Kallinikos). This is taken to indicate that Demetrius was his father's general during the first conquests. It is uncertain whether the Kabul valley or Arachosia were conquered first, and whether the latter province was taken from the Seleucids after their defeat by the Romans in 190 BC. Peculiar enough, more coins of Euthydemus I than of Demetrius I have been found in the mentioned provinces. The calendar of the "Yonas" is proven by an inscription giving a triple synchronism to have begun in 186/5 BC; what event is commemorated is itself uncertain. Richard Salomon "The Indo-Greek era of 186/5 B.C. in a Buddhist reliquary inscription", in Afghanistan, Ancien Carrefour cited.
89. ↑  "Demetrius occupied a large part of the Indus delta, Saurashtra and Kutch", Burjor Avari, p. 130
90. ↑  "It would be impossible to explain otherwise why in all his portraits Demetrios is crowned with an elephant scalp", Bopearachchi, Monnaies, p. 53
91. ↑  "We think that the conquests of these regions south of the Hindu Kush brought to Demetrius I the title of "King of India" given to him by 아르테미타의 아폴로도로스." Bopearachchi, p. 52
92. ↑  For Heracles, see Lillian B. Lawler "Orchesis Kallinikos" Transactions and Proceedings of the American Philological Association, Vol. 79. (1948), pp. 254–267, p. 262; for Artemidorus, see K. Walton Dobbins "The Commerce of Kapisene and Gandhāra after the Fall of Indo-Greek Rule" Journal of the Economic and Social History of the Orient, Vol. 14, No. 3. (Dec., 1971), pp. 286–302 (Both JSTOR). Tarn, p. 132, argues that Alexander did not assume as a title, but was only hailed by it, but see 피터 그린 (역사학자), The Hellenistic Age, p. 7; see also Senior, Indo-Scythian coins, p. xii. No undisputed coins of Demetrius I himself use this title, but it is employed on one of the pedigree coins issued by Agathocles, which bear on the reverse the classical profile of Demetrius crowned by the elephant scalp, with the legend DEMETRIOS ANIKETOS, and on the reverse Herakles crowning himself, with the legend "Of king Agathocles" (Boppearachchi, "Monnaies", p. 179 and Pl 8). Tarn, The Greeks in Bactria and India, Chap IV.
93. ↑  "It now seems most likely that Demetrios was the founder of the newly discovered Greek Era of 186/5", Senior, Indo-Scythian coins IV
94. 1 2  Holt, Frank Lee (1988). 《Alexander the Great and Bactria: The Formation of a Greek Frontier in Central Asia》 (영어). Brill Archive. ISBN 9004086129.
95. ↑  MacDowall, 2004
96. ↑  "The only thing that seems reasonably sure is that Taxila was part of the domain of Agathocles", Bopearachchi, Monnaies, p. 59
97. ↑  Krishan, Yuvraj; Tadikonda, Kalpana K. (1996). 《The Buddha Image: Its Origin and Development》 (영어). Bharatiya Vidya Bhavan. 22쪽. ISBN 9788121505659.
98. 1 2  Iconography of Balarāma, Nilakanth Purushottam Joshi, Abhinav Publications, 1979, p. 22
99. ↑  Stanton, Andrea L.; Ramsamy, Edward; Seybolt, Peter J.; Elliott, Carolyn M. (2012). 《Cultural Sociology of the Middle East, Asia, and Africa: An Encyclopedia》 (영어). SAGE Publications. 28쪽. ISBN 9781452266626.
100. ↑  Singh, Nagendra Kr; Mishra, A. P. (2007). 《Encyclopaedia of Oriental Philosophy and Religion: Buddhism》 (영어). Global Vision Publishing House. 351, 608–609쪽. ISBN 9788182201156.
101. ↑  Bopearachchi, Monnaies, p. 63
102. 1 2  "Numismats and historians are unanimous in considering that Menander was one of the greatest, if not the greatest, and the most famous of the Indo-Greek kings. The coins to the name of Menander are incomparably more abundant than those of any other Indo-Greek king" 오스뭉 보페아라키, "Monnaies Gréco-Bactriennes et Indo-Grecques", p. 76.
103. ↑  “Menander”. 《브리태니커 백과사전 온라인》. Menander, also spelled Minedra or Menadra, Pali Milinda (flourished 160 BCE?–135 BCE?), the greatest of the Indo-Greek kings and the one best known to Western and Indian classical authors. He is believed to have been a patron of the Buddhist religion and the subject of an important Buddhist work, the Milinda-panha ("The Questions of Milinda"). Menander was born in the Caucasus, but the Greek biographer Plutarch calls him a king of Bactria, and the Greek geographer and historian Strabo includes him among the Bactrian Greeks "who conquered more tribes than Alexander [the Great]."
104. ↑  "There is certainly some truth in Apollodorus and Strabo when they attribute to Menander the advances made by the Greeks of Bactria beyond the Hypanis and even as far as the Ganges and Palibothra (...) That the Yavanas advanced even beyond in the east, to the Ganges-Jamuna valley, about the middle of the second century BC is supported by the cumulative evidence provided by Indian sources", Narain, "The Indo-Greeks" p. 267.
105. ↑  Ahir, D. C. (1971). 《Buddhism in the Punjab, Haryana, and Himachal Pradesh》. Maha Bodhi Society of India. 31쪽. OCLC 1288206. Demetrius died in 166 B.C., and Apollodotus, who was a near relation of the King died in 161 B.C. After his death, Menander carved out a kingdom in the Punjab. Thus from 161 B.C. onward Menander was the ruler of Punjab till his death in 145 B.C. or 130 B.C..
106. ↑  Magill, Frank Northen (2003). 《Dictionary of World Biography, Volume 1》. Taylor & Francis. 717쪽. ISBN 9781579580407. MENANDER Born: c. 210 B.C.; probably Kalasi, Afghanistan Died: c. 135 B.C.; probably in northwest India Areas of Achievement: Government and religion Contribution: Menander extended the Greco-Bactrian domains in India more than any other ruler. He became a legendary figure as a great patron of Buddhism in the Pali book the Milindapanha. Early Life – Menander (not to be confused with the more famous Greek dramatist of the same name) was born somewhere in the fertile area to the south of the Paropaisadae or present Hindu Kush Mountains of Afghanistan. The only reference to this location is in the semilegendary Milindapanha (first or second century A.D.), which says that he was born in a village called Kalasi near Alasanda, some two hundred yojanas (about eighteen miles) from the town of Sagala (probably Sialkot in the Punjab). The Alasanda refers to the Alexandria in Afghanistan and not the one in Egypt.
107. ↑  "The Greeks... took possession, not only of Patalene, but also, on the rest of the coast, of what is called the kingdom of Saraostus and Sigerdis." Strabo 11.11.1 (Strabo 11.11.1)
108. ↑  Baums, Stefan (2017). 《A framework for Gandharan chronology based on relic inscriptions, in "Problems of Chronology in Gandharan Art"》. Archaeopress.
109. ↑  The coins of the Greek and Scythic kings of Bactria and India in the British Museum, p.50 and Pl. XII-7
110. ↑  Rocher, Ludo (1986), The Puranas, p. 254: "The Yuga [Purana] is important primarily as a historical document. It is a matter-of-fact chronicle [...] of the Magadha empire, down to the breakdown of the Sungas and the arrival of the Sakas. It is unique in its description of the invasion and retirement of the Yavanas in Magadha."
111. ↑  Sen, Sailendra Nath. (1999). 《Ancient Indian history and civilization》 Seco판. New Delhi: New Age International. ISBN 81-224-1198-3. OCLC 133102415.
112. ↑  Sahu, N. K. (1959). 《Bahasatimita of the Hathigumpha Inscription》. 《Proceedings of the Indian History Congress》 22. 84–87쪽. ISSN 2249-1937. JSTOR 44304273.
113. ↑  " (Demetrius I) was probably the Demetrius who besieged Eucratides for four months", D.W. Mac Dowall, pp. 201–202, Afghanistan, ancien carrefour entre l'est et l'ouest. This analysis goes against Bopearachchi, who has suggested that Demetrius I died long before Eucratides came to power.
114. ↑  Bopearachchi, p. 72
115. ↑  "As Bopearachchi has shown, Menander was able to regroup and take back the territory that Eucratides I had conquered, perhaps after Eucratides had died (1991, pp. 84–6). Bopearachchi demonstrates that the transition in Menander's coin designs were in response to changes introduced by Eucratides".
116. 1 2  "(In the Milindapanha) Menander is declared an arhat", McEvilley, p. 378.
117. 1 2  "Plutarch, who talks of the burial of Menander's relics under monuments or stupas, had obviously read or heard some Buddhist account of the Greek king's death", McEvilley, p. 377.
118. 1 2  "The statement of Plutarch that when Menander died "the cities celebrated (...) agreeing that they should divide ashes equally and go away and should erect monuments to him in all their cities", is significant and reminds one of the story of the Buddha", Narain, "The Indo-Greeks" 2003, p. 123, "This is unmistakably Buddhist and recalls the similar situation at the time of the Buddha's passing away", Narain, "The Indo-Greeks" 2003, p. 269.
119. 1 2  Bopearachchi, "Monnaies", p. 86.
120. ↑  Rudradaman (...) who by force destroyed the Yaudheyas who were loath to submit, rendered proud as they were by having manifested their' title of' heroes among all Kshatriyas.
— Junagadh rock inscription
121. 1 2  "By about 130 BC nomadic people from the Jaxartes region had overrun the northern boundary of Bactria itself", McEvilley, p. 372.
122. ↑  Senior, Indo-Scythian coins and history IV, p. xxxiii
123. ↑  In the 1st century BC, the geographer 카락스의 이시도로스 mentions Parthians ruling over Greek populations and cities in 아라코시아: "Beyond is Arachosia. And the Parthians call this White India; there are the city of Biyt and the city of Pharsana and the city of Chorochoad and the city of Demetrias; then Alexandropolis, the metropolis of Arachosia; it is Greek, and by it flows the river Arachotus. As far as this place the land is under the rule of the Parthians." "Parthians stations", 1st century BC. Mentioned in Bopearachchi, "Monnaies Greco-Bactriennes et Indo-Grecques", p. 52. Original text in paragraph 19 of Parthian stations
124. ↑  Pompeius Trogus, Prologue to Book XLI.
125. ↑  "When Strabo mentions that "Those who after Alexander advanced beyond the Hypanis to the Ganges and Polibothra (Pataliputra)" this can only refer to the conquests of Menander.", Senior, Indo-Scythian coins and history, p. XIV
126. ↑  Mitchiner, The Yuga Purana, 2000, p. 65: "In line with the above discussion, therefore, we may infer that such an event (the incursions to Pataliputra) took place, after the reign of Shalishuka Maurya (c.200 BC) and before that of Pushyamitra Shunga (187 BC). This would accordingly place the Yavana incursions during the reign of the Indo-Greek kings Euthydemus (c. 230–190 BC) or Demetrios (c. 205–190 as co-regent, and 190–171 BC as supreme ruler".
127. ↑  According to Tarn, the word used for "advance" (Proelonthes) can only mean a military expedition. The word generally means "going forward"; according to the LSJ this can, but need not, imply a military expedition. See LSJ, sub προέρχομαι. Strabo 15-1-27
128. 1 2  McEvilley, 2002, The Shape of Ancient Thought, p. 371
129. ↑  A.K. Narain and Keay 2000
130. ↑  "Menander became the ruler of a kingdom extending along the coast of western India, including the whole of Saurashtra and the harbour Barukaccha. His territory also included Mathura, the Punjab, Gandhara and the Kabul Valley", Bussagli p101)
131. ↑  Tarn, pp.147–149
132. ↑  Strabo on the extent of the conquests of the Greco-Bactrians/Indo-Greeks: "They took possession, not only of Patalena, but also, on the rest of the coast, of what is called the kingdom of Saraostus and Sigerdis. In short, Apollodorus says that Bactriana is the ornament of 아리아나 as a whole; and, more than that, they extended their empire even as far as the 세리카 and the 프리니족." Strabo 11.11.1 (Strabo 11.11.1)
133. ↑  Full text, Schoff's 1912 translation
134. ↑  "the account of the Periplus is just a sailor's story", Narain (pp. 118–119)
135. ↑  "A distinctive series of Indo-Greek coins has been found at several places in central India: including at Dewas, some 22 miles to the east of 우자인. These therefore add further definite support to the likelihood of an Indo-Greek presence in Malwa" Mitchiner, "The Yuga Purana", p. 64
136. 1 2 3 4  History of Early Stone Sculpture at Mathura: Ca. 150 BCE - 100 CE, Sonya Rhie Quintanilla, BRILL, 2007, pp. 8–10
137. 1 2  Quintanilla, Sonya Rhie (2007). 《History of Early Stone Sculpture at Mathura: Ca. 150 BCE - 100 CE》 (영어). BRILL. 9쪽. ISBN 9789004155374.
138. ↑  "Coin-moulds of the Indo-Greeks have also been recovered from Ghuram and Naurangabad." Punjab History Conference, 펀자브 대학교, 1990, Proceedings, Volume 23, p. 45
139. ↑  History and Historians in Ancient India, Dilip Kumar Ganguly, Abhinav Publications, 1984 p. 108
140. ↑  Encyclopaedia of Tourism Resources in India, Volume 1, Manohar Sajnani, Gyan Publishing House, 2001 p. 93
141. ↑  The Art and Architecture of the Indian Subcontinent, James C. Harle, Yale University Press, 1994 p. 67
142. ↑  Published in "L'Indo-Grec Menandre ou Paul Demieville revisite," Journal Asiatique 281 (1993) p. 113
143. ↑  Ancient Indian History and Civilization, Sailendra Nath Sen, New Age International, 1999, p. 169
144. 1 2  "Helmeted head of a soldier, probably Indo-Greek, 1st century bc, Mathura Museum" in Jha, Dwijendra Narayan (1977). 《Ancient India: an introductory outline》 (영어). People's Pub. House. xi쪽. ISBN 9788170070399.
145. 1 2 3  Vishnu, Asha (1993). 《Material Life of Northern India: Based on an Archaeological Study, 3rd Century B.C. to 1st Century B.C.》 (영어). Mittal Publications. 141쪽. ISBN 9788170994107.
146. 1 2  "Iranian Heads From Mathura, some terracotta male-heads were recovered, which portray the Iranian people with whom the Indians came into closer contact during the fourth and third centuries B.C. Agrawala calls them the representatives of Iranian people because their facial features present foreign ethnic affinities." Srivastava, Surendra Kumar (1996). 《Terracotta art in northern India》 (영어). Parimal Publications. 81쪽.
147. ↑  "Mathura has also yielded a special class of terracotta heads in which the facial features present foreign ethnic affinities." Dhavalikar, Madhukar Keshav (1977). 《Masterpieces of Indian Terracottas》 (영어). Taraporevala. 23쪽.
148. ↑  "Soldier heads. During the Mauryan period, the military activity was more evidenced in the public life. Possibly, foreign soldiers frequently visited India and attracted Indian modellers with their ethnic features and uncommon uniform. From Mathura in Uttar Pradesh and Basarh in Bihar, some terracotta heads have been reported, which represent soldiers. Artistically, the Basarh terracotta soldier-heads are better, executed than those from Mathura." in Srivastava, Surendra Kumar (1996). 《Terracotta art in northern India》 (영어). Parimal Publications. 82쪽.
149. ↑  Vishnu, Asha (1993). 《Material Life of Northern India: Based on an Archaeological Study, 3rd Century B.C. to 1st Century B.C.》 (영어). Mittal Publications. XV쪽. ISBN 9788170994107.
150. ↑  "The figure of a Persian youth (35.2556) wearing coat, scarf, trousers and turban is a rare item." Museum, Mathura Archaeological (1971). 《Mathura Museum Introduction: A Pictorial Guide Book》 (영어). Archaeological Museum. 14쪽.
151. ↑  Sharma, Ramesh Chandra (1994). 《The Splendour of Mathurā Art and Museum》. D.K. Printworld. 58쪽.
152. 1 2  History of Early Stone Sculpture at Mathura: Ca. 150 BCE - 100 CE, Sonya Rhie Quintanilla, BRILL, 2007, p. 170
153. ↑  "Because the Ionians were either the first or the most dominant group among the Greeks with whom people in the east came in contact, the Persians called all of them Yauna, and the Indians used Yona and Yavana for them", Narain, The Indo-Greeks, p. 249
154. ↑  "The term (Yavana) had a precise meaning until well into the Christian era, when gradually its original meaning was lost and, like the word Mleccha, it degenerated into a general term for a foreigner" Narain, p. 18
155. ↑  "Indo-Greek, Indo-Scythian and Indo-Parthian coins in the Smithsonian institution", 오스뭉 보페아라키, p16.
156. ↑  Tarn, pp. 145–146
157. ↑  "The taut posture and location at the entrance of the cave (Rani Gumpha) suggests that the male figure is a guard or 드바라팔라. The aggressive stance of the figure and its western dress (short kilt and boots) indicates that the sculpture may be that of a 야바나, foreigner from the Graeco-Roman world." in Early Sculptural Art in the Indian Coastlands: A Study in Cultural Transmission and Syncretism (300 BCE-CE 500), by Sunil Gupta, D K Printworld (P) Limited, 2008, p. 85
158. ↑  "But the real story of the Indo-Greek invasion becomes clear only on the analysis of the material contained in the historical section of the Gargi Samhita, the Yuga Purana" Narain, p110, The Indo-Greeks. Also "The text of the Yuga Purana, as we have shown, gives an explicit clue to the period and nature of the invasion of Pataliputra in which the Indo-Greeks took part, for it says that the Pancalas and the Mathuras were the other powers who attacked Saketa and destroyed Pataliputra", Narain, p. 112
159. ↑  "For any scholar engaged in the study of the presence of the Indo-Greeks or Indo-Scythians before the Christian Era, the Yuga Purana is an important source material" Dilip Coomer Ghose, General Secretary, The Asiatic Society, 콜카타, 2002
160. ↑  "..further weight to the likelihood that this account of a Yavana incursion to Saketa and Pataliputra-in alliance with the Pancalas and the Mathuras—is indeed historical" Mitchiner, The Yuga Purana, p. 65.
161. ↑  "The advance of the Greek to Pataliputra is recorded from the Indian side in the Yuga-purana", Tarn, p. 145
162. ↑  "The greatest city in India is that which is called Palimbothra, in the dominions of the Prasians ... Megasthenes informs us that this city stretched in the inhabited quarters to an extreme length on each side of eighty stadia, and that its breadth was fifteen stadia, and that a ditch encompassed it all round, which was six hundred feet in breadth and thirty cubits in depth, and that the wall was crowned with 570 towers and had four-and-sixty gates." Arr. Ind. 10. "Of Pataliputra and the Manners of the Indians.", quoting Megasthenes Text 보관됨 12월 10, 2008 - 웨이백 머신
163. ↑  "The text of the Yuga Purana, as we have shown, gives an explicit clue to the period and nature of the invasion of Pataliputra in which the Indo-Greeks took part, for it says that the Pancalas and the Mathuras were the other powers who attacked Saketa and destroyed Pataliputra", Narain, The Indo-Greeks, p. 112.
164. 1 2  The Sungas, Kanvas, Republican Kingdoms and Monarchies, Mahameghavahanas, 딜립 쿠마르 차크라바르티, p. 6
165. ↑  "Indo-Greek, Indo-Scythian and Indo-Parthian coins in the Smithsonian institution", 오스뭉 보페아라키, p16. Also: "Kalidasa recounts in his Mālavikāgnimitra (5.15.14–24) that Puspamitra appointed his grandson Vasumitra to guard his sacrificial horse, which wandered on the right bank of the Sindhu river and was seized by Yavana cavalrymen—the later being thereafter defeated by Vasumitra. The "Sindhu" referred to in this context may refer the river Indus: but such an extension of Shunga power seems unlikely, and it is more probable that it denotes one of two rivers in central Indiaeither the Sindhu river which is a tributary of the 야무나강, or the Kali-Sindhu river which is a tributary of the 참발강." The Yuga Purana, Mitchiner, 2002."
166. ↑  "The name Dimita is almost certainly an adaptation of "Demetrios", and the inscription thus indicates a Yavana presence in Magadha, probably around the middle of the 1st century BC." Mitchiner, The Yuga Purana, p. 65.
167. ↑  "The Hathigumpha inscription seems to have nothing to do with the history of the Indo-Greeks; certainly it has nothing to do with Demetrius I", Narain, The Indo-Greeks, p. 50.
168. ↑  P.L.Gupta: Kushâna Coins and History, D.K.Printworld, 1994, p. 184, note 5
169. ↑  Sircar, D.C. (1951). 〈The Yavanas〉.   Majumdar, R.C. 《The Age of Imperial Unity》. Bombay: Bharatiya Vidya Bhavan. 114쪽.
170. ↑  Smith, Vincent Arthur (September 1904). 《The Most Southern Hoard of Bactrian Coins in India》. 《The Indian Antiquary, A Journal of Oriental Research》 33. 217–218쪽.
171. ↑  Bivar, A.D.H. (2002). 《Beyond the Tigris》. 《Ancient West & East》 1 (Koninklijke Brill). 63–64쪽.
172. ↑  Holt, Frank L. (2012). 《Lost World of the Golden King: In Search of Ancient Afghanistan》. Berkeley and Los Angeles: University of California Press. 144쪽.
173. ↑  "Numismats and historians all consider that Menander was one of the greatest, if not the greatest, and the most illustrious of the Indo-Greek kings", Bopearachchi, "Monnaies", p. 76
174. ↑  "Menander, the probable conqueror of Pataliputra, seems to have been a Buddhist, and his name belongs in the list of important royal patrons of Buddhism along with Ashoka and Kanishka", McEvilley, p. 375.
175. 1 2  Boot, Hooves and Wheels: And the Social Dynamics behind South Asian Warfare, Saikat K Bose,
Vij Books India Pvt Ltd, 2015, p. 226
176. 1 2  On the Cusp of an Era: Art in the Pre-Kuṣāṇa World, Doris Srinivasan, BRILL, 2007, p. 101
177. ↑  Bopearachchi, Monnaies, p. 88
178. ↑  Senior, Indo-Scythian coins and history IV, p. xi
179. 1 2  "P.Bernard thinks that these emissions were destined to commercial exchanges with Bactria, then controlled by the Yuezhi, and were post-Greek coins remained faithful to Greco-Bactrian coinage. In a slightly different perspective (...) G. Le Rider considers that these emission were used to pay tribute to the nomads of the north, who were thus incentivized not to pursue their forays in the direction of the Indo-Greek realm", Bopearachchi, "Monnaies", p. 76.
180. 1 2  오스뭉 보페아라키, 2016, Emergence of Viṣṇu and Śrīva Images in India: Numismatic and Sculptural Evidence
181. ↑  헤르만 쿨케 and 디트마르 로테르문트 (2004). 《A History of India》. Routledge. 73쪽. ISBN 978-0-415-32920-0.
182. ↑  Ancient Indian History and Civilization, Sailendra Nath Sen, New Age International, 1999 p. 170
183. 1 2 3 4  An Encyclopaedia of Indian Archaeology, by 아말란다 고시, BRILL p. 295
184. 1 2 3  Buddhist Landscapes in Central India: Sanchi Hill and Archaeologies of Religious and Social Change, C. Third Century BC to Fifth Century AD, by Julia Shaw, Left Coast Press, 2013 p. 90
185. ↑  "The railing of Sanchi Stupa No.2, which represents the oldest extensive stupa decoration in existence, (and) dates from about the second century B.C.E"  Constituting Communities: Theravada Buddhism and the Religious Cultures of South and Southeast Asia, John Clifford Holt, Jacob N. Kinnard, Jonathan S. Walters, SUNY Press, 2012 p. 197
186. ↑  Didactic Narration: Jataka Iconography in Dunhuang with a Catalogue of Jataka Representations in China, Alexander Peter Bell, LIT Verlag Münster, 2000 p. 15ff
187. ↑  Buddhist Landscapes in Central India: Sanchi Hill and Archaeologies of Religious and Social Change, C. Third Century BC to Fifth Century AD, Julia Shaw, Left Coast Press, 2013 p. 88ff
188. ↑  An Indian Statuette From Pompeii, Mirella Levi D'Ancona, in Artibus Asiae, Vol. 13, No. 3 (1950) p. 171
189. 1 2  Faces of Power: Alexander's Image and Hellenistic Politics, Andrew Stewart, University of California Press, 1993 p. 180
190. 1 2  Popular Controversies in World History: Investigating History's Intriguing Questions [4 volumes]: Investigating History's Intriguing Questions, Steven L. Danver, ABC-CLIO, 2010 p. 91
191. 1 2  Buddhist Art & Antiquities of Himachal Pradesh, Up to 8th Century A.D., Omacanda Hāṇḍā, Indus Publishing, 1994 p. 48
192. 1 2  The Diffusion of Classical Art in Antiquity, John Boardman, Princeton University Press, p. 115
193. 1 2  "These little balusters are of considerable interest, as their sculptured statues are much superior in artistic design and execution to those of the railing pillars. They are further remarkable in having Arian letters engraved on their bases or capitals, a peculiarity which points unmistakably to the employment of Western artists, and which fully accounts for the superiority of their execution. The letters found are p, s, a, and b, of which the first three occur twice. Now, if the same sculptors had been employed on the railings, we might confidently expect to find the same alphabetical letters used as private marks. But the fact is just the reverse, for the whole of the 27 marks found on any portions of the railing are Indian letters. The only conclusion that I can come to from these facts is that the foreign artists who were employed on the sculptures of the gateways were certainly not engaged on any part of the railing. I conclude, therefore, that the Raja of 숭가 왕조, the donor of the gateways, must have sent his own party of workmen to make them, while the smaller gifts of pillars and rails were executed by the local artists." in The stūpa of Bharhut: a Buddhist monument ornamented with numerous sculptures illustrative of Buddhist legend and history in the third century B. C, by Alexander Cunningham p. 8 (Public Domain)
194. 1 2 3  "The Diffusion of Classical Art in Antiquity, John Boardman, 1993, p. 112
195. ↑  Didactic Narration: Jataka Iconography in Dunhuang with a Catalogue of Jataka Representations in China, Alexander Peter Bell, LIT Verlag Münster, 2000 p. 18
196. ↑  Buddhist Architecture, Huu Phuoc Le, Grafikol, 2010 p. 149ff
197. ↑  "There is evidence of Hellensitic sculptors being in touch with Sanchi and Bharhut" in The Buddha Image: Its Origin and Development, Yuvraj Krishan, Bharatiya Vidya Bhavan, 1996, p. 9
198. ↑  Huu Phuoc Le (2010). 《Buddhist Architecture》. Grafikol. 161쪽. ISBN 9780984404308.
199. ↑  Arora, Udai Prakash (1991). 《Graeco-Indica, India's cultural contacts》. Ramanand Vidya Bhawan. 12쪽. ISBN 9788185205533. Sculptures showing Greeks or the Greek type of human figures are not lacking in ancient India. Apart from the proverbial Gandhara, Sanchi and Mathura have also yielded many sculptures that betray a close observation of the Greeks.
200. ↑  These "Greek-looking foreigners" are also described in Susan Huntington, "The art of ancient India", p. 100
201. ↑  "The Greeks evidently introduced the himation and the chiton seen in the terracottas from Taxila and the short kilt worn by the soldier on the Sanchi relief." in Foreign influence on Indian culture: from c. 600 B.C. to 320 A.D., Manjari Ukil Originals, 2006, p. 162
202. ↑  "The scene shows musicians playing a variety of instruments, some of them quite extraordinary such as the Greek double flute and wind instruments with dragon head from West Asia" in The Archaeology of Seafaring in Ancient South Asia, Himanshu Prabha Ray, Cambridge University Press, 2003 p. 255
203. ↑  《Purātattva, Number 8》. Indian Archaeological Society. 1975. 188쪽. A reference to a Yona in the Sanchi inscriptions is also of immense value.(...) One of the inscriptions announces the gift of a Setapathia Yona, "Setapathiyasa Yonasa danam" i.e the gift of a Yona, inhabitant of Setapatha. The word Yona can't be here anything, but a Greek donor
204. ↑  Epigraphia Indica Vol.2 p. 395 inscription 364
205. ↑  John Mashall, The Monuments of Sanchi p. 348 inscription No.475
206. 1 2 3  The Idea of Ancient India: Essays on Religion, Politics, and Archaeology, SAGE Publications India, Upinder Singh, 2016 p. 18
207. ↑  John Mashall, The Monuments of Sanchi p. 308 inscription No.89
208. ↑  John Mashall, The Monuments of Sanchi p. 345 inscription No.433
209. ↑  "During the century that followed Menander more than twenty rulers are known to have struck coins", Narain, "The Indo-Greeks" 2003, p. 270
210. ↑  Bernard (1994), p.  126.
211. ↑  "Kujula Kadphises, founder of the Kushan Empire, succeeded there (in the Paropamisadae) to the nomads who minted imitations of Hermaeus" Bopearachchi, "Monnaies", p. 117
212. ↑  "Maues himself issued joint coins with Machene, (...) probably a daughter of one of the Indo-Greek houses" Senior, Indo-Scythians, p. xxxvi
213. ↑  "The Indo-Scythian conquerors, who, also they adopted the Greek types, minted money with their own names". Bopearachchci, "Monnaies", p. 121
214. ↑  Described in R. C. Senior "The Decline of the Indo-Greeks" . See also this source
215. ↑  오스뭉 보페아라키, Catalogue raisonné, p. 172-175
216. ↑  "We get two Greeks of the Parthian period, the first half of the first century AD, who used the Indian form of their names, King Theodamas on his signet-ring found in Bajaur, and Thedorus son of Theoros on two silver bowls from Taxila." Tarn, p. 389.
217. ↑  "Most of the people east of the Ravi already noticed as within Menander's empire—Audumbaras, Trigartas, Kunindas, Yaudheyas, Arjunayanas—began to coins in the first century BC, which means that they had become independent kingdoms or republics.", Tarn, p. 324.
218. ↑  "The coinage of the former (the Audumbaras) to whom their trade was of importance, starts somewhere in the first century BC; they occasionally imitate the types of Demetrius and Apollodotus I", Tarn, p. 325.
219. ↑  The Kunindas must have been included in the Greek empire, not only because of their geographical position, but because they started coining at the time which saw the end of Greek rule and the establishment of their independence", Tarn, p. 238.
220. ↑  "Further evidence of the commercial success of the Greek drachms is seen in the fact that they influenced the coinage of the Audumbaras and the Kunindas", Narain The Indo-Greeks, p. 114
221. ↑  "The wealthy Audumbaras (...) some of their coins after Greek rule ended imitated Greek types", Tarn, p. 239.
222. ↑  "Later, in the first century a ruler of the Kunindas, Amogabhuti, issued a silver coinage "which would compete in the market with the later Indo-Greek silver"", Tarn, p. 325.
223. ↑  The Sanskrit inscription reads "Yavanarajyasya sodasuttare varsasate 100 10 6". R.Salomon, "The Indo-Greek era of 186/5 B.C. in a Buddhist reliquary inscription", in "Afghanistan, ancien carrefour entre l'est et l'ouest", p373
224. ↑  "Around 10 AD, with the joint rule of Straton II and his son Straton in the area of Sagala, the last Greek kingdom succumbed to the attacks of Rajuvula, the Indo-Scythian satrap of Mathura.", Bopearachchi, "Monnaies", p. 125
225. ↑  Epigraphia Indica Vol.18 p. 328 Inscription No10
226. 1 2  Shane Wallace Greek Culture in Afghanistan and India: Old Evidence and New Discoveries 2016, p.  p. 210
227. ↑  Mc Evilley "The shape of ancient thought", p385 ("The Yavanajataka is the earliest surviving Sanskrit text in astrology, and constitute the basis of all later Indian developments in horoscopy", himself quoting 데이비드 핑그리 "The Yavanajataka of Sphujidhvaja" p5)
228. ↑  Buddhist architecture, Lee Huu Phuoc, Grafikol 2009, pp. 98–99
229. ↑  World Heritage Monuments and Related Edifices in India, Volume 1 ʻAlī Jāvīd, Tabassum Javeed, Algora Publishing, 2008 p. 42
230. ↑    - Inscription no.7: "(This) pillar (is) the gift of the Yavana Sihadhaya from Dhenukataka" in Problems of Ancient Indian History: New Perspectives and Perceptions, Shankar Goyal - 2001, p. 104
* Inscription no.4: "(This) pillar (is) the gift of the Yavana Dhammadhya from Dhenukataka"
Description in Hellenism in Ancient India by Gauranga Nath Banerjee p. 20
231. ↑  Epigraphia Indica Vol.18 pp. 326–328 and Epigraphia Indica Vol.7 pp. 53–54
232. ↑  Philpott, Don (2016). 《The World of Wine and Food: A Guide to Varieties, Tastes, History, and Pairings》 (영어). Rowman & Littlefield. 133쪽. ISBN 9781442268043.
233. 1 2  The Greek-Indians of Western India: A Study of the Yavana and Yonaka Buddhist Cave Temple Inscriptions, 'The Indian International Journal of Buddhist Studies', NS 1 (1999-2000) S._1_1999-2000_pp._83-109 {{p.|87–88}}
234. 1 2 3  Epigraphia Indica p. 90ff
235. ↑  Hellenism in Ancient India, Gauranga Nath Banerjee p. 20
236. ↑  The Roman Empire and the Indian Ocean: The Ancient World Economy and the Kingdoms of Africa, Arabia and India, Raoul McLaughlin, Pen and Sword, 2014 p. 170
237. 1 2  Religions and Trade: Religious Formation, Transformation and Cross-Cultural Exchange between East and West, BRILL, 2013 p. 97 Note 97
238. ↑  《Journal of the Epigraphical Society of India》 (영어). The Society. 1994. iv쪽.
239. ↑  《Archaeological Survey of Western India》 (영어). Government Central Press. 1879. 43–44쪽.
240. ↑  Karttunen, Klaus (2015). 《Yonas and Yavanas In Indian Literature》. 《Studia Orientalia》 116. 214쪽.
241. ↑  Upinder Singh (2008). A History of Ancient and Early Medieval India: From the Stone Age to the 12th Century. Pearson Education India. ISBN 978-81-317-1120-0. p. 383
242. ↑  Nasik cave inscription No 1. "( Of him) the Kshatriya, who flaming like the god of love, subdued the Sakas, Yavavas and Palhavas" in Parsis of ancient India
by Hodivala, Shapurji Kavasji p. 16
243. ↑  Epigraphia Indica pp. 61–62
244. ↑  Tiwari, Shiv Kumar (2002). 《Tribal Roots of Hinduism》 (영어). Sarup & Sons. 311쪽. ISBN 9788176252997.
245. ↑  Longhurst, A. H. (1932). 《The Great Stupa at Nagarjunakonda in Southern India》. The Indian Antiquary. 186쪽.
246. ↑  Singh, Upinder (2016). 《The Idea of Ancient India: Essays on Religion, Politics, and Archaeology》 (영어). SAGE Publications India. 45–55쪽. ISBN 9789351506478.
247. 1 2 3 4 5  Problems of Chronology in Gandharan Art, Juhyung Rhi, pp. 35–51, 2017
248. ↑  Problems of Chronology in Gandharan Art p. 39
249. ↑  Problems of Chronology in Gandharan Art p. 37
250. ↑  Source
251. ↑  Strabo 15.2.1(9)
252. ↑  Ath. Deip. I.32
253. ↑  Athenaeus, "Deipnosophistae" XIV.67
254. ↑  Polybius 11.39
255. ↑  
The historian 디오도로스 시켈로스 wrote that the king of 파탈리푸트라, apparently a Mauryan king, "loved the Greeks": "Iambulus, having found his way to a certain village, was then brought by the natives into the presence of the king of Palibothra, a city which was distant a journey of many days from the sea. And since the king loved the Greeks ("Philhellenos") and devoted to learning he considered Iambulus worthy of cordial welcome; and at length, upon receiving a permission of safe-conduct, he passed over first of all into Persia and later arrived safe in Greece" Diodorus ii,60.
256. ↑  "Diodorus testifies to the great love of the king of Palibothra, apparently a Mauryan king, for the Greeks" Narain, "The Indo-Greeks", p. 362.
257. ↑  "Obviously, for the Greeks who survived in India and suffered from the oppression of the Shunga (for whom they were aliens and heretics), Demetrios must have appeared as a saviour" Mario Bussagli, p. 101
258. ↑  "We can now, I think, see what the Greek 'conquest' meant and how the Greeks were able to traverse such extraordinary distances. To parts of India, perhaps to large parts, they came, not as conquerors, but as friends or 'saviours'; to the Buddhist world in particular they appeared to be its champions" (Tarn, p. 180)
259. ↑  Tarn p. 175. Also: "The people to be 'saved' were in fact usually Buddhists, and the common enmity of Greek and Buddhists to the Sunga king threw them into each other's arms", Tarn p. 175. "Menander was coming to save them from the oppression of the Sunga kings", Tarn p. 178.
260. ↑  Whitehead, "Indo-Greek coins", pp. 3–8
261. ↑  오스뭉 보페아라키 p. 138
262. ↑  Salomon, Richard (1998). 《Indian Epigraphy: A Guide to the Study of Inscriptions in Sanskrit, Prakrit, and the other Indo-Aryan Languages》 (영어). Oxford University Press. 210–211쪽. ISBN 978-0-19-535666-3.
263. ↑  Whitehead, p. vi.
264. ↑  "These Indo-Greeks were called Yavanas in ancient Indian literature" p. 9 + note 1 "The term had a precise meaning until well into the Christian era, when gradually its original meaning was lost and, like the word Mleccha, it degenerated into a general term for a foreigner" p. 18, Narain "The Indo-Greeks"
265. ↑  "All Greeks in India were however known as Yavanas", Burjor Avari, "India, the ancient past", p. 130
266. ↑  "The term Yavana may well have been first applied by the Indians to the Greeks of various cities of Asia Minor who were settled in the areas contiguous to north-west India" Narain "The Indo-Greeks", p. 227
267. ↑  "Of the Sanskrit Yavana, there are other forms and derivatives, viz. Yona, Yonaka, Javana, Yavana, Jonon or Jononka, Ya-ba-na etc... Yona is a normal Prakrit form from Yavana", Narain "The Indo-Greeks", p. 228
268. ↑  Avari, Burjor (2016). 《India: The Ancient Past: A History of the Indian Subcontinent from C. 7000 BCE to CE 1200》 (영어). Routledge. 167쪽. ISBN 9781317236733.
269. ↑  Hinüber (2000), pp. 83–86, para. 173–179.
270. ↑  The coins of the Greek and Scythic kings of Bactria and India in the British Museum, p. 50 and Pl. XII-7
271. 1 2  "De l'Indus à l'Oxus: archéologie de l'Asie Centrale", Pierfrancesco Callieri, p212: "The diffusion, from the second century BC, of Hellenistic influences in the architecture of Swat is also attested by the archaeological searches at the sanctuary of Butkara I, which saw its stupa "monumentalized" at that exact time by basal elements and decorative alcoves derived from Hellenistic architecture".
272. ↑  Tarn, p. 391: "Somewhere I have met with the zhole-hearted statement that every Greek in India ended by becoming a Buddhist (...) Heliodorus the ambassador was a Bhagavatta, a worshiper of Vshnu-Krishna as the supreme deity (...) Theodorus the meridrarch, who established some relics of the Buddha "for the purpose of the security of many people", was undoubtedly Buddhist". Images of the Zoroastrian divinity 미트라 (조로아스터교) – depicted with a radiated 프리기아 모자 – appear extensively on the Indo-Greek coinage of the Western kings. This Zeus-Mithra is also the one represented seated (with the gloriole around the head, and a small protrusion on the top of the head representing the cap) on many coins of 헤르마이오스, 안티알키다스 or 헬리오클레스 2세.
273. ↑  The Contribution of the Emperor Asoka Maurya to the Development of the Humanitarian Ideal in Warfare
30-04-1995 Article, International Review of the Red Cross, No. 305, by Gerald Draper
274. ↑  바위 칙령 13호 (S. 담미카)
275. ↑  Lahiri, Bela (1974). Indigenous states of northern India, circa 200 B.C. to 320 A.D. University of Calcutta
276. ↑  Strong, John S. (1989). The Legend of King Aśoka : a study and translation of the Aśokāvadāna. Princeton: Princeton University Press. ISBN 0-691-01459-0.
277. ↑  "It is probable that the wheel on some coins of Menander is connected with Buddhism", Narain, The Indo-Greeks, p. 122
278. ↑  Stupavadana, Chapter 57, v15. Quotes in E.Seldeslachts.
279. ↑  McEvilley, p. 377
280. ↑  Plutarch "Political precepts", p147–148
281. ↑  Handbuch der Orientalistik, Kurt A. Behrendt, BRILL, 2004, p. 49 sig
282. ↑  "King Menander, who built the penultimate layer of the Butkara stupa in the first century BCE, was an Indo-Greek." Albinia, Alice (2012). 《Empires of the Indus: The Story of a River》.
283. ↑  Foreign Impact on Indian Life and Culture (c. 326 B.C. to C. 300 A.D.) Satyendra Nath Naskar, Abhinav Publications, 1996, p. 69
284. ↑  The Crossroads of Asia, Elizabeth Errington, Ancient India and Iran Trust, Fitzwilliam Museum, Ancient India and Iran Trust, 1992, p. 16
285. ↑  Mentioned throughout "Monnaies Greco-Bactriennes et Indo-Grecques", Osmund Bopearachchi, Bibliothèque Nationale, 1991
286. ↑  Cultural Sociology of the Middle East, Asia, and Africa: An Encyclopedia, Andrea L. Stanton, Edward Ramsamy, Peter J. Seybolt, Carolyn M. Elliott, SAGE Publications, 2012 p. 28
287. ↑  Francfort, Henri-Paul (2022년 1월 1일). 《A "Blessing" Hand Gesture in Images of Deities and Kings in the Arts of Bactria and Gandhāra (2nd Century B.C.E.–1st Century C.E.): The Sign of the Horns.》. 《Bulletin of the Asia Institute》.
288. ↑  "그들의 초상화의 비범한 사실주의. 데메트리오스, 안티마코스, 에우크라티데스의 초상화는 고대에서 우리에게 전해진 가장 주목할 만한 작품 중 하나이다" Hellenism in Ancient India, Banerjee, p134
289. ↑  "프랑크의 클로도베쿠스 1세가 갈리아-로마 예술의 발전에 기여하지 않았듯이, 인도-스키타이의 카니슈카도 인도-그리스 미술에 직접적인 영향을 미치지 않았다. 게다가 우리는 그의 통치 기간 동안 이 예술이 이미 정형화되어 있었고, 퇴폐적이지는 않았다는 확실한 증거를 가지고 있다." Hellenism in Ancient India, Banerjee, p147
290. ↑  "펀자브 지역에 기원후 1세기까지 그리스 행정부와 아마도 일부 그리스 문화 요소가 잔존했다는 점은 간다라 조각 발전에서 그리스 영향의 역할을 논의할 때 고려되어야 한다." The Crossroads of Asia, p14
291. ↑  Boardman, p. 141
292. ↑  Boardman, p. 143.
293. ↑  "다른 학자들은 이 작품들을 기원후 1세기에서 2세기로 거슬러 올라가는데, 이는 북서부 지역에서 그리스 자치가 약화된 이후의 시기이며, 대신 당시 바르바리쿰 (현대의 카라치)과 같은 인더스 강 입구 지역에서 발판을 마련하기 시작한 로마 제국의 무역과 연관시킨다. 인도 왕국들의 로마 황제에게 보낸 대사 중 한 명이 (부처가 일종의 신으로 여겨지기 시작한) 대승 불교의 새로운 감각에 따른 작업을 감독하기 위해 거장 조각가를 데려왔을 수 있으며, "로마 제국 동부 중심지에서 온 외국 장인 무리"가 인도로 왔을 것이라는 주장이 제기되었다" (Mc Evilley "The shape of ancient thought", Benjamin Rowland "The art and architecture of India" p. 121 및 A. C. Soper "The Roman Style in Gandhara" American Journal of Archaeology 55 (1951) pp. 301–319 인용).
294. ↑  Boardman, p. 115
295. ↑  McEvilley, pp. 388-390
296. ↑  Boardman, 109–153
297. ↑  "간다라 보살상의 의상이 파르티아 의상과 많은 유사점을 가지는 쿠샨 왕실 초상 조각상과 전혀 유사하지 않다는 점은 주목할 만하다. 간다라 이미지의 화려함은 스키타이 통치자와 혈연 관계가 없는 인도 또는 인도-그리스 혈통의 지역 귀족, 즉 왕자의 의상을 모델로 했을 것이다. 또한 얼굴 유형이 주화와 단편적인 초상 조각상을 통해 우리가 아는 쿠샨족의 특징과 무관하다는 것도 분명하다." Benjamin Rowland JR, foreword to "The Dyasntic art of the Kushan", John Rosenfield, 1967.
298. ↑  "인도-그리스 왕들의 작은 영토들은 활기차고 상업적으로 번성하는 곳이었을 것이다." India: The ancient past, Burjor Avari, p. 130
299. ↑  "박트리아와 인도의 그리스인들이 번성하는 경제를 주도했음은 의심할 여지가 없다. 이는 그들의 주화와 다른 통화들과의 화폐 교환에서 분명히 드러난다." Narain, "The Indo-Greeks" 2003, p. 275.
300. ↑  Bopearachchi, "Monnaies", p. 27
301. ↑  Rapson, clxxxvi-
302. ↑  Bopearachchi, "Monnaies", p. 75.
303. ↑  Fussman, JA 1993, p. 127 and Bopearachchi, "Graeco-Bactrian issues of the later Indo-Greek kings", Num. Chron. 1990, pp. 79–104)
304. 1 2  Science and civilisation in China: Chemistry and chemical technology by Joseph Needham, Gwei-Djen Lu p. 237ff
305. ↑  “Western contact with China began long before Marco Polo, experts say”. 《BBC News》. 2016년 10월 12일. 2017년 4월 16일에 확인함.
306. ↑  “The Mausoleum of China's First Emperor Partners with the BBC and National Geographic Channel to Reveal Groundbreaking Evidence That China Was in Contact with the West During the Reign of the First Emperor”. 《businesswire.com》. 2016년 10월 12일. 2017년 4월 16일에 확인함.
307. ↑  “Strabo II.3.4‑5 on Eudoxus”.
308. ↑  "알렉산드리아의 상인들이 이미 나일강과 페르시아만을 거쳐 인도까지 함대를 타고 항해하고 있기 때문에, 이 지역들은 오늘날 우리에게는 선조들보다 훨씬 더 잘 알려져 있다. 어쨌든 갈루스가 이집트 총독이었을 때, 나는 그와 동행하여 나일강을 거슬러 시에네와 에티오피아 국경까지 갔으며, 미오스 호르모스에서 인도로 120척의 배가 출항하고 있었지만, 이전에는 프톨레마이오스 왕조 아래에서는 극히 일부만이 항해를 감행하고 인도 상품을 거래했다는 것을 알게 되었다." Strabo II.5.12
309. ↑  "조일로스가 그의 구리 주화에 활과 화살통을 유형으로 사용했다는 점은 흥미롭다. 화살통은 파르티아인(스키타이인)이 사용하던 표식이었고, 이전에 디오도토스도 사용했는데, 우리는 그가 그들과 조약을 맺었음을 알고 있다. 조일로스가 메난드로스에 대항하는 그의 탐색에서 스키타이 용병을 사용했을까?" Senior, Indo-Scythian coins, p. xxvii
310. ↑  “Polybius 10.49, Battle of the Arius”.
311. ↑  Translation in Epigraphia Indica 1920 p. 87
312. ↑  PL Gupta 1994
313. ↑  Sudhakar Chattopadhyaya (1974). 《Some Early Dynasties of South India》. Motilal Banarsidass. 44–50쪽. ISBN 978-81-208-2941-1.
314. ↑  “Megasthenes Indica”. 2008년 12월 10일에 원본 문서에서 보존된 문서.
315. ↑  “Justin XLI”. 2003년 8월 28일에 원본 문서에서 보존된 문서.
316. ↑  Tarn, p. 494.
317. ↑  "인도-그리스 군주국은 기원전 1세기에 끝난 것으로 보이지만, 인도와 박트리아에 그리스인의 존재는 강하게 남아 있었다." McEvilley, p. 379
318. ↑  "사카족과 후대 통치자들이 그리스 달을 사용한 것은 그들이 선조들이 시작한 날짜 체계를 사용했음을 시사한다." Narain, "Indo-Greeks" 2003, p. 190
319. ↑  "찬드라굽타 2세 통치 기간 동안 사우라슈트라 정복의 증거는 그의 희귀한 은화에서 볼 수 있는데, 이는 서사트라프족의 은화를 직접적으로 모방한 것이다... 이들은 그리스 문자의 옛 명문 일부를 유지하고 있으며, 뒷면에는 초승달과 별이 있는 차이티야 대신 굽타 유형(공작)으로 대체되었다." in Rapson "A catalogue of Indian coins in the British Museum. The Andhras etc...", p. cli
320. ↑  "Parthians stations", 1st century AD. Original text in paragraph 19 of Parthian stations
321. ↑  McEvilley, Thomas C. (2012). 《The Shape of Ancient Thought: Comparative Studies in Greek and Indian Philosophies》. Simon and Schuster. 503쪽. ISBN 9781581159332.
322. ↑  각 왕에 대한 정보는 Bopearachchi의 Monnaies Gréco-Bactriennes et Indo-Grecques, Catalogue Raisonné (1991) 또는 SNG9 (1998)에서 가져왔다. Senior의 연대기는 The Indo-Greek and Indo-Scythian king sequences in the second and first centuries BC, ONS179 Supplement (2004)에서 가져왔고, 주석(Hippostratos 시대까지)은 The decline of the Indo-Greeks (1998)에서 가져왔다.
323. ↑  O. Bopearachchi, "Monnaies gréco-bactriennes et indo-grecques, Catalogue raisonné", Bibliothèque Nationale, Paris, 1991, p. 453
324. ↑  History of Early Stone Sculpture at Mathura: Ca. 150 BCE – 100 CE, Sonya Rhie Quintanilla, BRILL, 2007, p. 9

## 참고 문헌
- Avari, Burjor (2007). 《India: The ancient past. A history of the Indian sub-continent from c. 7000 BC to AD 1200》. Routledge. ISBN 978-0-415-35616-9.
- Banerjee, Gauranga Nath (1961). 《Hellenism in ancient India》. Delhi: Munshi Ram Manohar Lal. ISBN 978-0-8364-2910-7. OCLC 1837954.
- Bernard, Paul (1994). "The Greek Kingdoms of Central Asia." In: History of civilizations of Central Asia, Volume II. The development of sedentary and nomadic civilizations: 700 B.C. to A.D. 250, pp. 99–129. Harmatta, János, ed., 1994. Paris: UNESCO Publishing. ISBN 92-3-102846-4.
- Boardman, John (1994). 《The Diffusion of Classical Art in Antiquity》. Princeton, New Jersey: Princeton University Press. ISBN 978-0-691-03680-9.
- Bopearachchi, Osmund (1991). 《Monnaies Gréco-Bactriennes et Indo-Grecques, Catalogue Raisonné》 (프랑스어). Bibliothèque Nationale de France. ISBN 978-2-7177-1825-6.
- Bopearachchi, Osmund (1998). 《SNG 9》. New York: American Numismatic Society. ISBN 978-0-89722-273-0.
- Bopearachchi, Osmund (1993). 《Indo-Greek, Indo-Scythian and Indo-Parthian coins in the Smithsonian Institution》. Washington: National Numismatic Collection, 스미스소니언 협회. OCLC 36240864.
- Bussagli, Mario; Francine Tissot; Béatrice Arnal (1996). 《L'art du Gandhara》 (프랑스어). Paris: Librairie générale française. ISBN 978-2-253-13055-0.
- Errington, Elizabeth; Joe Cribb; Maggie Claringbull; Ancient India and Iran Trust; Fitzwilliam Museum (1992). 《The Crossroads of Asia: transformation in image and symbol in the art of ancient Afghanistan and Pakistan》. Cambridge: Ancient India and Iran Trust. ISBN 978-0-9518399-1-1.
- Marshall, Sir John Hubert (2000). 《The Buddhist art of Gandhara: the story of the early school, its birth, growth, and decline》. New Delhi: Munshiram Manoharlal. ISBN 978-81-215-0967-1.
- Marshall, John (1956). 《Taxila. An illustrated account of archaeological excavations carried out at Taxila (3 volumes)》. Delhi: Motilal Banarsidass.
- McEvilley, Thomas (2002). 《The Shape of Ancient Thought. Comparative studies in Greek and Indian Philosophies》. Allworth Press and the School of Visual Arts. ISBN 978-1-58115-203-6.
- Mitchiner, John E.; Garga (1986). 《The Yuga Purana: critically edited, with an English translation and a detailed introduction》. Calcutta, India: Asiatic Society. ISBN 978-81-7236-124-2. OCLC 15211914.
- Narain, A.K. (1957). 《The Indo-Greeks》. Oxford: Clarendon Press.
  - reprinted by Oxford, 1962, 1967, 1980; reissued (2003), "revised and supplemented", by B. R. Publishing Corporation, New Delhi.
- Rosenfield, John M. (1967). 《The Dynastic Arts of the Kushans》. Berkeley, California: University of California Press. ISBN 978-81-215-0579-6.
- Seldeslachts, E. (2003). 《The end of the road for the Indo-Greeks?》. Iranica Antica, Vol XXXIX, 2004.
- Senior, R. C. (2006). 《Indo-Scythian coins and history. Volume IV》. Classical Numismatic Group, Inc. ISBN 978-0-9709268-6-9.
- Tarn, W. W. (1938). 《The Greeks in Bactria and India》. Cambridge University Press.
  - Second edition, with addenda and corrigenda, (1951). Reissued, with updating preface by Frank Lee Holt (1985), Ares Press, Chicago ISBN 0-89005-524-6
- 《Afghanistan, ancien carrefour entre l'est et l'ouest》 (프랑스어, 영어). Belgium: Brepols. 2005. ISBN 978-2-503-51681-3.
- Vassiliades, Demetrios (2016). 《Greeks and Buddhism: An Intercultural Encounter》. Athens: Indo-Hellenic Society for Culture and Development. ISBN 978-618-82624-0-9.

## 추가 읽을거리
- Bopearachchi, Osmund (2003). 《De l'Indus à l'Oxus, Archéologie de l'Asie Centrale》 (프랑스어). Lattes: Association imago-musée de Lattes. ISBN 978-2-9516679-2-1.
- Cambon, Pierre (2007). 《Afghanistan, les trésors retrouvés》 (프랑스어). 국립 기메 동양 박물관. ISBN 978-2-7118-5218-5.
- Faccenna, Domenico (1980). 《Butkara I (Swāt, Pakistan) 1956–1962, Volume III 1》. Rome: IsMEO (Istituto Italiano Per Il Medio Ed Estremo Oriente).
- Foltz, Richard (2010). 《Religions of the Silk Road: premodern patterns of globalization》. New York: Palgrave Macmillan. ISBN 978-0-230-62125-1.
- Keown, Damien (2003). 《A Dictionary of Buddhism》. New York: 옥스퍼드 대학교 출판부. ISBN 978-0-19-860560-7.
- Lowenstein, Tom (2002). 《The vision of the Buddha: Buddhism, the path to spiritual enlightenment》. London: Duncan Baird. ISBN 978-1-903296-91-2.
- Narain, A.K. (1976). 《The coin types of the Indo-Greeks kings》. Chicago, USA: Ares Publishing. ISBN 978-0-89005-109-2.
- Puri, Baij Nath (2000). 《Buddhism in Central Asia》. Delhi: Motilal Banarsidass. ISBN 978-81-208-0372-5.
- Salomon, Richard (January–March 1982). 《The "Avaca" Inscription and the Origin of the Vikrama Era》. 《Journal of the American Oriental Society》 102. 59–68쪽. doi:10.2307/601111. JSTOR 601111.
- 東京国立博物館 (Tokyo Kokuritsu Hakubutsukan); 兵庫県立美術館 (Hyogo Kenritsu Bijutsukan) (2003). 《Alexander the Great: East-West cultural contacts from Greece to Japan》. Tokyo: 東京国立博物館 (Tokyo Kokuritsu Hakubutsukan). OCLC 53886263.
- Vassiliades, Demetrios (2000). 《The Greeks in India – A Survey in Philosophical Understanding》. New Delhi: Munshiram Manoharlal Publishers Pvt Limited. ISBN 978-81-215-0921-3.
- Widmer, Werner (2015). Hellas am Hindukusch. Griechentum im Fernen Osten der antiken Welt [Hellas in the Hindukush. Hellenism in the Far East of the ancient world]. Frankfurt am Main: Fischer.
- Wünsch, Julian (2023). "Die Indo-Griechen. Konflikte und dynastische Verflechtungen der Nachfolger Menanders I." [The Indo-Greeks. Conflicts and dynastic entanglements of the successors of Menandros I.] Jahrbuch für Numismatik und Geldgeschichte 73, pp. 1–45.